# 1867

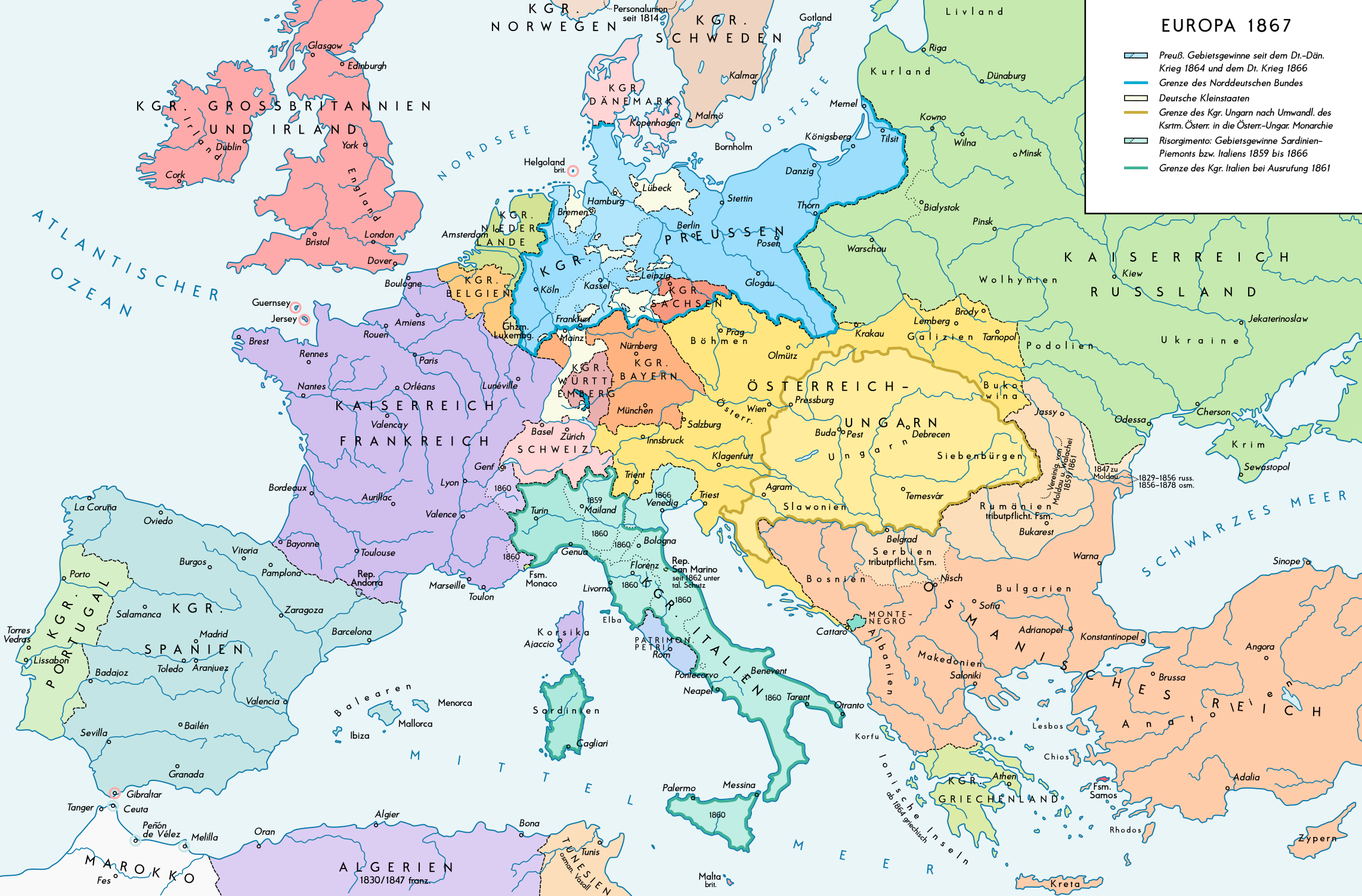
Europa 1867

Portal Geschichte | Portal Biografien | Aktuelle Ereignisse | Jahreskalender | Tagesartikel

◄ |
18. Jahrhundert |
19. Jahrhundert
| 20. Jahrhundert | ►

◄ |
1830er |
1840er |
1850er |
1860er
| 1870er | 1880er | 1890er | ►

◄◄ |
◄ |
1863 |
1864 |
1865 |
1866 |
1867
| 1868 | 1869 | 1870 | 1871 | ► | ►►
Staatsoberhäupter · Wahlen · Nekrolog · Kunstjahr · Literaturjahr · Musikjahr   · Sportjahr
| Januar | Januar | Januar | Januar | Januar | Januar | Januar | Januar |
| Kw     | Mo     | Di     | Mi     | Do     | Fr     | Sa     | So     |
| ------ | ------ | ------ | ------ | ------ | ------ | ------ | ------ |
| 1      |        | 1      | 2      | 3      | 4      | 5      | 6      |
| 2      | 7      | 8      | 9      | 10     | 11     | 12     | 13     |
| 3      | 14     | 15     | 16     | 17     | 18     | 19     | 20     |
| 4      | 21     | 22     | 23     | 24     | 25     | 26     | 27     |
| 5      | 28     | 29     | 30     | 31     |        |        |        |

| Februar | Februar | Februar | Februar | Februar | Februar | Februar | Februar |
| Kw      | Mo      | Di      | Mi      | Do      | Fr      | Sa      | So      |
| ------- | ------- | ------- | ------- | ------- | ------- | ------- | ------- |
| 5       |         |         |         |         | 1       | 2       | 3       |
| 6       | 4       | 5       | 6       | 7       | 8       | 9       | 10      |
| 7       | 11      | 12      | 13      | 14      | 15      | 16      | 17      |
| 8       | 18      | 19      | 20      | 21      | 22      | 23      | 24      |
| 9       | 25      | 26      | 27      | 28      |         |         |         |

| März | März | März | März | März | März | März | März |
| Kw   | Mo   | Di   | Mi   | Do   | Fr   | Sa   | So   |
| ---- | ---- | ---- | ---- | ---- | ---- | ---- | ---- |
| 9    |      |      |      |      | 1    | 2    | 3    |
| 10   | 4    | 5    | 6    | 7    | 8    | 9    | 10   |
| 11   | 11   | 12   | 13   | 14   | 15   | 16   | 17   |
| 12   | 18   | 19   | 20   | 21   | 22   | 23   | 24   |
| 13   | 25   | 26   | 27   | 28   | 29   | 30   | 31   |

| April | April | April | April | April | April | April | April |
| Kw    | Mo    | Di    | Mi    | Do    | Fr    | Sa    | So    |
| ----- | ----- | ----- | ----- | ----- | ----- | ----- | ----- |
| 14    | 1     | 2     | 3     | 4     | 5     | 6     | 7     |
| 15    | 8     | 9     | 10    | 11    | 12    | 13    | 14    |
| 16    | 15    | 16    | 17    | 18    | 19    | 20    | 21    |
| 17    | 22    | 23    | 24    | 25    | 26    | 27    | 28    |
| 18    | 29    | 30    |       |       |       |       |       |

| Mai | Mai | Mai | Mai | Mai | Mai | Mai | Mai |
| Kw  | Mo  | Di  | Mi  | Do  | Fr  | Sa  | So  |
| 18  |     |     | 1   | 2   | 3   | 4   | 5   |
| 19  | 6   | 7   | 8   | 9   | 10  | 11  | 12  |
| 20  | 13  | 14  | 15  | 16  | 17  | 18  | 19  |
| 21  | 20  | 21  | 22  | 23  | 24  | 25  | 26  |
| 22  | 27  | 28  | 29  | 30  | 31  |     |     |
| --- | --- | --- | --- | --- | --- | --- | --- |

| Juni | Juni | Juni | Juni | Juni | Juni | Juni | Juni |
| Kw   | Mo   | Di   | Mi   | Do   | Fr   | Sa   | So   |
| ---- | ---- | ---- | ---- | ---- | ---- | ---- | ---- |
| 22   |      |      |      |      |      | 1    | 2    |
| 23   | 3    | 4    | 5    | 6    | 7    | 8    | 9    |
| 24   | 10   | 11   | 12   | 13   | 14   | 15   | 16   |
| 25   | 17   | 18   | 19   | 20   | 21   | 22   | 23   |
| 26   | 24   | 25   | 26   | 27   | 28   | 29   | 30   |

| Juli | Juli | Juli | Juli | Juli | Juli | Juli | Juli |
| Kw   | Mo   | Di   | Mi   | Do   | Fr   | Sa   | So   |
| ---- | ---- | ---- | ---- | ---- | ---- | ---- | ---- |
| 27   | 1    | 2    | 3    | 4    | 5    | 6    | 7    |
| 28   | 8    | 9    | 10   | 11   | 12   | 13   | 14   |
| 29   | 15   | 16   | 17   | 18   | 19   | 20   | 21   |
| 30   | 22   | 23   | 24   | 25   | 26   | 27   | 28   |
| 31   | 29   | 30   | 31   |      |      |      |      |

| August | August | August | August | August | August | August | August |
| Kw     | Mo     | Di     | Mi     | Do     | Fr     | Sa     | So     |
| ------ | ------ | ------ | ------ | ------ | ------ | ------ | ------ |
| 31     |        |        |        | 1      | 2      | 3      | 4      |
| 32     | 5      | 6      | 7      | 8      | 9      | 10     | 11     |
| 33     | 12     | 13     | 14     | 15     | 16     | 17     | 18     |
| 34     | 19     | 20     | 21     | 22     | 23     | 24     | 25     |
| 35     | 26     | 27     | 28     | 29     | 30     | 31     |        |

| September | September | September | September | September | September | September | September |
| Kw        | Mo        | Di        | Mi        | Do        | Fr        | Sa        | So        |
| --------- | --------- | --------- | --------- | --------- | --------- | --------- | --------- |
| 35        |           |           |           |           |           |           | 1         |
| 36        | 2         | 3         | 4         | 5         | 6         | 7         | 8         |
| 37        | 9         | 10        | 11        | 12        | 13        | 14        | 15        |
| 38        | 16        | 17        | 18        | 19        | 20        | 21        | 22        |
| 39        | 23        | 24        | 25        | 26        | 27        | 28        | 29        |
| 40        | 30        |           |           |           |           |           |           |

| Oktober | Oktober | Oktober | Oktober | Oktober | Oktober | Oktober | Oktober |
| Kw      | Mo      | Di      | Mi      | Do      | Fr      | Sa      | So      |
| ------- | ------- | ------- | ------- | ------- | ------- | ------- | ------- |
| 40      |         | 1       | 2       | 3       | 4       | 5       | 6       |
| 41      | 7       | 8       | 9       | 10      | 11      | 12      | 13      |
| 42      | 14      | 15      | 16      | 17      | 18      | 19      | 20      |
| 43      | 21      | 22      | 23      | 24      | 25      | 26      | 27      |
| 44      | 28      | 29      | 30      | 31      |         |         |         |

| November | November | November | November | November | November | November | November |
| Kw       | Mo       | Di       | Mi       | Do       | Fr       | Sa       | So       |
| -------- | -------- | -------- | -------- | -------- | -------- | -------- | -------- |
| 44       |          |          |          |          | 1        | 2        | 3        |
| 45       | 4        | 5        | 6        | 7        | 8        | 9        | 10       |
| 46       | 11       | 12       | 13       | 14       | 15       | 16       | 17       |
| 47       | 18       | 19       | 20       | 21       | 22       | 23       | 24       |
| 48       | 25       | 26       | 27       | 28       | 29       | 30       |          |

| Dezember | Dezember | Dezember | Dezember | Dezember | Dezember | Dezember | Dezember |
| Kw       | Mo       | Di       | Mi       | Do       | Fr       | Sa       | So       |
| -------- | -------- | -------- | -------- | -------- | -------- | -------- | -------- |
| 48       |          |          |          |          |          |          | 1        |
| 49       | 2        | 3        | 4        | 5        | 6        | 7        | 8        |
| 50       | 9        | 10       | 11       | 12       | 13       | 14       | 15       |
| 51       | 16       | 17       | 18       | 19       | 20       | 21       | 22       |
| 52       | 23       | 24       | 25       | 26       | 27       | 28       | 29       |
| 1        | 30       | 31       |          |          |          |          |          |

| Januar | Januar | Januar | Januar | Januar | Januar | Januar | Januar |
| Kw     | Mo     | Di     | Mi     | Do     | Fr     | Sa     | So     |
| ------ | ------ | ------ | ------ | ------ | ------ | ------ | ------ |
| 1      |        | 1      | 2      | 3      | 4      | 5      | 6      |
| 2      | 7      | 8      | 9      | 10     | 11     | 12     | 13     |
| 3      | 14     | 15     | 16     | 17     | 18     | 19     | 20     |
| 4      | 21     | 22     | 23     | 24     | 25     | 26     | 27     |
| 5      | 28     | 29     | 30     | 31     |        |        |        |

| Februar | Februar | Februar | Februar | Februar | Februar | Februar | Februar |
| Kw      | Mo      | Di      | Mi      | Do      | Fr      | Sa      | So      |
| ------- | ------- | ------- | ------- | ------- | ------- | ------- | ------- |
| 5       |         |         |         |         | 1       | 2       | 3       |
| 6       | 4       | 5       | 6       | 7       | 8       | 9       | 10      |
| 7       | 11      | 12      | 13      | 14      | 15      | 16      | 17      |
| 8       | 18      | 19      | 20      | 21      | 22      | 23      | 24      |
| 9       | 25      | 26      | 27      | 28      |         |         |         |

| März | März | März | März | März | März | März | März |
| Kw   | Mo   | Di   | Mi   | Do   | Fr   | Sa   | So   |
| ---- | ---- | ---- | ---- | ---- | ---- | ---- | ---- |
| 9    |      |      |      |      | 1    | 2    | 3    |
| 10   | 4    | 5    | 6    | 7    | 8    | 9    | 10   |
| 11   | 11   | 12   | 13   | 14   | 15   | 16   | 17   |
| 12   | 18   | 19   | 20   | 21   | 22   | 23   | 24   |
| 13   | 25   | 26   | 27   | 28   | 29   | 30   | 31   |

| April | April | April | April | April | April | April | April |
| Kw    | Mo    | Di    | Mi    | Do    | Fr    | Sa    | So    |
| ----- | ----- | ----- | ----- | ----- | ----- | ----- | ----- |
| 14    | 1     | 2     | 3     | 4     | 5     | 6     | 7     |
| 15    | 8     | 9     | 10    | 11    | 12    | 13    | 14    |
| 16    | 15    | 16    | 17    | 18    | 19    | 20    | 21    |
| 17    | 22    | 23    | 24    | 25    | 26    | 27    | 28    |
| 18    | 29    | 30    |       |       |       |       |       |

| Mai | Mai | Mai | Mai | Mai | Mai | Mai | Mai |
| Kw  | Mo  | Di  | Mi  | Do  | Fr  | Sa  | So  |
| 18  |     |     | 1   | 2   | 3   | 4   | 5   |
| 19  | 6   | 7   | 8   | 9   | 10  | 11  | 12  |
| 20  | 13  | 14  | 15  | 16  | 17  | 18  | 19  |
| 21  | 20  | 21  | 22  | 23  | 24  | 25  | 26  |
| 22  | 27  | 28  | 29  | 30  | 31  |     |     |
| --- | --- | --- | --- | --- | --- | --- | --- |

| Juni | Juni | Juni | Juni | Juni | Juni | Juni | Juni |
| Kw   | Mo   | Di   | Mi   | Do   | Fr   | Sa   | So   |
| ---- | ---- | ---- | ---- | ---- | ---- | ---- | ---- |
| 22   |      |      |      |      |      | 1    | 2    |
| 23   | 3    | 4    | 5    | 6    | 7    | 8    | 9    |
| 24   | 10   | 11   | 12   | 13   | 14   | 15   | 16   |
| 25   | 17   | 18   | 19   | 20   | 21   | 22   | 23   |
| 26   | 24   | 25   | 26   | 27   | 28   | 29   | 30   |

| Juli | Juli | Juli | Juli | Juli | Juli | Juli | Juli |
| Kw   | Mo   | Di   | Mi   | Do   | Fr   | Sa   | So   |
| ---- | ---- | ---- | ---- | ---- | ---- | ---- | ---- |
| 27   | 1    | 2    | 3    | 4    | 5    | 6    | 7    |
| 28   | 8    | 9    | 10   | 11   | 12   | 13   | 14   |
| 29   | 15   | 16   | 17   | 18   | 19   | 20   | 21   |
| 30   | 22   | 23   | 24   | 25   | 26   | 27   | 28   |
| 31   | 29   | 30   | 31   |      |      |      |      |

| August | August | August | August | August | August | August | August |
| Kw     | Mo     | Di     | Mi     | Do     | Fr     | Sa     | So     |
| ------ | ------ | ------ | ------ | ------ | ------ | ------ | ------ |
| 31     |        |        |        | 1      | 2      | 3      | 4      |
| 32     | 5      | 6      | 7      | 8      | 9      | 10     | 11     |
| 33     | 12     | 13     | 14     | 15     | 16     | 17     | 18     |
| 34     | 19     | 20     | 21     | 22     | 23     | 24     | 25     |
| 35     | 26     | 27     | 28     | 29     | 30     | 31     |        |

| September | September | September | September | September | September | September | September |
| Kw        | Mo        | Di        | Mi        | Do        | Fr        | Sa        | So        |
| --------- | --------- | --------- | --------- | --------- | --------- | --------- | --------- |
| 35        |           |           |           |           |           |           | 1         |
| 36        | 2         | 3         | 4         | 5         | 6         | 7         | 8         |
| 37        | 9         | 10        | 11        | 12        | 13        | 14        | 15        |
| 38        | 16        | 17        | 18        | 19        | 20        | 21        | 22        |
| 39        | 23        | 24        | 25        | 26        | 27        | 28        | 29        |
| 40        | 30        |           |           |           |           |           |           |

| Oktober | Oktober | Oktober | Oktober | Oktober | Oktober | Oktober | Oktober |
| Kw      | Mo      | Di      | Mi      | Do      | Fr      | Sa      | So      |
| ------- | ------- | ------- | ------- | ------- | ------- | ------- | ------- |
| 40      |         | 1       | 2       | 3       | 4       | 5       | 6       |
| 41      | 7       | 8       | 9       | 10      | 11      | 12      | 13      |
| 42      | 14      | 15      | 16      | 17      | 18      | 19      | 20      |
| 43      | 21      | 22      | 23      | 24      | 25      | 26      | 27      |
| 44      | 28      | 29      | 30      | 31      |         |         |         |

| November | November | November | November | November | November | November | November |
| Kw       | Mo       | Di       | Mi       | Do       | Fr       | Sa       | So       |
| -------- | -------- | -------- | -------- | -------- | -------- | -------- | -------- |
| 44       |          |          |          |          | 1        | 2        | 3        |
| 45       | 4        | 5        | 6        | 7        | 8        | 9        | 10       |
| 46       | 11       | 12       | 13       | 14       | 15       | 16       | 17       |
| 47       | 18       | 19       | 20       | 21       | 22       | 23       | 24       |
| 48       | 25       | 26       | 27       | 28       | 29       | 30       |          |

| Dezember | Dezember | Dezember | Dezember | Dezember | Dezember | Dezember | Dezember |
| Kw       | Mo       | Di       | Mi       | Do       | Fr       | Sa       | So       |
| -------- | -------- | -------- | -------- | -------- | -------- | -------- | -------- |
| 48       |          |          |          |          |          |          | 1        |
| 49       | 2        | 3        | 4        | 5        | 6        | 7        | 8        |
| 50       | 9        | 10       | 11       | 12       | 13       | 14       | 15       |
| 51       | 16       | 17       | 18       | 19       | 20       | 21       | 22       |
| 52       | 23       | 24       | 25       | 26       | 27       | 28       | 29       |
| 1        | 30       | 31       |          |          |          |          |          |

Im Jahr 1867 wird der im Vorjahr gegründete Norddeutsche Bund mittels einer durch einen neu gewählten konstituierenden Reichstag beschlossenen Verfassung von einem Militärbündnis in einen Bundesstaat umgewandelt. Zum Bundeskanzler wird Otto von Bismarck ernannt.
Auch die Habsburgermonarchie erlebt eine verfassungsrechtliche Umstrukturierung: Durch den Österreichisch-Ungarischen Ausgleich wird das bisherige Kaisertum Österreich in die Doppelmonarchie Österreich-Ungarn umgewandelt. Ende des Jahres tritt in der österreichischen Reichshälfte (Cisleithanien) die Dezemberverfassung in Kraft, die mit dem Staatsgrundgesetz über die allgemeinen Rechte der Staatsbürger einen Grundrechtekatalog enthält.
Auch in anderen Teilen der Welt kommt es zu revolutionären Entwicklungen: In Japan dankt der letzte Shōgun des Tokugawa-Shogunats unter dem Druck der eine Restauration der Kaiserherrschaft anstrebenden Reformer formell ab. Mit der Thronbesteigung des 14-jährigen Mutsuhito endet die Edo-Zeit und die Meiji-Zeit beginnt. Mit der Hinrichtung von Kaiser Maximilian I. von Mexiko durch republikanische Truppen des Präsidenten Benito Juarez endet das kurzlebige 2. Kaiserreich Mexiko. Wenige Tage später wird die Kanadische Konföderation von Großbritannien unabhängig.
Das Russische Kaiserreich schließt mit den Vereinigten Staaten einen Vertrag über den Verkauf von rund 1,6 Millionen km², das Gebiet des heutigen Bundesstaats Alaska.

## Ereignisse

### Politik und Weltgeschehen
| Chronologie                                                            | Chronologie |
| ---------------------------------------------------------------------- | ----------- |
|                                                                        |             |
| Andauernde Ereignisse                                                  |             |
| Rotativismo in Portugal (seit 1856)                                    |             |
| Nian-Aufstand (seit 1853) gegen die Qing-Dynastie in China (seit 1644) |             |
| Zweites Kaiserreich in Frankreich (seit 1852)                          |             |
| Gründerzeit in Deutschland und Österreich (seit etwa 1840)             |             |
| Tanzimat-Reformen im Osmanischen Reich (seit 1839)                     |             |
| Viktorianisches Zeitalter in Großbritannien (seit 1837)                |             |

#### Norddeutscher Bund
- 7. Februar: Die verbündeten Regierungen des Norddeutschen Bundes einigen sich nach Vorschlag durch Otto von Bismarck auf einen Verfassungsentwurf, der einem noch zu wählenden Reichstag vorzulegen ist. Am 19. Februar legt Bismarck den Regierungen einen geheimen Alternativentwurf vor, sollte der Reichstag den Erstentwurf ablehnen oder zu sehr abändern. In diesem Fall soll die Verfassung als Staatsvertrag oktroyiert werden.

Reichstagswahl Februar 1867, mit den Ergebnissen der einzelnen Wahlkreise

- 12. Februar: Basierend auf den Augustverträgen 1866 wird nach allgemeinem Wahlrecht die Hauptwahl für den konstituierender Reichstag für den Norddeutschen Bund durchgeführt. In den Wochen danach erfolgen die erforderlichen Stichwahlen. Die Mitgliedstaaten des Norddeutschen Bundes sind für die Wahl in 297 Wahlkreise eingeteilt worden, von denen 236 in Preußen liegen. Die Königreiche Bayern und Württemberg, das Großherzogtum Baden und der Südteil des Großherzogtums Hessen gehören dem Norddeutschen Bund nicht an und nehmen daher an der Wahl nicht teil. Für die Wahl gelten Wahlgesetze der Einzelstaaten, die sich am Frankfurter Reichstagswahlgesetz von 1849 orientieren. Die Mehrheit nach der Reichstagswahl Februar 1867 stellt die Nationalliberale Partei zusammen mit den liberal-konservativen Freikonservativen. Beide Parteien arbeiten mit Otto von Bismarck zusammen. Besonders in den 1866 von Preußen annektierten Provinzen Schleswig-Holstein und Hannover erzielen bundesstaatlich-konstitutionelle Kandidaten Wahlerfolge. Die Sächsische Volkspartei, teilweise eine Vorläuferorganisation der späteren Sozialdemokraten, zieht mit zwei Abgeordneten in das Gremium ein.

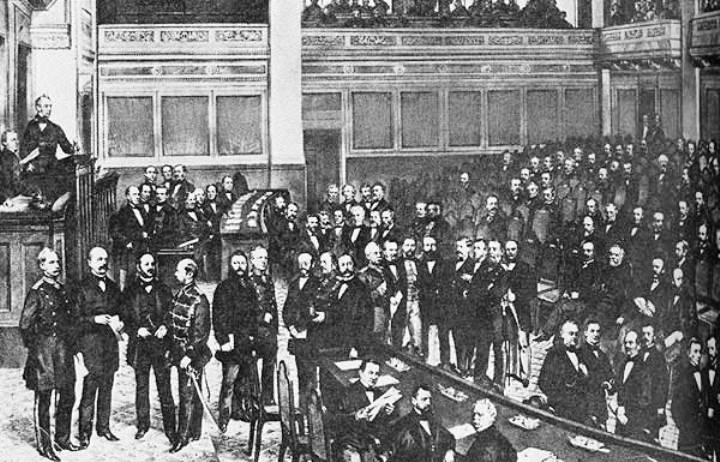
Konstituierende Sitzung des konstituierenden Reichstages. Es handelt sich nicht um ein Parlament, sondern um eine Versammlung, die mit den Einzelstaaten eine Verfassung vereinbaren soll.

- 24. Februar: Der konstituierende Reichstag hält seine erste Sitzung ab. Mit August Bebel gehört der erste deutsche Sozialdemokrat einer verfassungsvereinbarenden Versammlung an. Präsident des Reichstages, dessen Aufgabe die Vereinbarung einer Verfassung für den Norddeutschen Bund ist, wird Eduard von Simson.
- 4. März: Der Verfassungsentwurf der Regierungen wird dem konstituierenden Reichstag vorgelegt.
- 19. März: Die im Vorjahr geschlossenen Schutz- und Trutzbündnisse zwischen Preußen einerseits und den süddeutschen Staaten Bayern, Württemberg und Baden andererseits werden veröffentlicht. Es folgt ein weiteres Bündnis mit dem Großherzogtum Hessen.
- 27. März: Die Lex Bennigsen führt die ministerielle Verantwortlichkeit des Bundeskanzlers ein. Der nationalliberale Abgeordnete Rudolf von Bennigsen hatte einen Abänderungsantrag eingebracht, der den vom konstituierenden Reichstag beratenen Verfassungsentwurf anpasste.
- 16. April: Der konstituierende Reichstag nimmt den Bismarckschen Verfassungsentwurf mit den beschlossenen Änderungen an. Noch am gleichen Tag akzeptieren die Bevollmächtigten der Staaten den veränderten Entwurf.

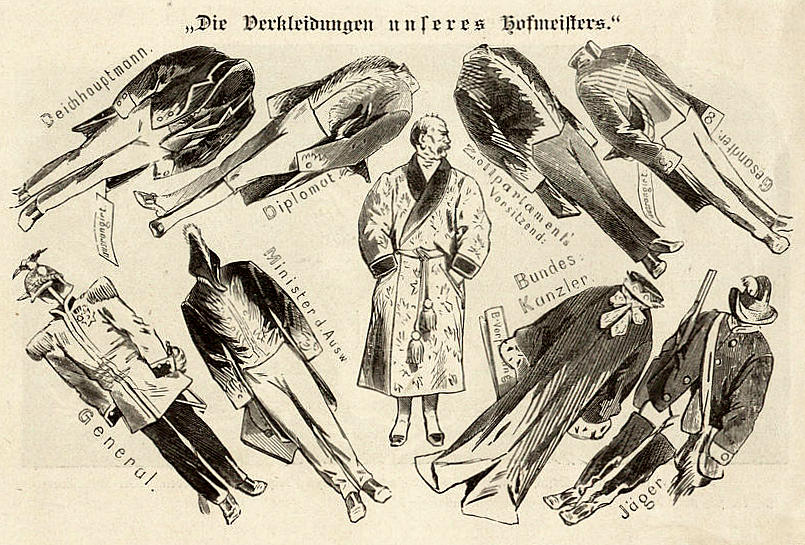
„Die Verkleidungen unseres Hofmeisters“ – Karikatur, die auf die Ämterhäufung Bismarcks anspielt; Kladderadatsch, 1867

- Zwischen dem 21. Juni und 27. Juni setzen die einzelnen Länder die Bundesverfassung durch Publikationspatente in Kraft.

Der Weg zum Norddeutschen Bund: Nach Beratungen der beteiligten Landesregierungen wurde ein konstituierender Reichstag gewählt, der mit den Regierungen einen Verfassungsentwurf vereinbarte.

- 1. Juli: Die Verfassung des Norddeutschen Bundes tritt in Kraft. Damit ist die Gründung des Norddeutschen Bundes als Bundesstaat vollendet.
- 8. Juli: Der Deutsche Zollverein wird gesetzlich neu geregelt. Der neue Zollverein verfügt erstmals über föderale Institutionen, wie den Zoll-Bundesrat und ein Zollparlament als Legislative. Die von diesen Organen getroffenen Mehrheitsbeschlüsse sind für alle Mitgliedstaaten bindend, ein Veto gibt es nicht mehr. Ausführendes Organ ist das dem preußischen König obliegende Zollpräsidium. Das Gesetz tritt am 1. Januar 1868 in Kraft.
- 14. Juli: König Wilhelm von Preußen ernennt, in seiner Eigenschaft als Inhaber des Bundespräsidiums, den preußischen Ministerpräsidenten Otto von Bismarck zum Bundeskanzler.
- 12. August: Bundeskanzler Otto von Bismarck richtet das Bundeskanzleramt des Norddeutschen Bundes ein. Es ist für die inneren Angelegenheiten des Bundes zuständig. Kanzleramtspräsident und Bismarcks rechte Hand wird Rudolph von Delbrück.

Die Ergebnisse der ordentlichen Reichstagswahl nach Wahlkreisen

- 31. August: Die Wahlbeteiligung bei der Reichstagswahl August 1867 ist geringer als bei der Wahl im Februar. In den folgenden Wochen finden die erforderlichen Stichwahlen statt. Das politische Kräfteverhältnis nach der Wahl bleibt im Wesentlichen unverändert. Damit hat der Norddeutsche Bund sein Parlament.
- 1. November: Das Gesetz über die Freizügigkeit wird beschlossen.
- 9. November: Mittels Bundesgesetz wird die Marine des Norddeutschen Bundes gegründet, die aus der Preußischen Marine hervorgeht. Die übrigen Gliedsstaaten im Norddeutschen Bund haben keine eigenen Seestreitkräfte, sind aber zur Zahlung von Beiträgen sowie auch zur Stellung von Personal verpflichtet. Trotzdem untersteht die Norddeutsche Bundesmarine noch immer dem preußischen Marineministerium.

#### Österreich-Ungarn

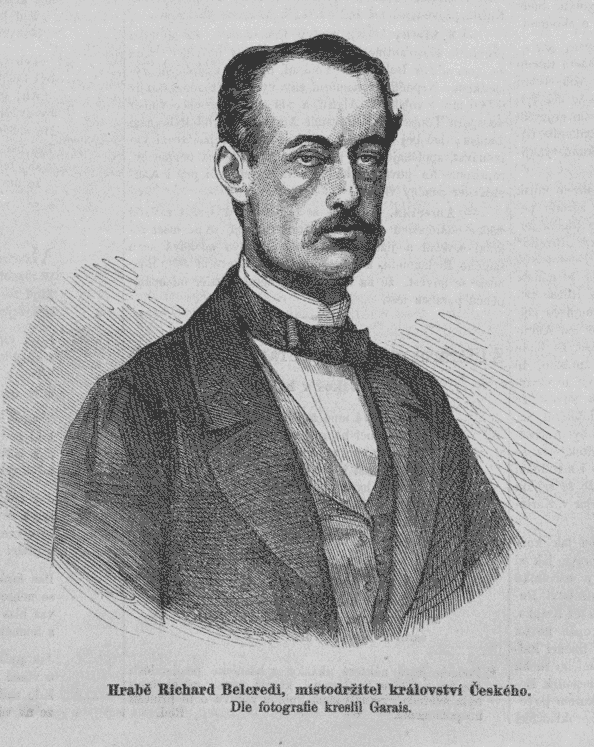
Richard Graf Belcredi

- 1. Februar: Richard Belcredi, Vertreter eines föderalistischen Ausgleichs mit allen Nationalitäten des österreichischen Vielvölkerstaats, reicht nach der Sitzung des Ministerrats sein Abschiedsgesuch ein.

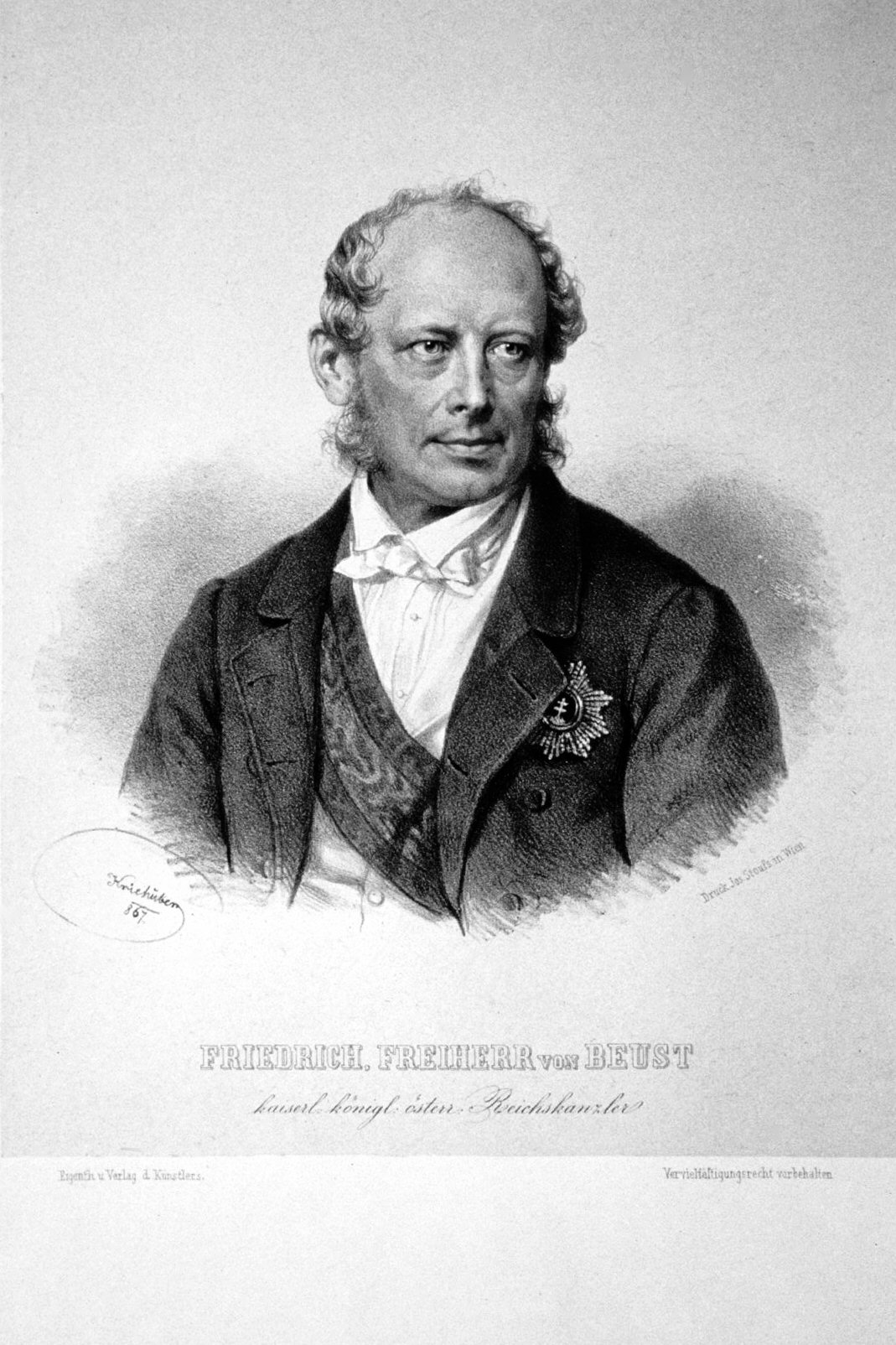
Friedrich Ferdinand Freiherr von Beust, Lithographie von Josef Kriehuber, 1867

- 7. Februar: Kaiser Franz Joseph I. ernennt Friedrich Ferdinand von Beust zum österreichischen Ministerpräsidenten.
- 17. Februar: König Franz Joseph I. ernennt den ehemaligen Revolutionär Graf Gyula Andrássy zum ungarischen Ministerpräsidenten. Am 18. Februar wird die Wiederherstellung der Verfassung von 1848 mit wenigen Änderungen angezeigt. Zwei Tage später präsentiert Andrássy seine Regierung. Siebenbürgen und das Banat werden wieder mit Ungarn vereinigt.
- 27. Februar: Der nach der Ungarischen Revolution aufgelöste ungarische Reichstag wird im Rahmen des Österreichisch-Ungarischen Ausgleichs wiederhergestellt. Er löst den dazwischen zweimal existierenden Landtag ab.
- 15. März: Mit der Vertragsunterzeichnung des österreichisch-ungarischen Ausgleichs erfolgt die Gründung der Doppelmonarchie Österreich-Ungarn. Die Regierung Andrássy leistet in Buda den Treueeid auf Franz Joseph I.
- 8. Juni: Mit der feierlichen Krönung von Kaiser Franz Joseph I. und seiner Frau Elisabeth zum ungarischen Königspaar findet der Österreichisch-Ungarische Ausgleich einen festlichen Abschluss. Die Magyaren sind mit dem Haus Habsburg wieder versöhnt. Unter der Regierung Andrássy intensiviert sich die Magyarisierung in der ungarischen Reichshälfte.
- 21. Dezember: Kaiser Franz Joseph I. sanktioniert die Dezemberverfassung, die am nächsten Tag in Kraft tritt. Im dazugehörigen Staatsgrundgesetz über die allgemeinen Rechte der Staatsbürger enthält einen Grundrechtekatalog nach dem Vorbild der Oktroyierten Märzverfassung von 1849, der bis heute weitgehende Gültigkeit in Österreich hat.
- 30. Dezember: Karl von Auersperg wird neuer Ministerpräsident Cisleithaniens. Seine Regierung wurde wegen der Mehrheit seiner Mitglieder Bürgerministerium genannt.

#### Weitere Ereignisse in Europa
- 1. Januar: Constant Fornerod wird zum dritten Mal Bundespräsident der Schweiz.
- 18. April: Der letzte osmanische Festungskommandant verlässt auf Druck von Fürst Mihailo Obrenović das Fürstentum Serbien; die Hauptstadt wird von Kragujevac nach Belgrad verlegt, was das Ende der 346-jährigen Herrschaft der Osmanen in Belgrad besiegelt.

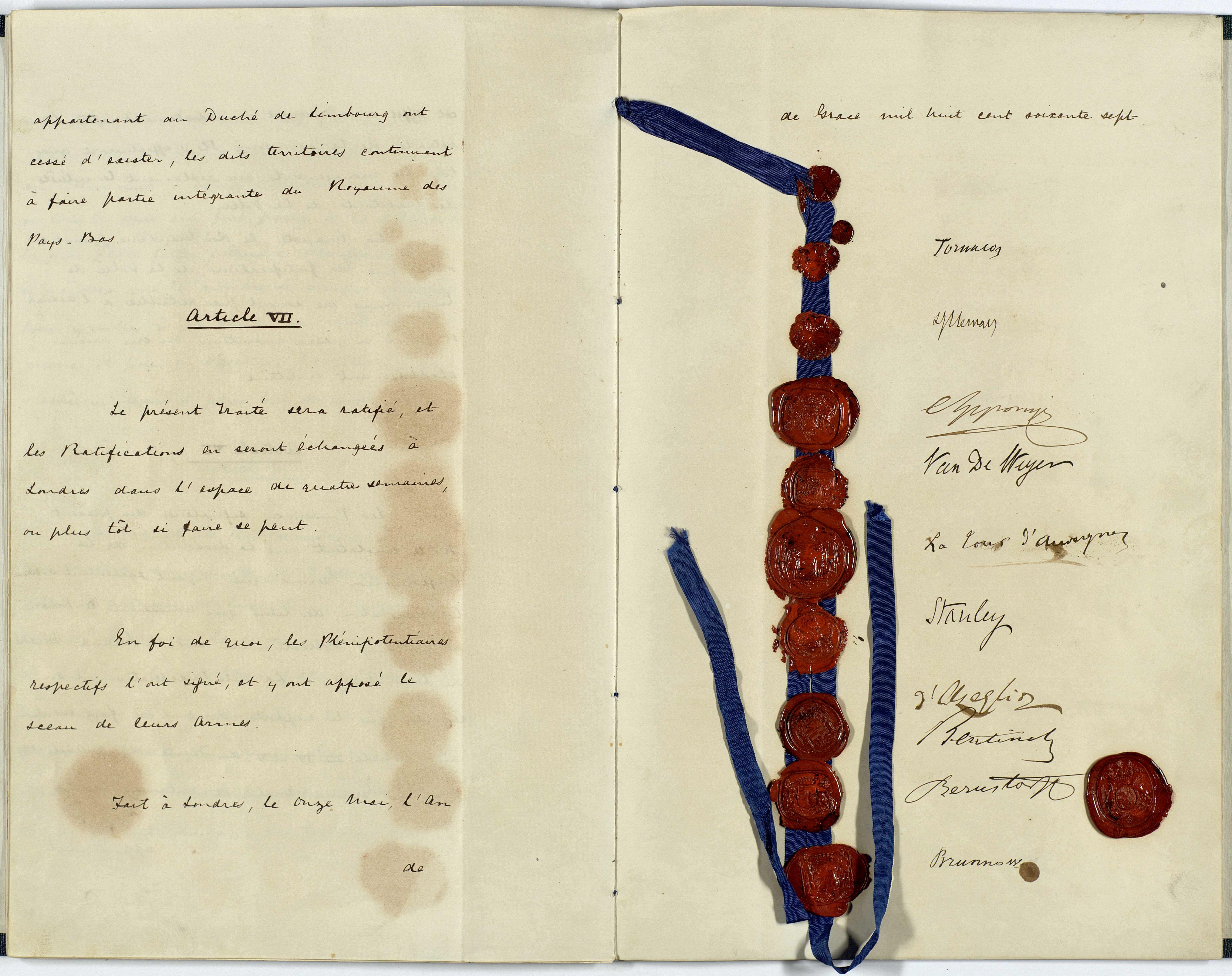
Unterschriften des Londoner Vertrags

- 7. bis 11. Mai: Im Londoner Vertrag wird die Luxemburgkrise um den beabsichtigten Kauf des Großherzogtums Luxemburg durch die französische Regierung unter Napoléon III. von den Niederlanden unter König Wilhelm III. beigelegt: Frankreich erwirbt Luxemburg nicht, dafür zieht Preußen seine Garnison aus der Festung in Luxemburg-Stadt ab und diese wird zerstört. Luxemburg soll bei künftigen Konflikten neutral bleiben und wird für unabhängig erklärt.
- 14. Juni: In der Schweizer Armee wird das Peabody Gewehr Modell 1867 eingeführt. Es soll eingesetzt werden, bis das von Johann Friederich Vetterli entwickelte Vetterligewehr zur Verfügung steht.
- 26. Juni/1. Juli: Als einer der ersten Staaten in Europa schafft Portugal die Todesstrafe gesetzlich ab. Nur das Militärstrafrecht ist von der Abschaffung ausgenommen.
- Oktober: Giuseppe Garibaldi fällt mit einigen Freischaren im Kirchenstaat ein und versucht, Rom erneut für das geeinte Italien zu erobern. Am 22. Oktober können einige seiner Kämpfer Teile der Stadt unter ihre Kontrolle bringen, werden aber bald darauf besiegt und zurückgedrängt. Die letzte Gruppe von Partisanen wird am 25. Oktober gefangen genommen.
- 3. November: Garibaldis Freischärler werden in der Schlacht von Mentana von päpstlichen Truppen unter Hermann Kanzler mit französischer Unterstützung besiegt. Mit 5000 Mann kann er sich über die Grenze ins Königreich Italien retten.

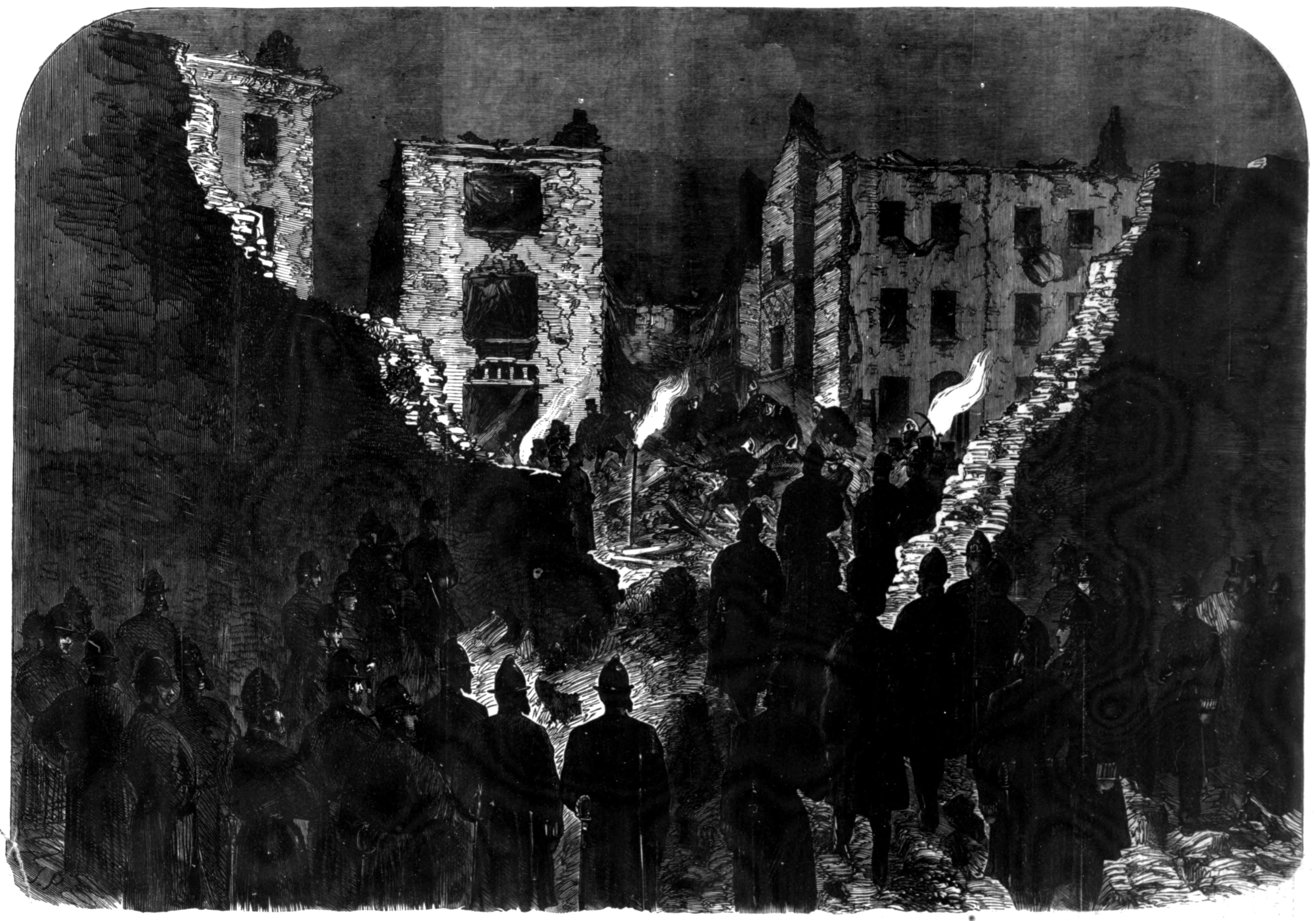
Die von der Explosion zerstörte Gefängnismauer von Clerkenwell

- 18. Dezember: Beim Bombenanschlag von Clerkenwell in London kommen 12 Menschen ums Leben, 120 werden verletzt. Ziel des Anschlages ist es, Gefangene aus dem Gefängnis von Clerkenwell zu befreien, die der Irischen Republikanischen Bruderschaft angehören und für die Unabhängigkeit Irlands vom Vereinigten Königreich kämpfen. Durch die große Wucht der Explosion werden mehrere Häuser beschädigt. Der Bombenanschlag raubt den irischen Republikanern die bis dahin sehr großen Sympathien in der Londoner Bevölkerung.

#### Mexiko
- 5. Februar: Die letzten französischen Truppen ziehen aus Mexiko-Stadt Richtung Veracruz ab. Kaiser Maximilian I. lässt seine europäischen Einheiten als Garnison zurück und marschiert mit seinen mexikanischen Truppen unter den Generälen Miguel Miramón und Tomás Mejía nach Querétaro, begleitet von seinem Adjutanten, dem preußischen Prinzen Felix zu Salm-Salm.
- Maximilians Frau Charlotte von Belgien begibt sich mit den französischen Einheiten nach Europa, um in Paris, Wien und schließlich in Rom beim Papst um Unterstützung zu bitten, bleibt damit aber erfolglos.
- Während die französischen Truppen in Veracruz an Bord gehen, stoßen die republikanischen Truppen von Präsident Benito Juárez rasch vor und belagern schon im März Querétaro. General Porfirio Díaz nimmt die Stadt Puebla ein.
- 27. April: Ein Ausbruchsversuch der kaiserlichen Truppen aus Querétaro misslingt. Am 15. Mai wird die Stadt von republikanischen Truppen unter Mariano Escobedo eingenommen. Ein von Escobedo eingesetztes Kriegsgericht verurteilt Maximilian und zwei seiner Generäle zum Tode. Viele europäische Staatsoberhäupter, aber auch Prominente wie Victor Hugo und Giuseppe Garibaldi schreiben daraufhin Gnadengesuche an Präsident Juárez, doch dieser lehnt ab.

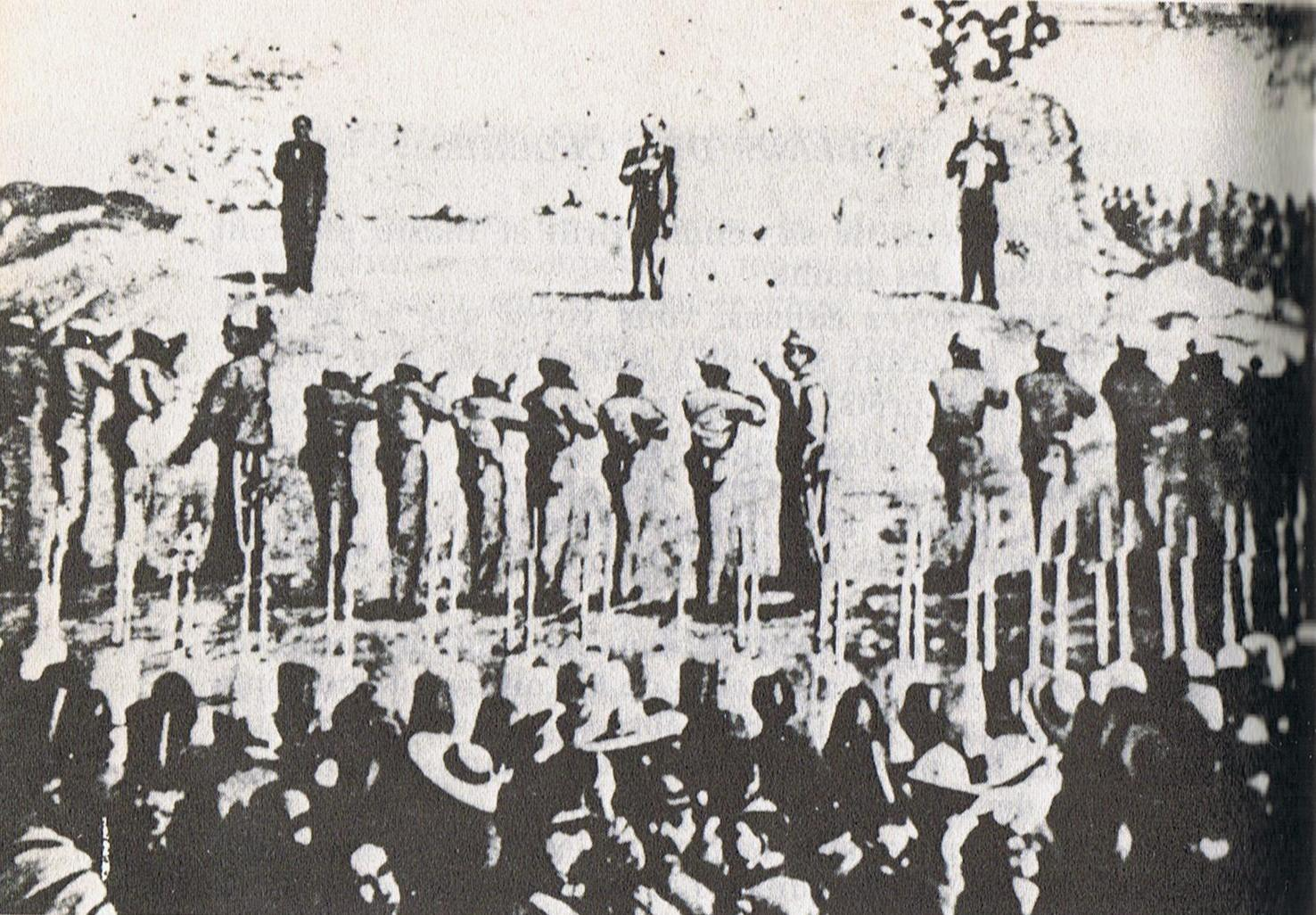
Foto der Exekution von Maximilian (rechts), sowie der Generäle Mejía (links) und Miramón (Mitte)

- 19. Juni: Mit der Hinrichtung von Kaiser Maximilian I. von Mexiko, Bruder des österreichischen Kaisers Franz Joseph I., und seiner Generäle Miramón und Mejía endet das kurzlebige 2. Kaiserreich Mexiko.
- 20. Juni: Die Garnison von Mexiko-Stadt kapituliert vor den Republikanern. Am 15. Juli zieht Benito Juárez im Triumph in die Stadt ein.
- Die Bundesverfassung der Vereinigten Staaten von Mexiko von 1857 wird in Kraft gesetzt. Die riesigen Ländereien der katholischen Kirche in Mexiko werden enteignet, Zivilehen ermöglicht und die Trennung von Kirche und Staat vollzogen. Die Partei der Konservativen hat sich durch ihre Unterstützung der Franzosen und Maximilians so unbeliebt gemacht, dass sie politisch bedeutungslos wird.

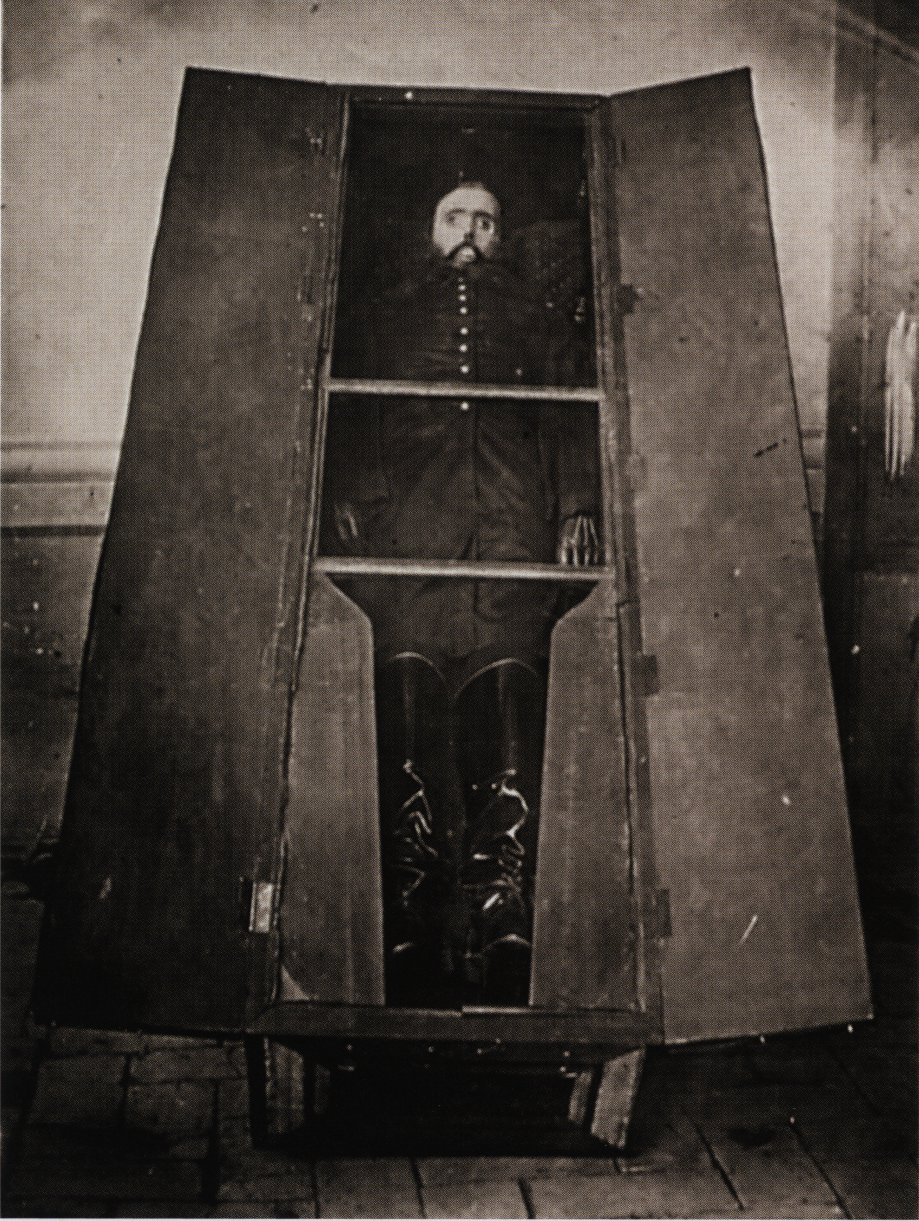
Maximilians Leichnam vor seiner Überführung nach Europa

- Ende des Jahres: Der konservierte Leichnam Maximilians wird auf der Fregatte Novara durch Wilhelm von Tegetthoff nach Europa überführt.

#### Weitere Ereignisse in Mittel- und Südamerika
- 2. Februar: Unter der Führung von Serapio Cruz und Justo Rufino Barrios Auyón beginnt ein liberaler Aufstand gegen die konservative Regierung von Vicente Cerna Sandoval in Guatemala, der aber schnell niedergeschlagen wird. Die Anführer des Aufstands flüchten ins Ausland.
- Februar: Der argentinische Präsident Bartolomé Mitre muss wegen innenpolitischer Schwierigkeiten den Oberbefehl über die Armee der Tripel-Allianz gegen Paraguay abtreten und kehrt in seine Heimat zurück. Neuer Oberbefehlshaber wird der Brasilianer Luís Alves de Lima e Silva.
- August: Der paraguayische Diktator Francisco Solano López erwägt wegen der aussichtslosen Lage zurückzutreten und ins Exil zu gehen. Er misstraut zunehmend seinen Offizieren und leitenden Beamten und wittert überall Verschwörungen. Er lässt zahlreiche Offiziere hinrichten. Auch ein großer Teil der zivilen Führungsschicht wird zum Tode verurteilt, darunter die beiden Brüder und die beiden Schwestern von López sowie seine Mutter. Das Todesurteil gegen einen der Brüder wird vollstreckt, der Rest der Familie bleibt bis zum Kriegsende in Haft. Außer zahlreichen hohen Beamten werden auch Kabinettsmitglieder, Richter, Bischöfe und Priester sowie mehr als 200 Ausländer, darunter mehrere Diplomaten, auf Befehl von López oder nach Urteilen seiner Sondergerichte hingerichtet.

#### Vereinigte Staaten von Amerika
- Anfang des Jahres: Der vor zwei Jahren gegründete Ku-Klux-Klan hält in Nashville, Tennessee, einen Bundeskongress ab, um die mittlerweile zahlreichen Ortsgruppen als gemeinsame Organisation zusammenzufassen und unter eine einheitliche Führung zu stellen. Der Klan gibt sich eine Verfassung und wählt den Ex-Südstaatengeneral Nathan Bedford Forrest zum ersten Großen Hexenmeister. Zu dieser Zeit hat der Klan etwa eine halbe Million aktiver Mitglieder und unzählige Sympathisanten im gesamten Süden. Er hindert die Schwarzen an der Wahrnehmung und Ausübung ihrer neu erworbenen Bürgerrechte durch Einschüchterung, Brandstiftung, körperliche Gewalt, Entführung und Mord. Außerdem beinhalten viele Übergriffe des Klans sexuelle Gewalt gegen Frauen. Opfer des Klans werden auch die sogenannten scalawags (Kollaborateure mit den Yankees, Bürgerrechtsaktivisten und Mitglieder der Republikanischen Partei) sowie carpetbaggers (Kriegsprofiteure) und Angehörige der US-Army.
- 1. März: Der südöstliche Teil des bisherigen Nebraska-Territoriums tritt unter dem Namen Nebraska als 37. Bundesstaat den USA bei. Die übrigen Teile werden anderen Territorien zugeschlagen.
- 2. März/23. März/19. Juli: Gegen das Veto von Präsident Andrew Johnson beschließt der Kongress der Vereinigten Staaten mehrere Reconstruction Acts: Die ehemaligen Staaten der Konföderation werden auf ihrer Grundlage militärisch besetzt, die bestehenden Regierungen der Südstaaten werden abgesetzt und durch Militärgouverneure ersetzt. Niemand, der die ehemalige Regierung der Konföderierten Staaten oder der Einzelstaaten unterstützt hat, darf wählen oder ein politisches Amt ausüben. Erst nach Annahme des 14. Verfassungszusatzes, der den Afroamerikanern die gleichen Rechte garantiert, sollen die Südstaaten wieder in die Union aufgenommen werden. Johnsons bisherige sehr südstaatenfreundliche und gegen die Afroamerikaner gerichtete Politik der Reconstruction wird damit beendet.
- 3. März: Neuerlich gegen das Veto des Präsidenten beschließt der Kongress den Tenure of Office Act, der die Entlassung von Ministern aus dem Kabinett regelt.

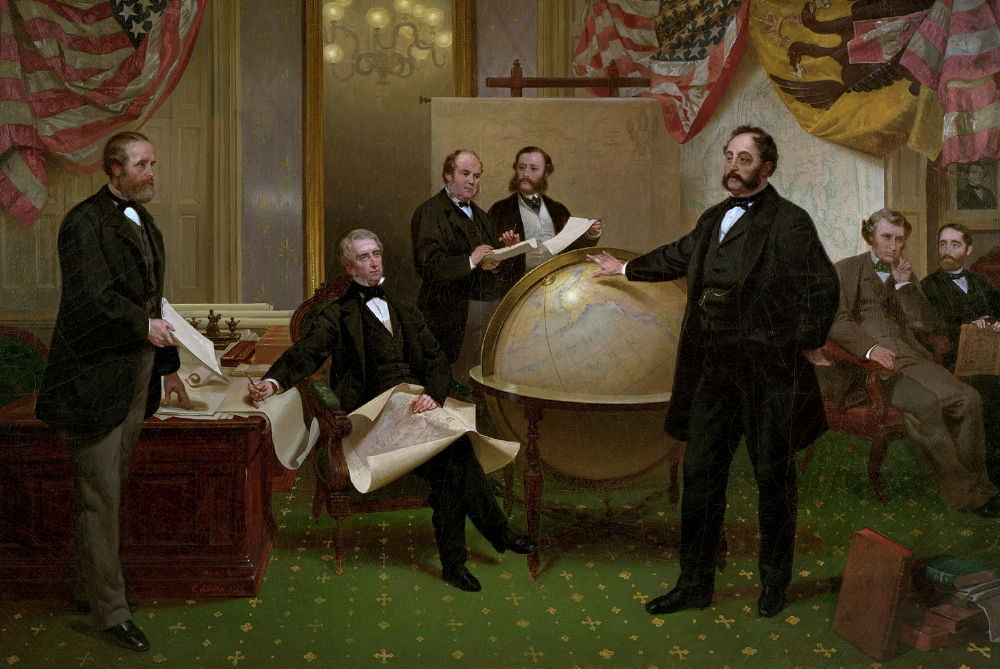
William H. Seward und Eduard von Stoeckl bei den Verhandlungen zum Alaska Purchase; Gemälde von Emanuel Leutze

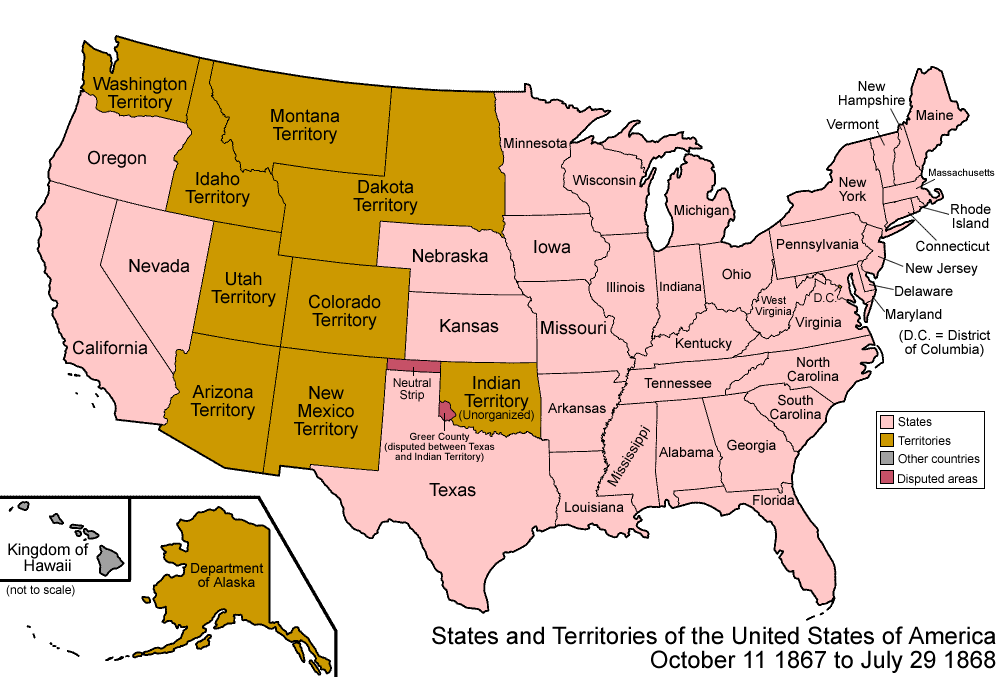
Vereinigte Staaten nach der Aufnahme Nebraskas und dem Kauf Alaskas

- 30. März: Das Russische Kaiserreich verkauft Alaska für 7,2 Millionen US-Dollar an die USA. Der Alaska Purchase zum Kauf von Russisch-Amerika wird vom amerikanischen Außenminister William H. Seward und dem russischen Botschafter in Washington Eduard von Stoeckl in die Wege geleitet. Der Vertrag wird am 9. April nach einer Rede des Senatsausschussvorsitzenden Charles Sumner vom Senat der Vereinigten Staaten ratifiziert, die feierliche Übergabe durch Fregattenkapitän Alexei Alexejewitsch Peschtschurow an General Lovell Harrison Rousseau erfolgt am 18. Oktober.
- 28. August: Die Midwayinseln werden von den Vereinigten Staaten unter Berufung auf ihr Gesetz Guano Islands Act annektiert.
- Oktober: Der Vertrag von Medicine Lodge zwischen den Vereinigten Staaten und den Indianerstämmen der Crow, Blackfoot, Piegan, Gros Ventres, Sioux, Ponca, Cheyenne, Arapaho, Apachen, Kiowa und Comanchen teilt den Stämmen bestimmte Reservate zur landwirtschaftlichen Nutzung zu und gestattet ihnen, diese zur Jagd zu verlassen.
- Sozialer Wohnungsbau in New York City: Der Tenement House Act of 1867 legt fest, dass Mietshäuser pro 20 Bewohner eine Toilette zur Verfügung stellen müssen, die mit der Kanalisation verbunden ist. Schlafzimmer, die kein Fenster haben, müssen eine mindestens drei Quadratfuß große Lüftungsöffnung über der Tür haben.

#### Kanada
- 29. März: Das Britische Parlament beschließt das Verfassungsgesetz von 1867, den ersten von zahlreichen British North America Acts, der die Grundlage der Verfassung von Kanada bildet. Das Gesetz vereinigt die britischen Kolonien New Brunswick und Nova Scotia mit der Provinz Kanada, bestehend aus Oberkanada (heute Ontario) und Niederkanada (heute Québec) zum Bundesstaat Dominion of Kanada. Es schafft die kanadische Regierung, das Unterhaus und den Senat, das Justizsystem inklusive des Obersten Gerichtshofs und die Grundzüge der Steuergesetzgebung. Ebenso legt es implizit fest, dass Kanada ein zweisprachiger Staat wird.

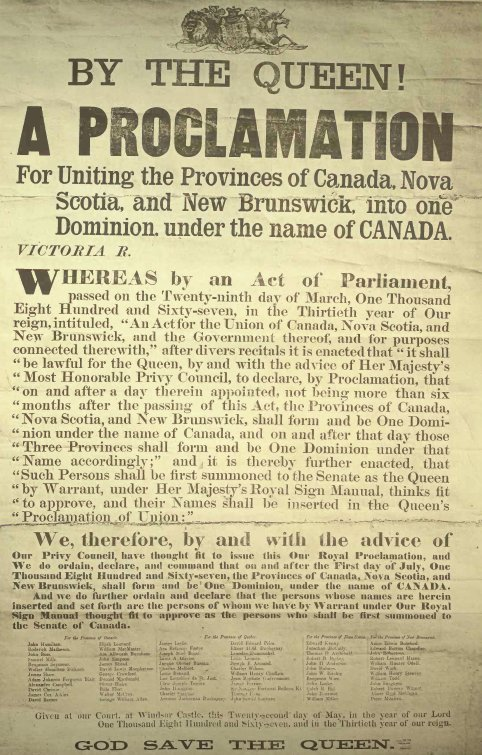
22. Mai: Proklamation der Kanadischen Konföderation

- 1. Juli: Die Kanadische Konföderation wird von Großbritannien unabhängig.
- 7. August bis 20. September: Die von John Macdonald angeführten Konservativen gewinnen die Mehrheit der Sitze bei der ersten kanadischen Unterhauswahl und stellen damit die erste Regierung des Landes.

#### Japan
- 30. Januar: Kōmei, der 121. Tennō von Japan, stirbt. Angeblich wird er von Iwakura Tomomi, einem Anhänger der Sonnō jōi-Bewegung, ermordet, weil er auf die Annäherungspolitik des Shōgunats eingegangen ist. Am 3. Februar besteigt Kōmeis 14-jähriger Sohn Mutsuhito den Thron. Damit endet die Edo-Zeit, und die Meiji-Zeit beginnt, während der aus dem Feudalstaat Japan eine moderne imperiale Großmacht werden wird.

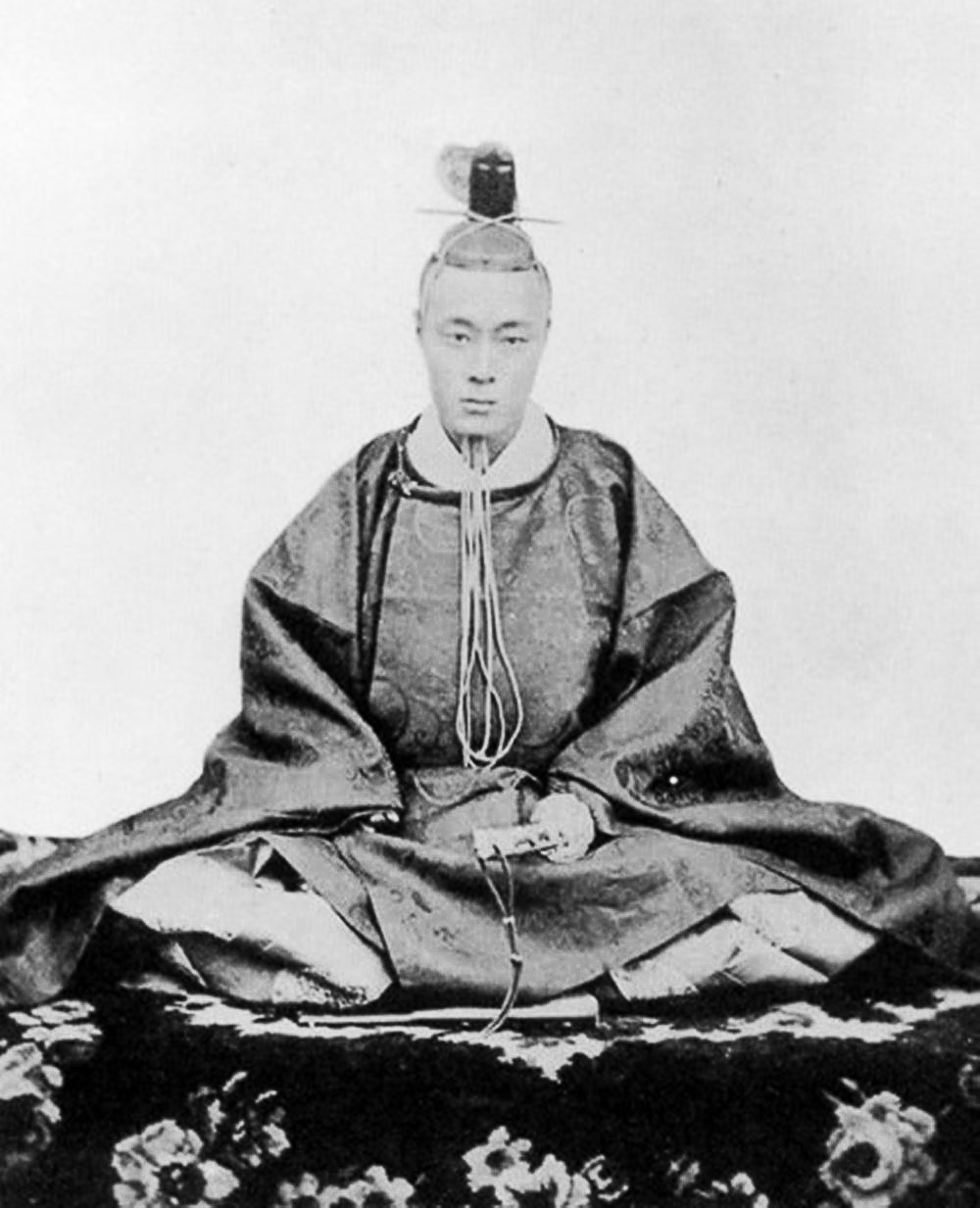
Tokugawa Yoshinobu

- 9. November: Tokugawa Yoshinobu, der 15. und letzte Shōgun des Tokugawa-Shogunats in Japan, dankt unter dem Druck der eine Restauration der Kaiserherrschaft anstrebenden Reformer formell ab, ohne jedoch seine tatsächlichen Machtbefugnisse abzugeben. Er begibt sich von Kyōto nach Osaka.

#### Weitere Ereignisse in Asien
- 1. April: Die Besitzungen der Britischen Ostindien-Kompanie in Südostasien, die Straits Settlements auf der Malaiischen Halbinsel, werden nach dem Niedergang der Kompanie in eine britische Kronkolonie umgewandelt. Dazu gehören unter anderem Penang, Malakka und Singapur.
- 15. Juli: Frankreich und Siam unterzeichnen einen Vertrag, in dem Siam die Oberherrschaft über Kambodscha (mit Ausnahme der westlichen Provinzen) aufgibt und dieses anschließend französisches Protektorat wird.

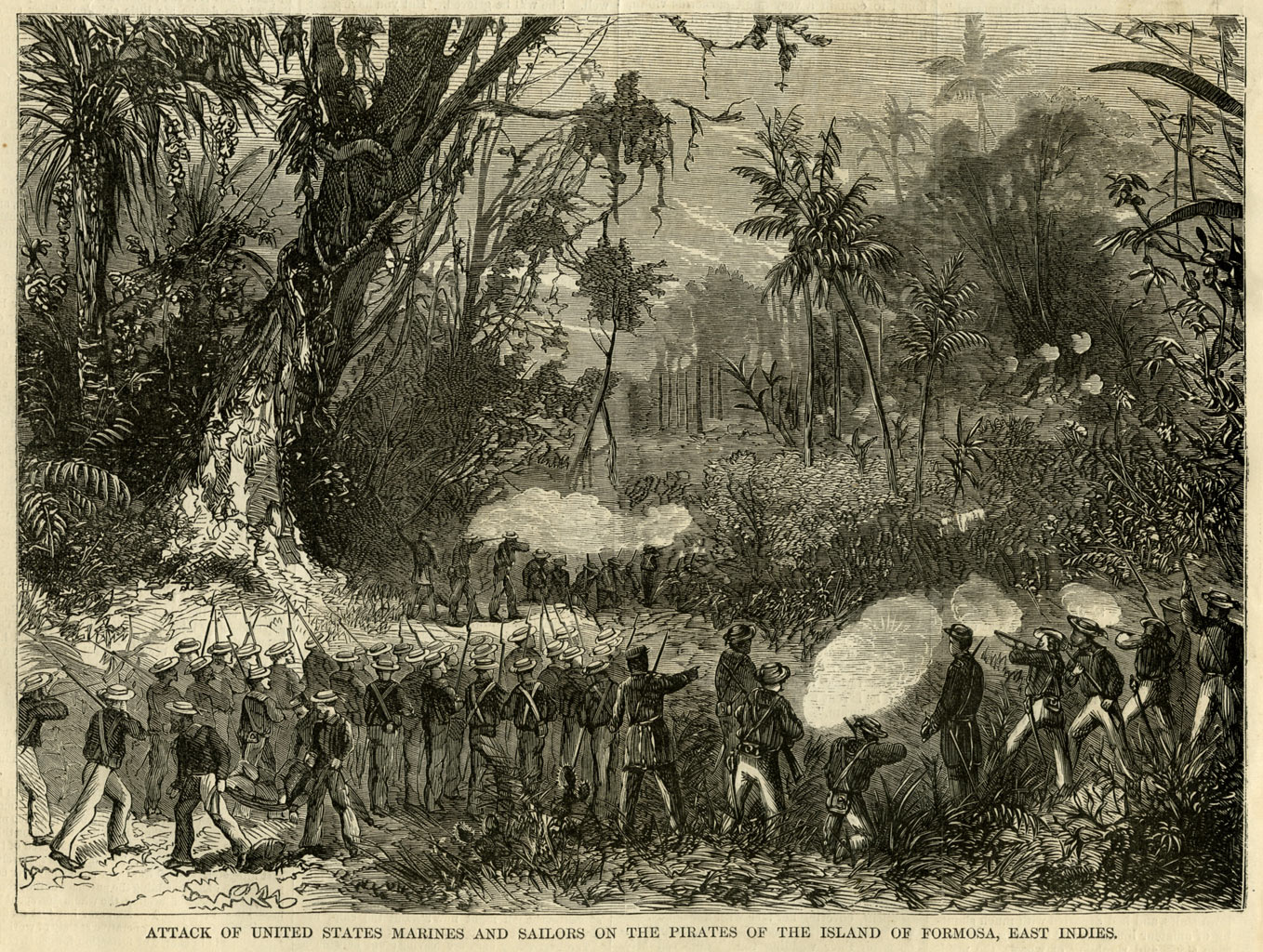
Angriff der US Marines und Seeleute auf die Piraten der Insel Formosa, Ostindien (aus Harpers Weekly vom 7. September)

- 19. Juni: Amerikanische Marinesoldaten landen an der Küste Formosas um eine Strafexpedition gegen die dortige Eingeborenenbevölkerung durchzuführen. Grund hierfür ist die Tötung amerikanischer Schiffbrüchiger durch die Eingeborenen wenige Monate zuvor. Die Amerikaner marschieren landeinwärts, stoßen aber auf erhebliche Schwierigkeiten. Sie werden durch die Eingeborenen aus dem Hinterhalt beschossen und das ungewohnte tropische Klima belastet die Männer schwer. Durch den dicken Dschungel ist kaum voranzukommen. Letztlich wird auch der führende Offizier getötet und die Marines müssen sich nach einer gewissen Zeit in einiger Unordnung wieder auf ihre Schiffe zurückziehen. Nach diesem ersten, wenig erfolgreichen Unternehmen kommt es noch zu einer zweiten Aktion im September. Diese zweite Truppe besteht wesentlich aus Chinesen, die die chinesische Regierung bereitgestellt hat. Diese Truppe bewegt sich landeinwärts bis ins Siedlungsgebiet der Paiwan, wo der Kommandant, ohne dass es zu größeren Kampfhandlungen kam, mit dem Häuptling der Paiwan in Verhandlungen tritt und ein Abkommen schließt, in dem sich die Paiwan verpflichten, keine Angriffe mehr auf Schiffbrüchige und Seefahrer zu unternehmen.
- 7. Oktober: Nach rund einjähriger Regierungszeit stirbt Mohammed Afzal Khan aus der Baraksai-Dynastie. Sein von ihm im Vorjahr verdrängter jüngerer Bruder Schir Ali besteigt im folgenden Jahr neuerlich den Thron als Emir von Afghanistan.
- Nach dem Ausbruch heftiger Kämpfe zwischen dem Herrscherhaus Al Thani in Katar und dem Herrscherhaus Al Chalifa aus Bahrain, das seit 1861 unter britischem Protektorat steht, sieht sich die Großbritannien gezwungen, in den Konflikt einzugreifen.

### Wirtschaft

#### Pariser Weltausstellung

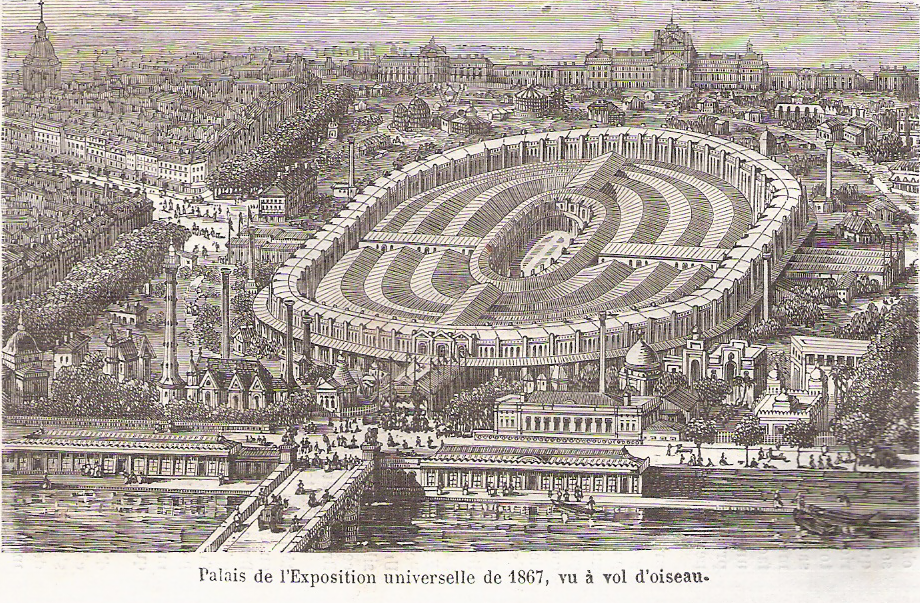
Ausstellungspalast der Weltausstellung auf dem Champ de Mars

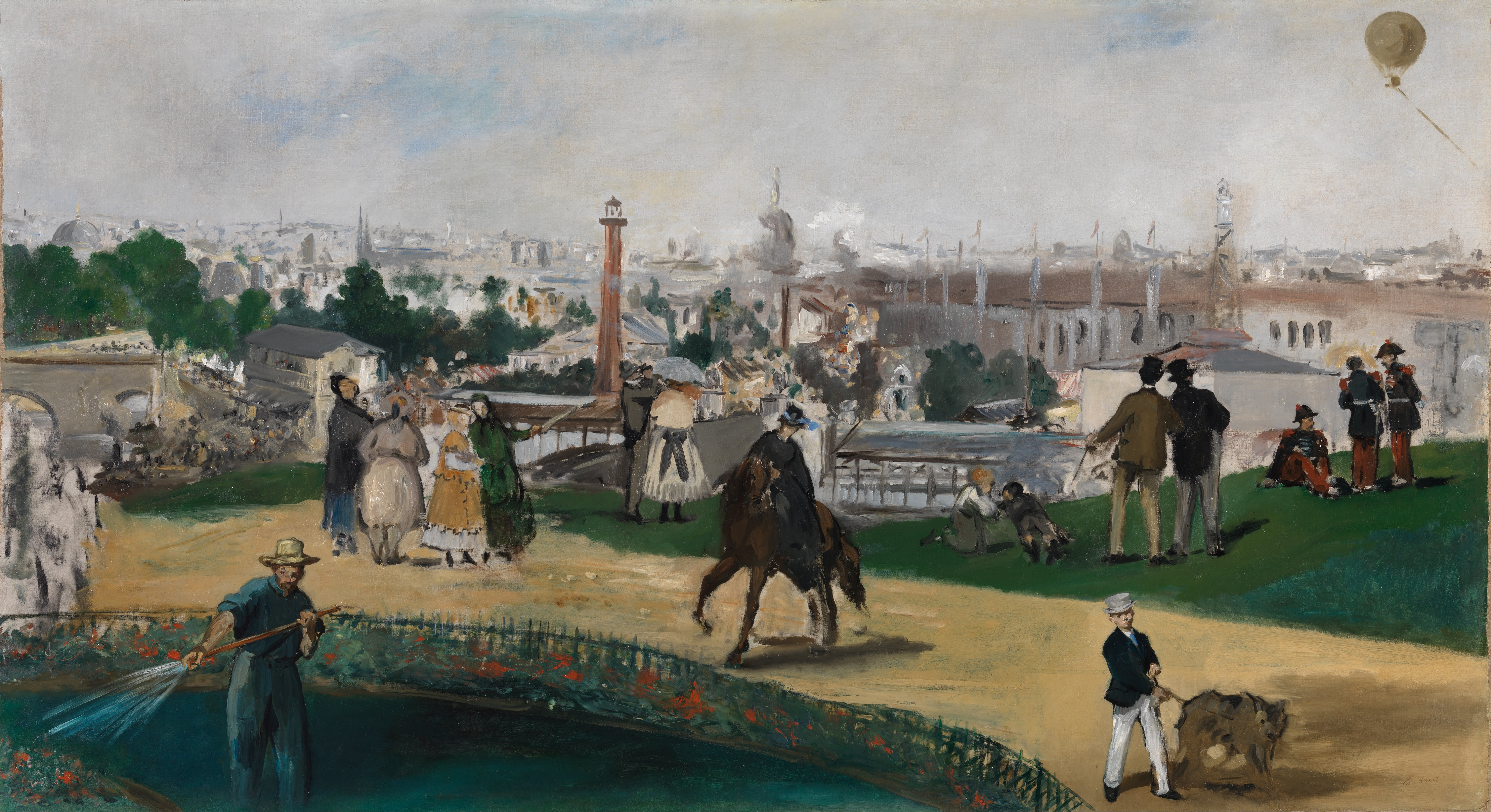
Édouard Manet, Vue de l’exposition de 1867

In Paris öffnet am 1. April auf dem Champ de Mars die auf einem Beschluss Kaiser Napoleons III. basierende Weltausstellung auf 66,8 Hektar Ausstellungsfläche ihre Tore. 52.200 Aussteller aus 41 Nationen nehmen daran teil. Für die Ausstellung wird auch der von Stadtplaner Jean-Charles Alphand konzipierte und von Jardinier principal von Paris Édouard François André mit Unterstützung von Landschaftsgärtner und Jardinier en chef de la ville Jean-Pierre Barillet-Deschamps neu errichtete englische Landschaftspark Parc des Buttes-Chaumont mit Grotten, Kaskaden und Gewächshäusern eröffnet. Jean Darcel zeichnet für die Felskonstruktionen, Eugène Belgrand für den Wasserbau und der Generalinspektor der Pariser Architekten Gabriel Davioud für die Bauwerke verantwortlich. Gustave Eiffel gestaltet die Maschinenhalle, die ersten Bateaux Mouches befahren die Seine. Gioachino Rossini komponiert eine Hymne an Napoleon III und sein wackeres Volk als offizielle Ausstellungshymne. Die Ausstellung, auf der als Neuheiten unter anderem ein hydraulischer Fahrstuhl und Stahlbeton vorgestellt werden, wird bis zum 3. November von rund zehn Millionen Menschen besucht, darunter Hans Christian Andersen, Jules Verne und König Ludwig II. von Bayern. Während der Weltausstellung erhält das Pariser Familienunternehmen Léon & Lévy die Konzession, Stereoskopien von der Weltausstellung anzufertigen, Pierre Petit wird zum offiziellen Fotografen ernannt.

#### Post- und Bankdienste
- 28. Januar: Preußen zwingt nach dem Sieg im Deutschen Krieg und der Besetzung Frankfurts am Main das Fürstenhaus Thurn und Taxis, das seit dem Postregal von 1597 die Postbeförderung im Reich innehat, zum Abschluss eines Vertrages über die Aufhebung des Postdienstes, der ab 1. Juli wirksam wird. Letzter Generalpostdirektor der Thurn-und-Taxis-Post in Frankfurt, die mit 1. Januar 1868 vom Norddeutschen Postbezirk abgelöst wird, ist Eduard von Schele zu Schelenburg.
- 15. März: In Österreich wird im Zahlungsverkehr die Postanweisung eingeführt.

#### Patente
- Der schwedische Industrielle Alfred Nobel lässt sich das Dynamit, seine Erfindung von 1866, patentieren.
- Joseph Monier erhält ein Patent für seine Erfindung, den Stahlbeton (deshalb wird der Bewehrungsstahl oder Betonstahl auch heute noch gelegentlich als 'Moniereisen' bezeichnet)

#### Unternehmensgründungen

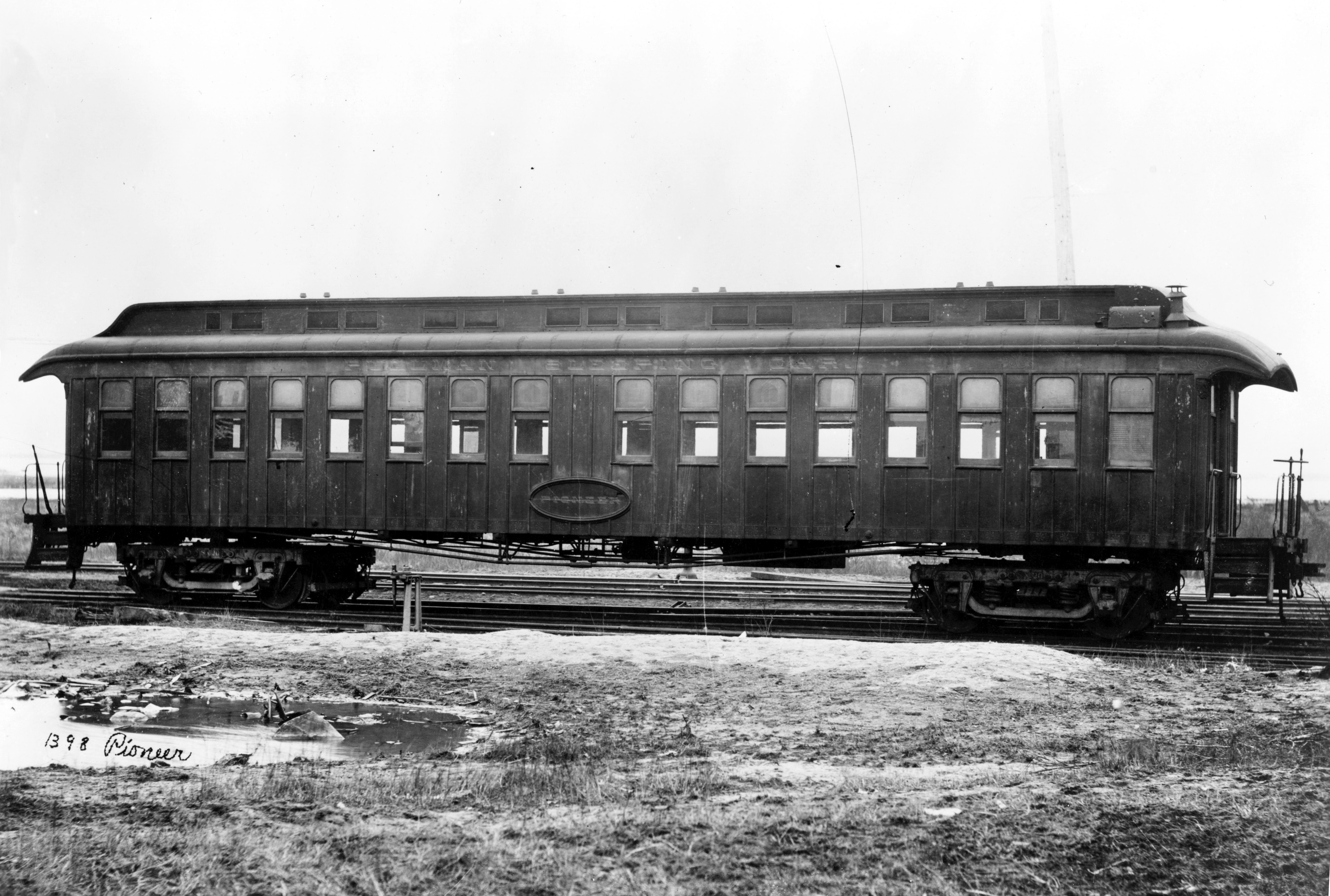
Außenansicht eines Pullman-Wagens

- 22. Februar: George Mortimer Pullman gründet in den USA die Pullman Palace Car Company zur Herstellung von Eisenbahnwagen, insbesondere von Schlafwagen.
- 10. März: Die erste Ausgabe des Neuen Wiener Tagblattes, einer der auflagenstärksten Zeitungen Österreichs vor 1938, erscheint.
- 16. März: Die Klassifikationsgesellschaft Germanischer Lloyd wird in Hamburg gegründet, eine der später großen Internationalen Klassifikationsgesellschaften der IACS
- 29. März: In Barmen erfolgt die Gründung des Barmer Bankvereins, der sich später zu einer der größten deutschen Banken entwickelt.
- 20. Juli: Das österreichische Eisenbahnunternehmen k.k. privilegierte Kronprinz Rudolf-Bahn für den Bau der Rudolfsbahn wird als Aktiengesellschaft in Wien gegründet.
- 22. Oktober: Nikolaus Dürkopp und Carl Schmidt gründen in Bielefeld die Nähmaschinenfabrik Dürkopp & Schmidt.
- 23. Oktober: Friedrich Christoph Werner und Georg Werner gründen in Mainz die Wachswarenfabrik Gebrüder Werner, die später vor allem durch die Marke Erdal bekannt wird.
- Die private New York Bridge Company wird gegründet, die per Gesetz das Recht erhalten hat, eine von John Augustus Roebling entworfene Brücke über den East River zu bauen. Der Bau der Brooklyn Bridge beginnt im Jahr 1870 und dauert mehr als 13 Jahre.
- Der amerikanische Spielehersteller Selchow & Righter wird gegründet.

#### Verkehr
- 13. April: Die von der Midland Railway betriebene Keighley and Worth Valley Railway wird feierlich eröffnet. Der Eröffnungszug bleibt jedoch zweimal liegen und muss zur Fortsetzung der Fahrt geteilt werden. Am 15. April wird der öffentliche Personenverkehr aufgenommen.
- Am 8. Mai durchfährt die erste Lokomotive den Bergiseltunnel, am 12. Juli ist mit der Kardauner Brücke das letzte größere Hochbauwerk fertiggestellt, und am 25. Juli durchfährt ein Probezug die gesamte Strecke der Brennerbahn von Innsbruck nach Bozen. Am 17. August wird die Strecke nach dreijähriger Bauzeit für den Güterverkehr eröffnet, am 24. August für den Personenverkehr. Aufgrund der Hoftrauer um den erschossenen Kaiser Maximilian von Mexiko erfolgt die Freigabe ganz ohne Feierlichkeiten.

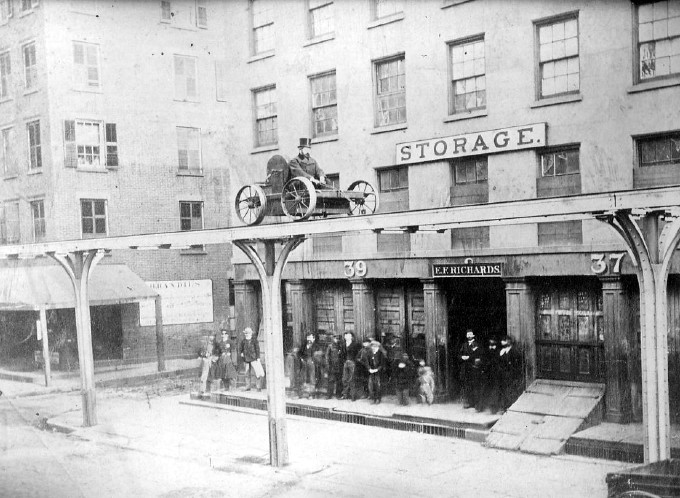
Testlauf der West Side and Yonkers Patent Railway, der ersten Hochbahn der Welt, Dezember 1867

- 1. Juli: In New York City beginnt der Bau der ersten Hochbahn der Welt.
- 20 Juli: Die k.k. privilegierte Kronprinz Rudolf-Bahn wird als Aktiengesellschaft gegründet.
- 10. Dezember: Die Königlich Württembergischen Staats-Eisenbahnen eröffnen den von Carl Julius Abel geplanten und erbauten letzten Abschnitt der Kocherbahn von Schwäbisch Hall nach Crailsheim.
- Die Société Générale de Transport Maritimes nimmt den Personenverkehr von Frankreich nach Südamerika auf.

### Wissenschaft und Technik

#### Archäologie
- In Kansas wird das Skelett eines Elasmosaurus gefunden.

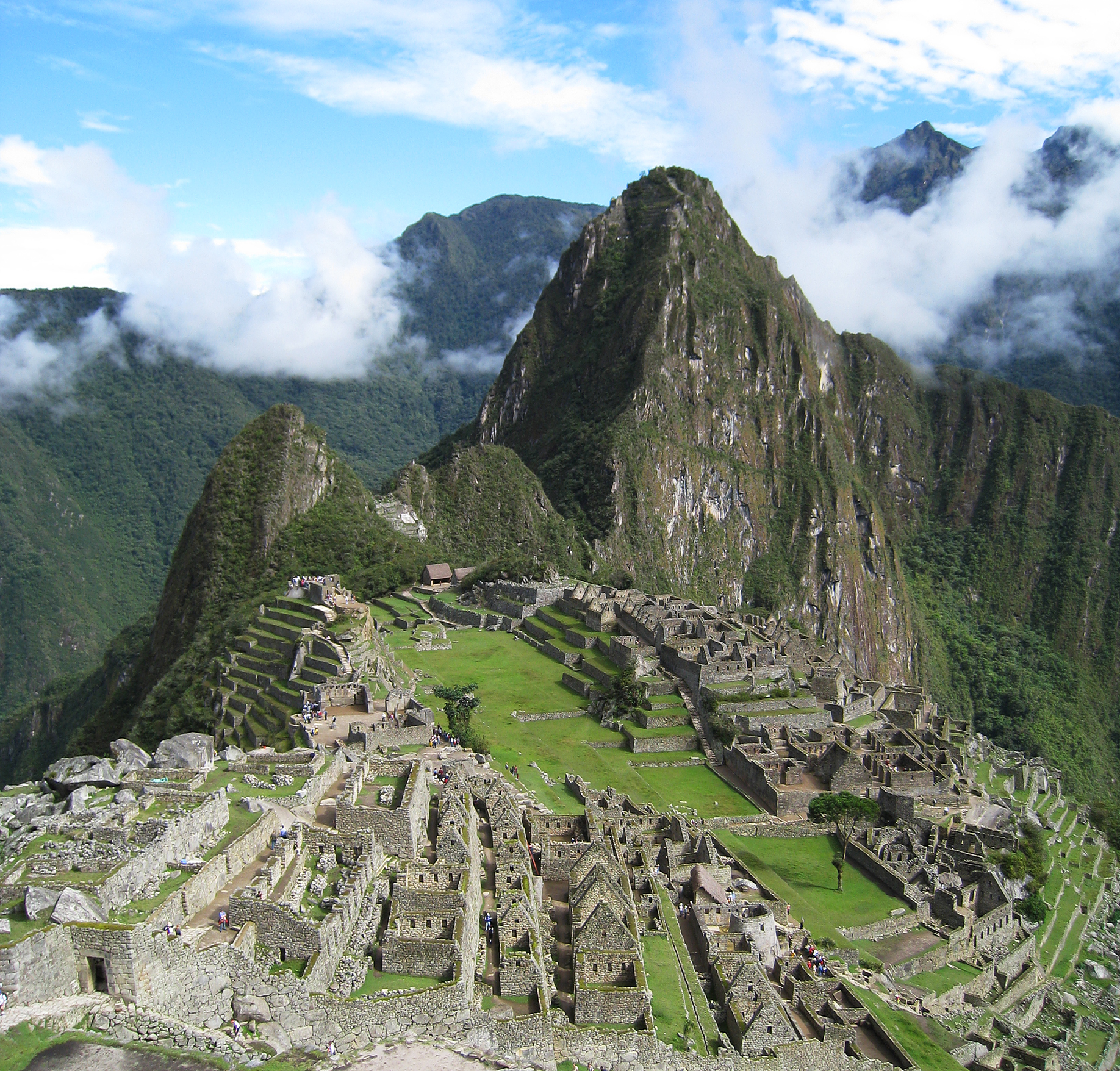
Machu Picchu mit dem Gipfel des Huayna Picchu

- Der deutsche Goldschürfer Augusto Berns stößt in den peruanischen Anden auf die Ruinenstadt Machu Picchu.

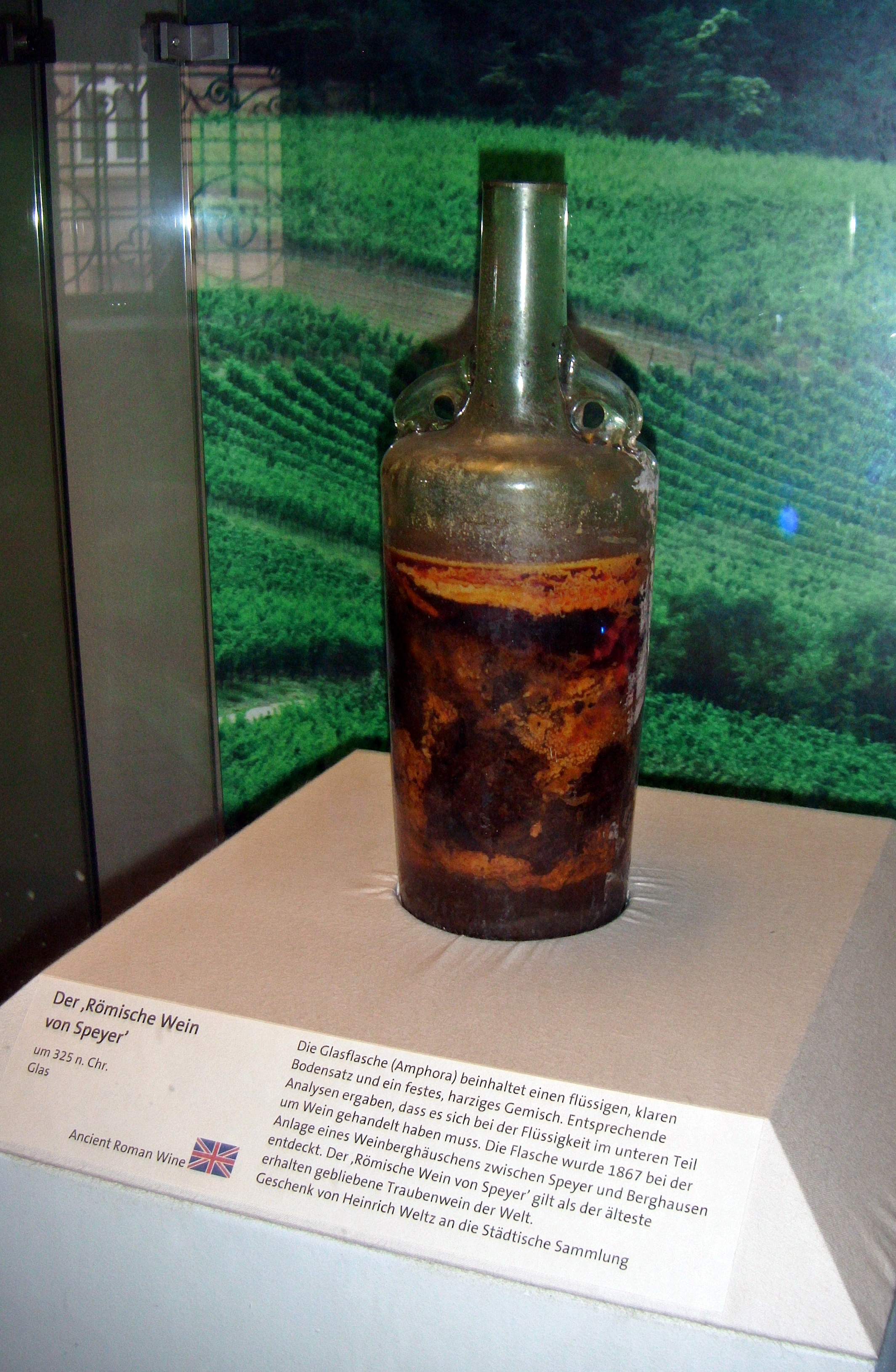
Der Römerwein von Speyer gilt als ältester erhaltener Traubenwein der Welt

- Der Römerwein von Speyer wird gefunden.

#### Astronomie
- 3. April: Der sächsische Astronom Ernst Wilhelm Leberecht Tempel entdeckt in der Sternwarte von Marseille den kurzperiodischen Kometen 9P/Tempel 1.
- 7. Juli: Christian Heinrich Friedrich Peters entdeckt den Asteroiden (92) Undina im äußeren Hauptgürtel.
- 24. August: Der US-Amerikaner James Craig Watson entdeckt den Asteroiden (93) Minerva im Hauptgürtel. Am 6. September entdeckt er den weiteren Asteroiden (94) Aurora.
- 28. August: Truman Henry Safford entdeckt den planetarischen Nebel IC 1295.
- 23. September: Truman Henry Safford entdeckt die Spiralgalaxie IC 8. Am 22. Oktober entdeckt er mit IC 34 eine weitere Spiralgalaxie.
- 23. November: Karl Theodor Robert Luther entdeckt im Hauptgürtel den Asteroiden (95) Arethusa.

#### Medizin und Naturwissenschaften
- Joseph Lister, 1. Baron Lister versorgt als erster Wunden mit in Phenol getränkten Verbänden (Listerscher Verband). Die Fachwelt informiert er in einer Artikelserie, die ab März in der Zeitschrift The Lancet publiziert wird, über diese antiseptische Maßnahme.
- 11. November: In Berlin wird mit dem Gründungspräsidenten August Wilhelm von Hofmann die Deutsche Chemische Gesellschaft, Vorläuferin der Gesellschaft Deutscher Chemiker gegründet. Sie versteht sich als berufsständische Organisation und als Bindeglied zwischen universitärer und industrieller Forschung.
- Der Medizinstudent Paul Langerhans entdeckt die später nach ihm benannten Langerhans-Zellen in der Epidermis der Haut.

#### Konstruktion und technische Erfindungen

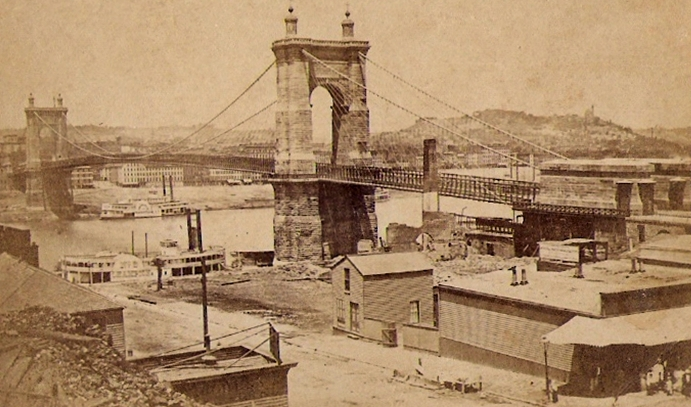
Die Roebling-Brücke ungefähr 1870

- 1. Januar: Die von John Augustus Roebling erbaute John A. Roebling Suspension Bridge über den Ohio River bei Cincinnati, die zu diesem Zeitpunkt mit 322 Metern Spannweite die längste Hängebrücke der Welt, wird nach zehnjähriger Bauzeit offiziell eröffnet. Zu Fuß war es schon einen Monat früher möglich, die Brücke zu überqueren.

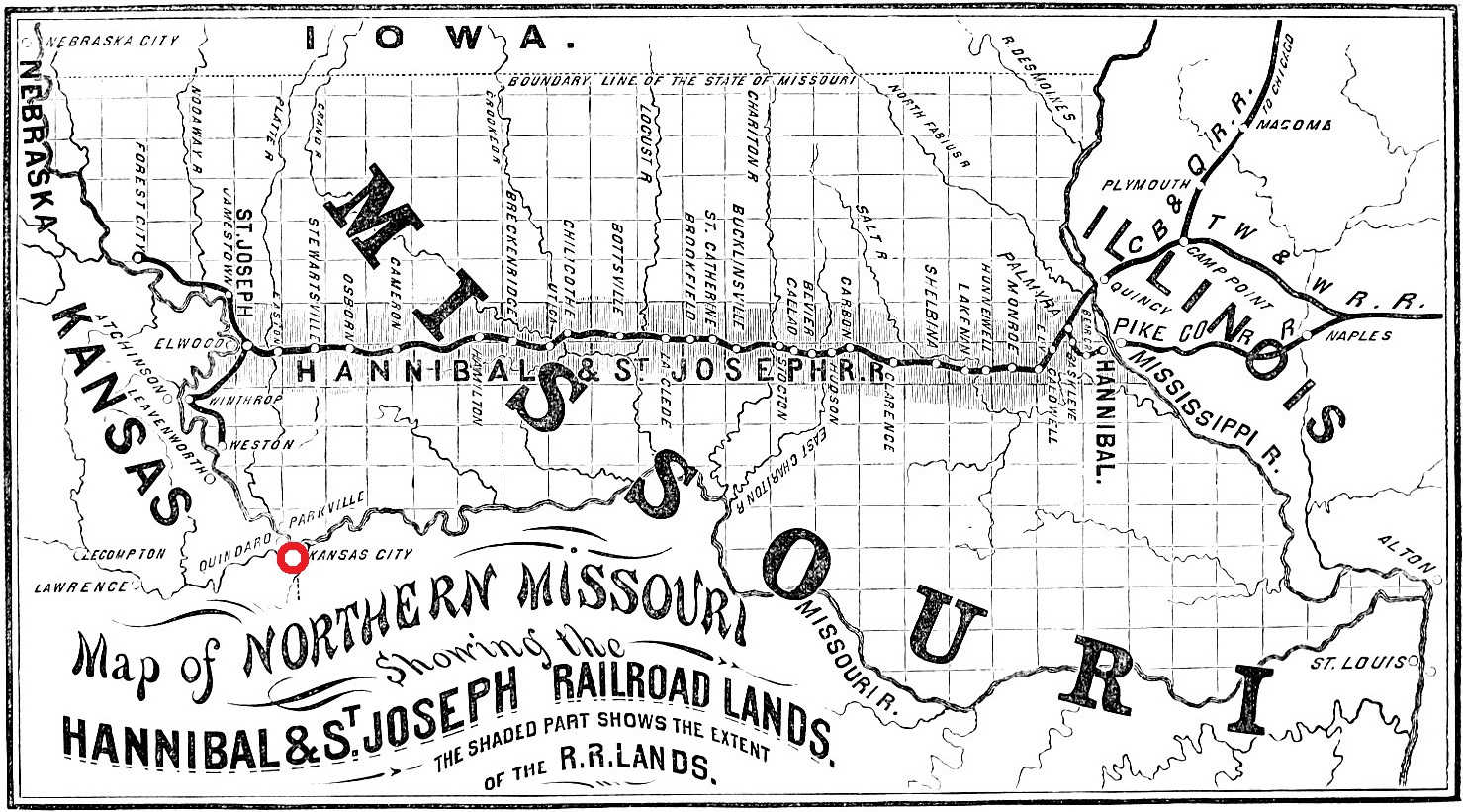
Die Hannibal and St. Joseph Railroad 1860, Kansas City unten links

- Februar: Unter der Leitung von Octave Chanute beginnt der Bau der Hannibal Bridge in Kansas City (Missouri), der ersten Eisenbahnbrücke über den Missouri River.
- Werner Siemens veröffentlicht seine Erfindung der Dynamomaschine (Hauptschlussmaschine). Charles Wheatstone hält einen Vortrag über seine Erfindung der Nebenschlussmaschine.
- Robert William Thomson erfindet den Vollgummireifen.

#### Wirtschaftswissenschaften
- 14. September: Das Erscheinen des ersten Band von Das Kapital. Kritik der politischen Ökonomie, verfasst von Karl Marx, beim Hamburger Verleger Otto Meissner in einer Startauflage von 1000 Exemplaren wird im Börsenblatt für den Deutschen Buchhandel bekanntgegeben.

#### Lehre und Forschung
- 22. September: Die Universidad Nacional de Colombia in Bogotá wird mit sechs Studiengängen als erste Hochschule Kolumbiens gegründet.
- Die k.k. Kunstgewerbeschule des k.k. Österreichischen Museums für Kunst und Industrie wird gegründet.
- Die University of Illinois at Urbana-Champaign wird gegründet.

### Kultur

#### Architektur und Bildende Kunst

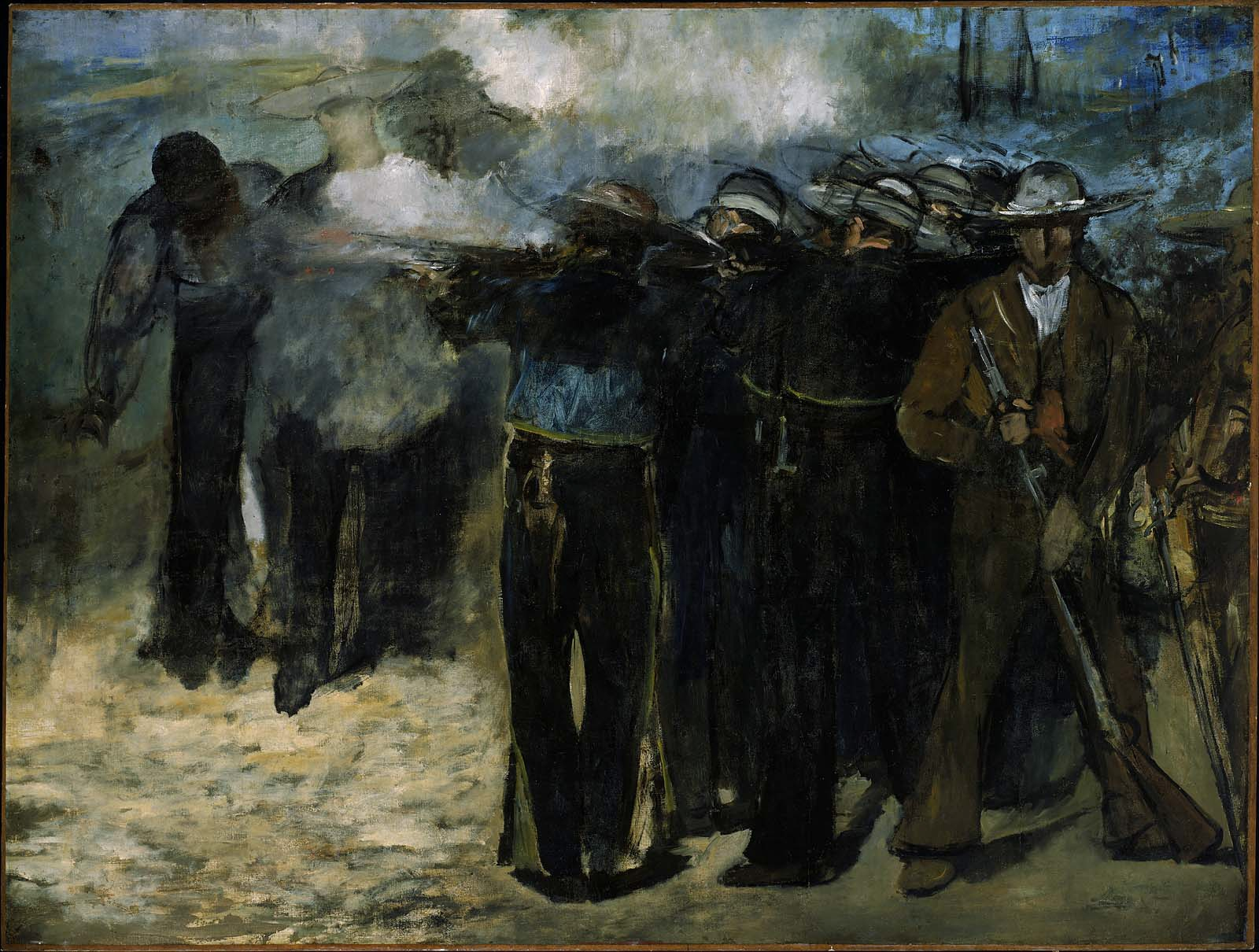
Édouard Manet: Die Erschießung Kaiser Maximilians von Mexiko,
erste Version aus dem Jahr 1867

- 25. August: In München wird der Grundstein für das vom Grazer Architekten Georg von Hauberrisser im neugotischen Stil entworfene Neue Rathaus gelegt.
- Sommer: Claude Monet malt in Sainte-Adresse an der normannischen Kanalküste unter anderem das impressionistische Ölgemälde Die Terrasse von Sainte-Adresse, das von japanischer Kunst stark beeinflusst ist.

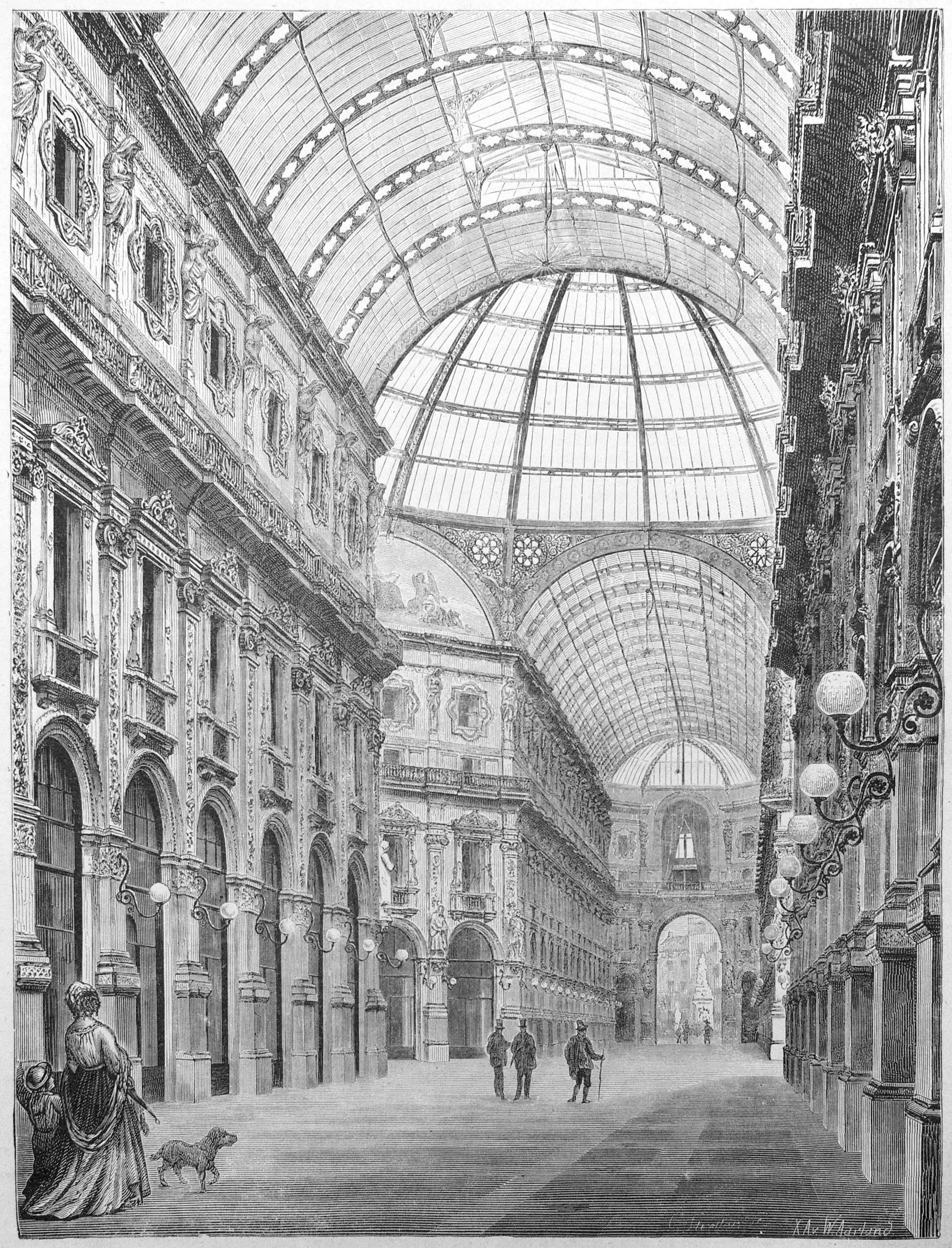
Die Gartenlaube 1867: Galleria Vittorio Emanuele

- 15. September: In Mailand eröffnet König Viktor Emanuel II. die nach ihm benannte Einkaufspassage Galleria Vittorio Emanuele II, einen Glanzpunkt europäischen Passagenbaus. Hier eröffnet im gleichen Jahr unter anderem Gaspare Campari sein Caffé Campari.
- Das von August Sicard von Sicardsburg und Eduard van der Nüll für das Teppichhaus Philipp Haas & Söhne im Stil des Historismus am Stock-im-Eisen-Platz im Stadtzentrum von Wien errichtete Haas-Haus, das erste große Warenhaus in Wien, wird nach einjähriger Bauzeit fertiggestellt.
- Marie Remy und Clara Wilhelmine Oenicke gründen gemeinsam mit anderen Frauen den Verein der Künstlerinnen und Kunstfreundinnen zu Berlin. Da Frauen im Deutschen Reich nicht rechtsfähig sind, bedarf es offiziell männlicher Gründungsmitglieder, die durch eine Ehrenmitgliedschaft an den Verein gebunden sind, ohne ordentliche Mitglieder zu sein. Trotz seines Namens ist der Verein auf das ganze deutschsprachige Gebiet und auf die angrenzenden Länder ausgerichtet. So wird beispielsweise auch Marie Wiegmann aus Düsseldorf Mitglied des Vereins.

#### Literatur

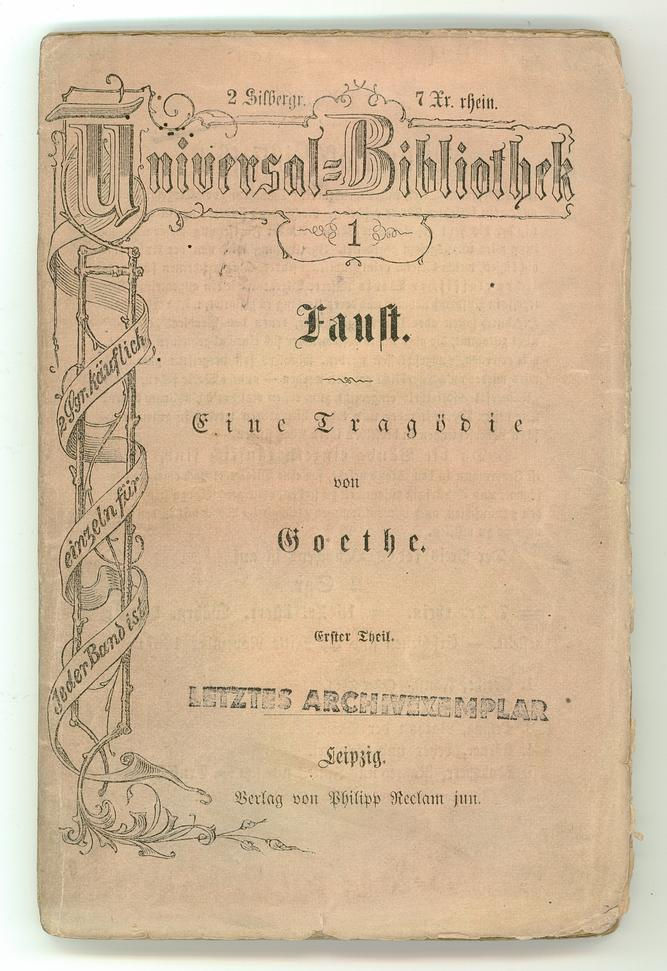
Einer der Erstdrucke der Nr. 1

#### Musik und Theater

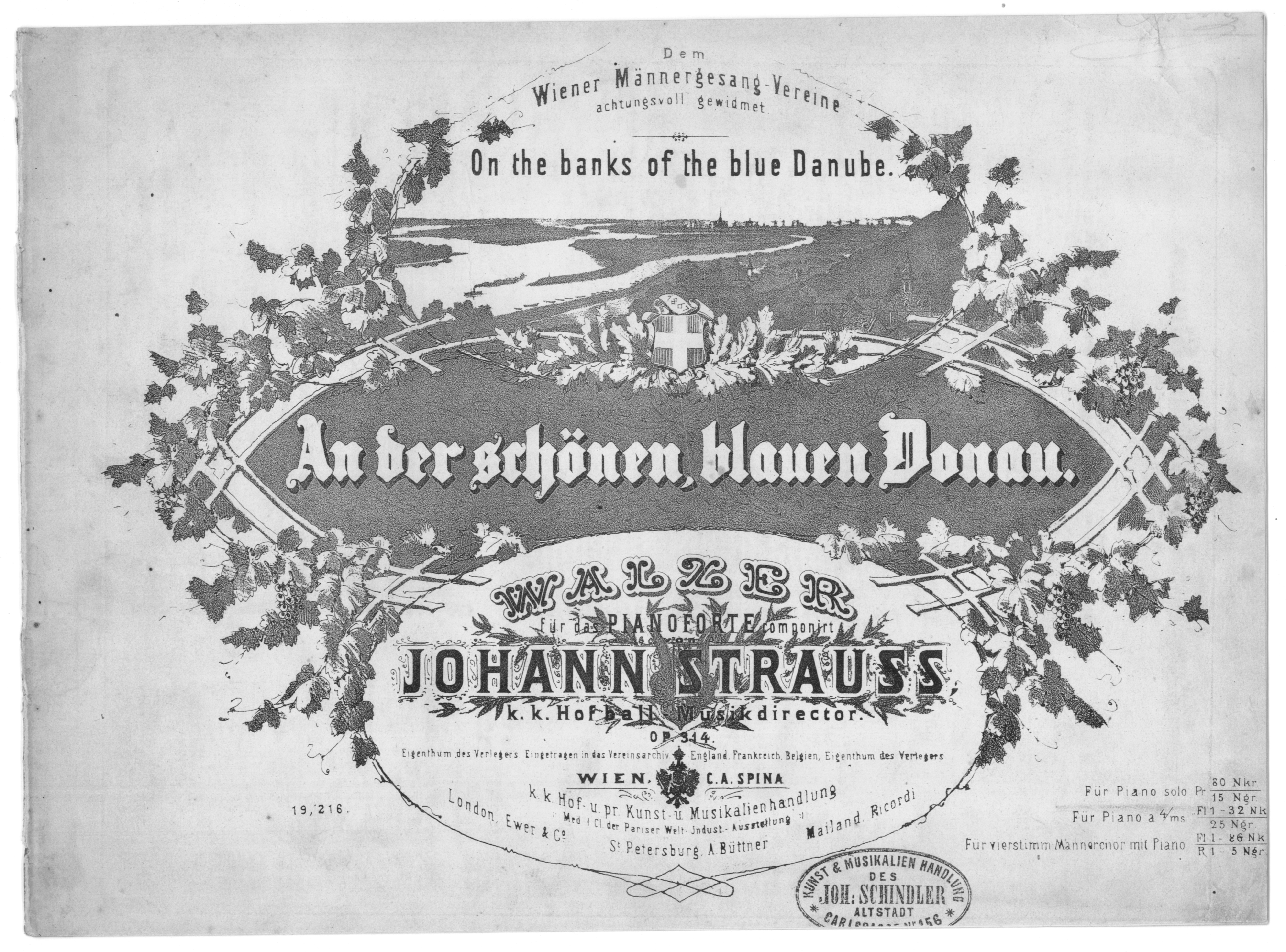
Donauwalzer, Titelblatt der Erstausgabe

- 15. Februar: Im Saal des Dianabades in Wien erfolgt die Uraufführung des Walzers An der schönen blauen Donau von Johann Strauss (Sohn). Das Werk wird als Chorwalzer vom Wiener Männergesang-Verein und der Kapelle des Infanterie-Regimentes 42, beide geleitet von Rudolf Weinwurm, präsentiert. Das Werk schlägt zündend ein und es wird in der Kritik erstmals der Begriff „Schlager“ dafür verwendet. Dennoch setzt sich der Walzer, dessen Orchesterversion am 10. März erstmals aufgeführt wird, zunächst nicht durch.

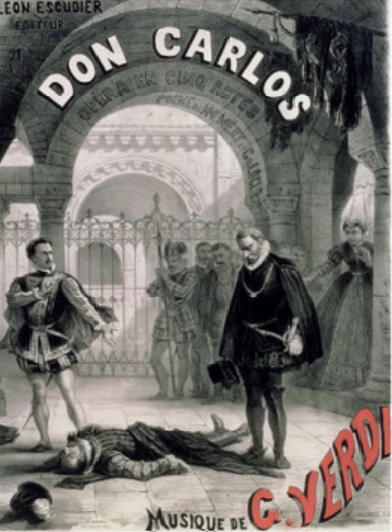
Poster 1867

- 11. März: In Paris wird die französische Erstversion von Giuseppe Verdis Grand opéra Don Carlos nach einem Textbuch von Joseph Méry und Camille du Locle uraufgeführt. Sie basiert auf dem gleichnamigen Theaterstück von Friedrich Schiller.
- 12. April: Im Pariser Théâtre des Variétés erfolgt die Uraufführung von Jacques Offenbachs opera-bouffe Die Großherzogin von Gerolstein mit Hortense Schneider in der Titelrolle. Das Libretto der Operette stammt von Henri Meilhac und Ludovic Halévy.
- 27. April: Die zur Goldenen Operettenära zählende Operette Banditenstreiche von Franz von Suppè hat ihre Uraufführung am Carltheater in Wien.
- 27. April: In Paris wird am Théâtre-Lyrique die Oper Roméo et Juliette von Charles Gounod uraufgeführt. Die Tragödie The Most Excellent and Lamentable Tragedy of Romeo and Juliet von William Shakespeare ist die Grundlage des Librettos von Jules Barbier und Michel Carré.
- 16. Mai: Der Folk-Song Goodnight, Ladies, der auf das Lied Farewell, Ladies von Edwin Pearce Christy zurückgeht, wird veröffentlicht. Er ist ursprünglich für eine Minstrel-Show gedacht.
- 14. September: Anton Bruckner beginnt mit der Komposition der Messe Nr. 3, die fast ein Jahr in Anspruch nehmen wird.

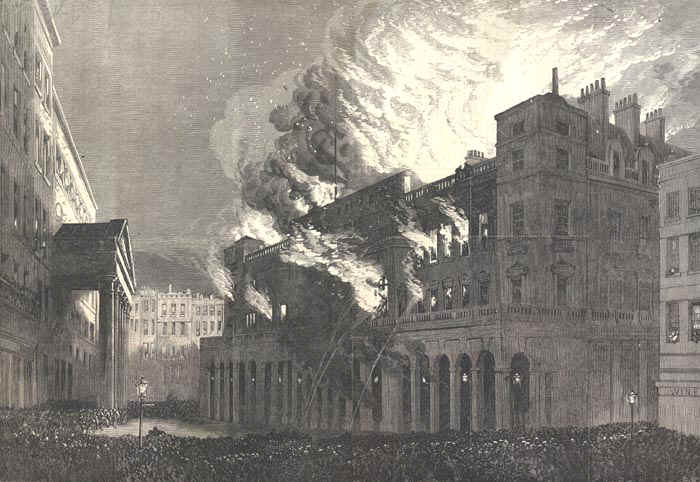
Her Majesty’s Theatre beim Brand 1867

- 6. Dezember: Her Majesty’s Theatre am Londoner Haymarket im Stadtbezirk West End brennt ab.
- 26. Dezember: Am Théâtre-Lyrique in Paris wird die Oper La jolie fille de Perth von Georges Bizet uraufgeführt. Das Libretto schrieben Jules-Henri Vernoy de Saint-Georges und Jules Adenis basierend auf der Novelle Saint Valentine’s Day oder The Fair Maid of Perth von Sir Walter Scott.

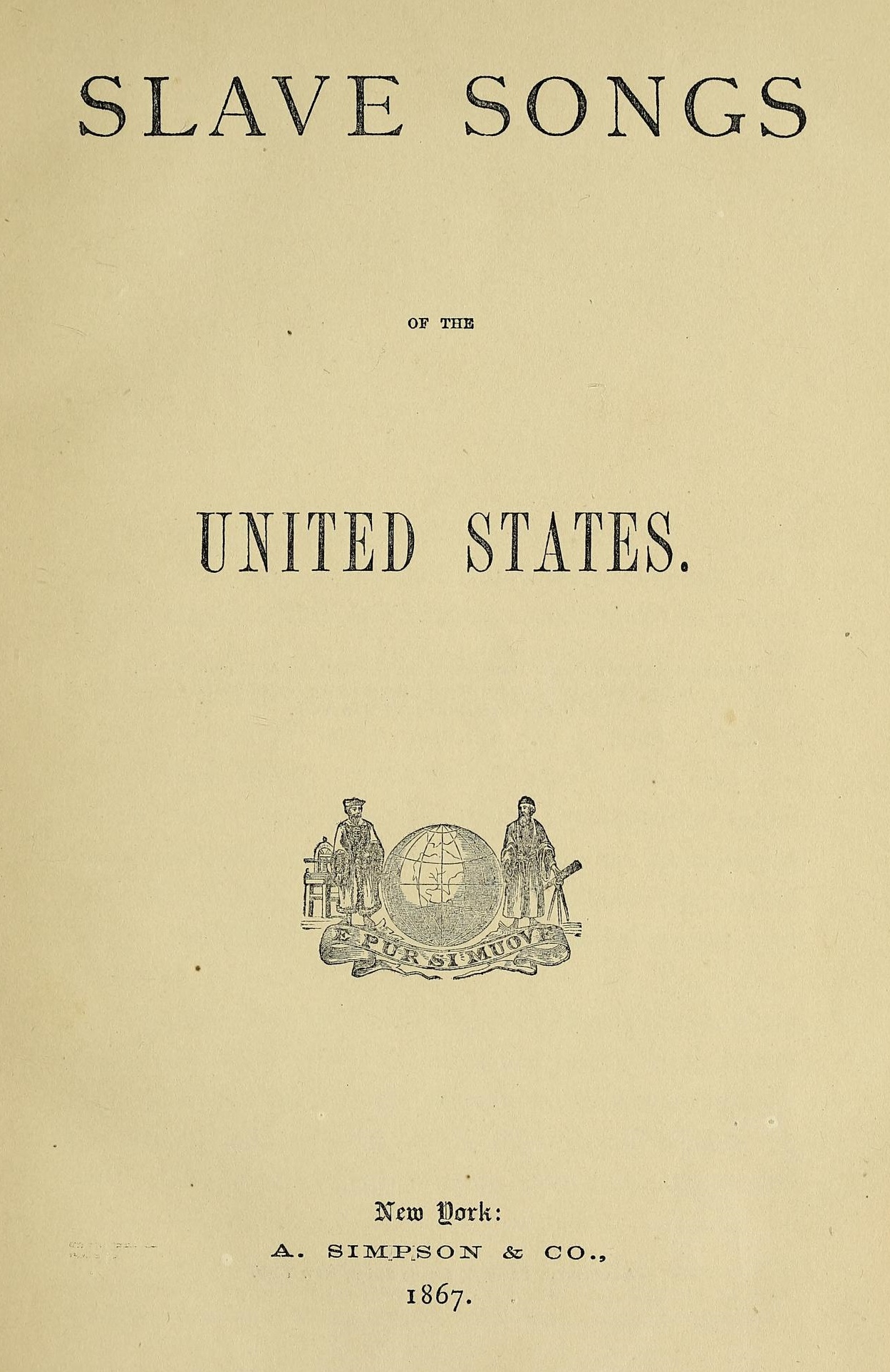
Slave Songs of the United States, Titelseite

- Slave Songs of the United States, eine Sammlung von 236 Spirituals, wird in New York veröffentlicht.
- Timothy Daniel Sullivan verfasst das patriotische Lied God Save Ireland.
- Der von Schottland nach Kanada ausgewanderte Lehrer Alexander Muir verfasst das patriotische Lied The Maple Leaf Forever.

### Gesellschaft

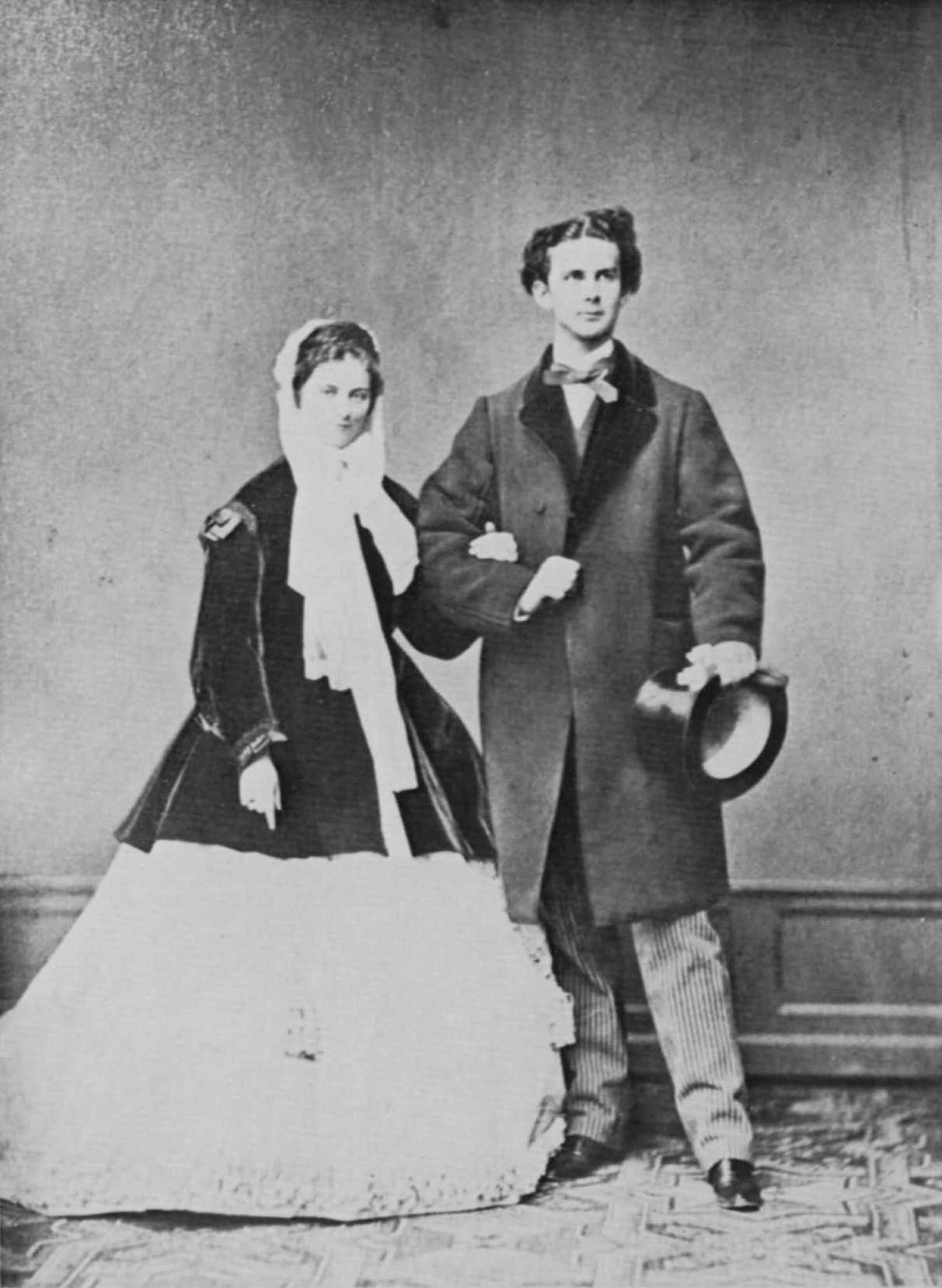
Joseph Albert: Offizielles Verlobungsfoto

- 22. Januar: König Ludwig II. von Bayern und Prinzessin Sophie in Bayern, die Schwester von Kaiserin Elisabeth, geben ihre Verlobung bekannt. Der geplante Hochzeitstermin im August wird jedoch mehrfach verschoben und die Verlobung Ende des Jahres schließlich gelöst. Sophie beginnt inzwischen eine Affäre mit dem Fotografensohn Edgar Hanfstaengl.
- 28. März: In Berlin wird eine der ersten ganzseitig bebilderten Offenen Karten in Deutschland versandt. Eine weitere solche Vorläuferin der Ansichtskarte wird am 30. Oktober aus Breslau abgeschickt.

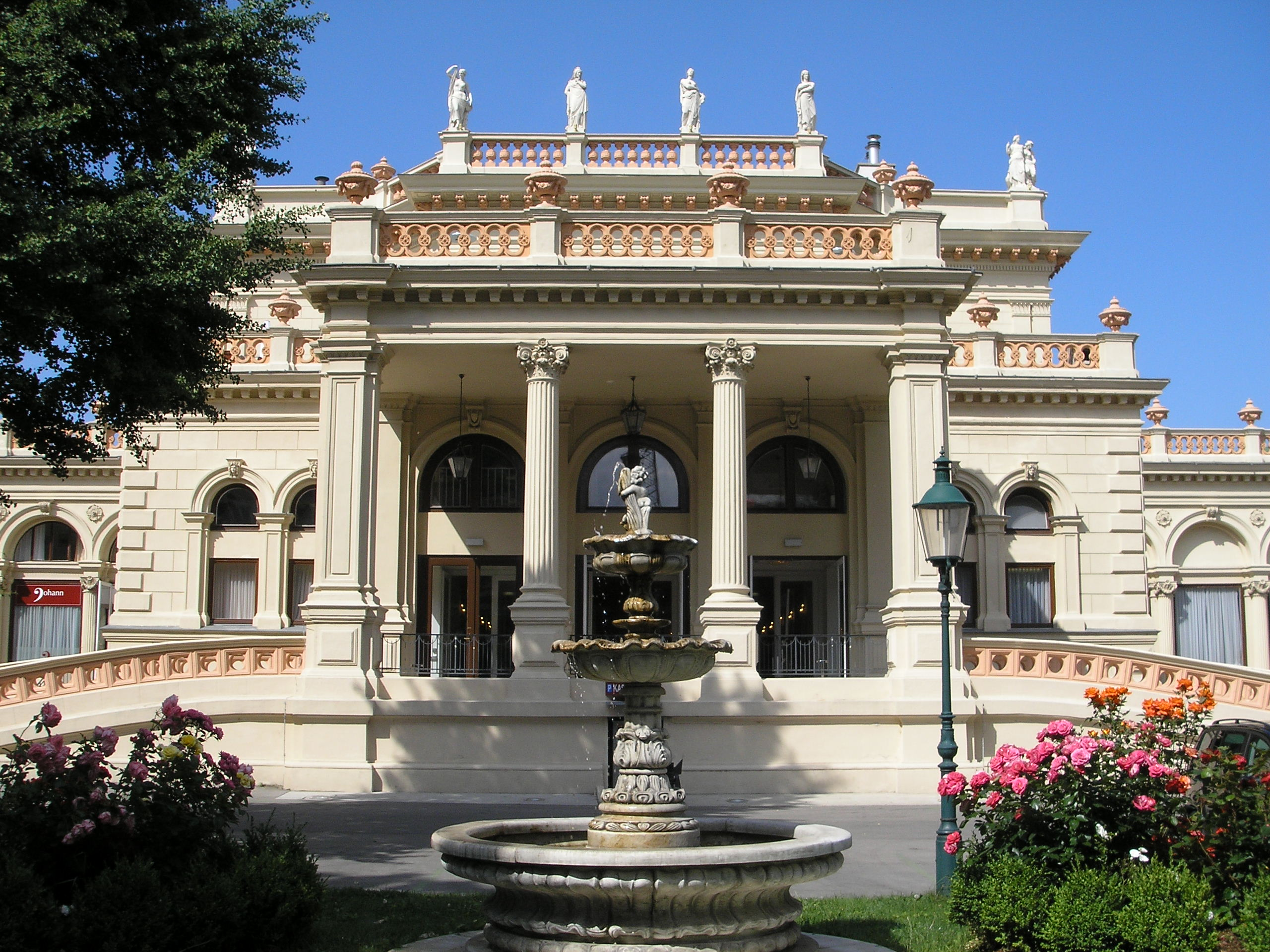
Der heutige Kursalon Hübner

- 8. Mai: Der nach Plänen von Johann Garben im Stil der Neorenaissance errichtete Kursalon im Wiener Stadtpark wird eröffnet. Das Gebäude soll zur Ausschank von Heilwasser dienen, Vergnügungen sind ausdrücklich untersagt.
- 21. Juli: Der belgische König Leopold II. stiftet den Orden für Zivilverdienste zur Belohnung für langjährige in Gemeinde- etc. Ämter dem Staate geleistete Dienste, sowie für ausgezeichnete mutige und aufopfernde Handlungen und überhaupt für hervorragende Thaten im Sinne allgemeiner Menschenliebe.

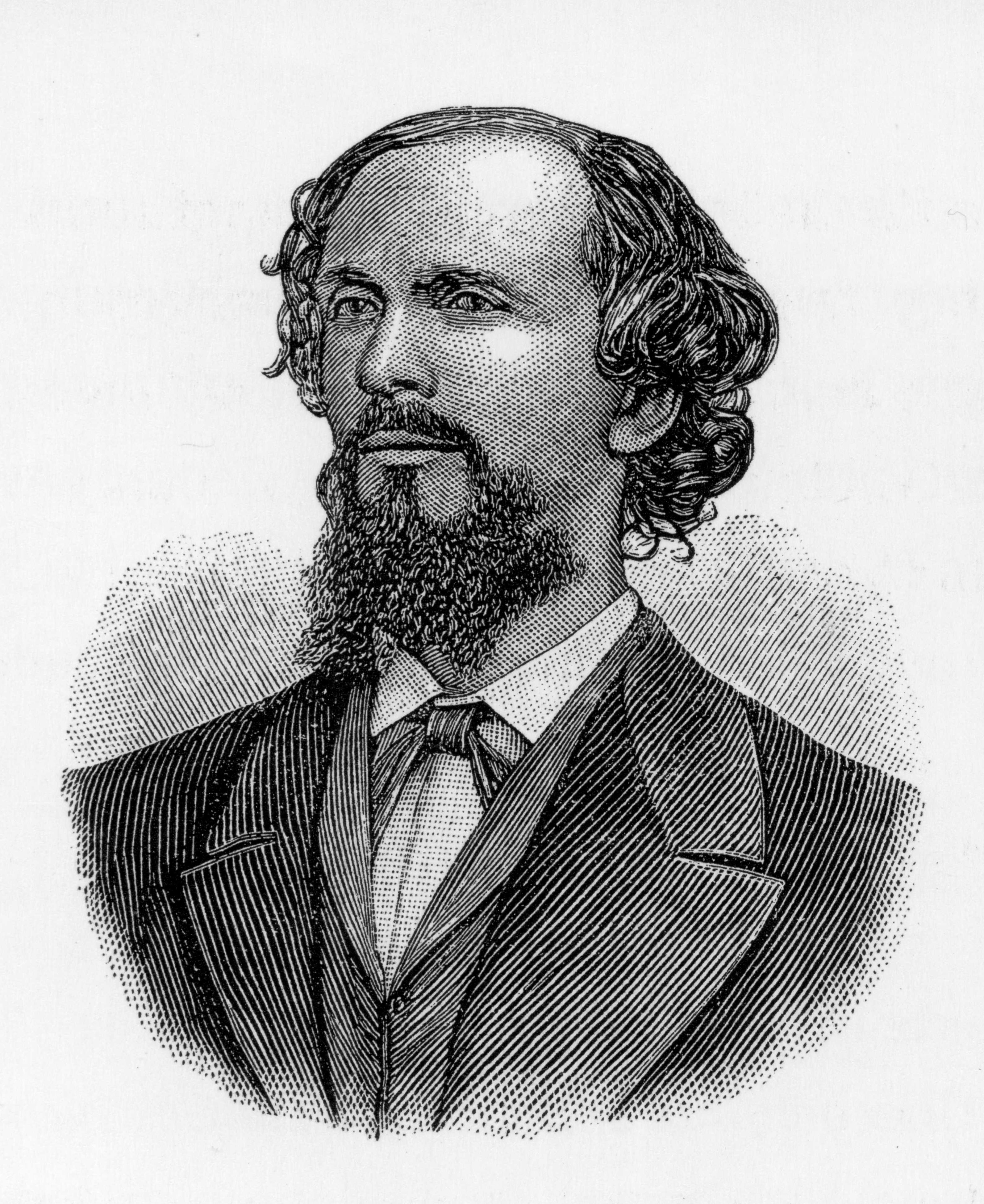
Karl Heinrich Ulrichs

- 29. August: Auf dem deutschen Juristentag in München fordert Karl Heinrich Ulrichs in einer Rede erstmals öffentlich die Straffreiheit gleichgeschlechtlicher sexueller Handlungen, da diese auf einer natürlichen Veranlagung beruhen würden, worauf es zu tumultartigen Szenen unter den Zuhörern und zum Abbruch seiner Rede kommt.
- 12. Oktober: In London legt das Segelschiff Hougoumont in Richtung Western Australia ab. An Bord befinden sich 279 Sträflinge und 108 Passagiere. Die Blackwall-Fregatte führt den letzten Transport von Sträflingen in die Sträflingskolonie Australien durch.
- Der schottische Lehrer Alexander Melville Bell stellt die phonetische Notation des Visible Speech vor, dazu gedacht, gehörlose Menschen dabei zu unterstützen, gesprochene Sprache zu erlernen.
- John Hamilton bringt das Pachisi-Derivat Patcheesi auf den amerikanischen Markt.

### Religion
- 24. September bis 28. September: Im Lambeth Palace, der Londoner Residenz des Erzbischofs von Canterbury, findet auf Wunsch der Synode der Anglikanischen Kirche von Kanada die erste Lambeth-Konferenz, die Vollversammlung aller Bischöfe der Anglikanischen Kirche statt. Viele anglikanische Bischöfe in England, darunter der Erzbischof von York und die meisten seiner Suffraganbischöfe, haben bezüglich des Sinns einer solchen Versammlung so große Zweifel, dass sie sich weigern, der von Erzbischof Charles Thomas Longley einberufenen Konferenz beizuwohnen.
- 27. Oktober: Papst Pius IX. veröffentlicht die Enzyklika Levate. Darin beklagt und verdammt er die politischen Ereignisse in Italien, Russland und Polen.

### Katastrophen
- 4. Februar: Beim Erdbeben auf Kefalonia wird die Stadt Lixouri gänzlich zerstört, während der südöstliche Teil und der Norden der Insel weitgehend verschont bleiben. Es kommt in den folgenden Tagen zu mehreren Nachbeben. Einer offiziellen Bilanz zufolge kommen bei dem Beben in Argostoli und Lixouri 233 Menschen ums Leben, 3200 Häuser werden zerstört und weitere 2600 beschädigt. Nach einem weiteren Beben bei Gythio am Peloponnes überflutet am 20. September auch noch ein Tsunami die durch die früheren Beben jenes Jahres schwer in Mitleidenschaft gezogene Stadt Lixouri.
- 29. Juni: Beim Eisenbahnunfall bei Warrington kommen acht Menschen ums Leben.
- 1. Juli: In der Neuen Fundgrube in Lugau im Erzgebirge ereignet sich ein Schachtbruch, bei dem 101 Bergleute ums Leben kommen.
- 29. Oktober: Vor Salt Island bei den Britischen Jungferninseln sinkt das britische Passagierschiff Rhone in einem schweren Hurrikan. Mindestens 124 Menschen sterben. Die Passagiere waren den damaligen Gepflogenheiten entsprechend an ihre Betten gebunden, um im Sturm nicht herauszufallen. Der Hurrikan wird später als San Narciso Hurricane bekannt und fordert insgesamt mehr als 800 Todesopfer.
- 8. November: Im walisischen Steinkohlenbergwerk Ferndale Colliery ereignen sich zwei Explosionen, die den Tod von 178 Männern und Jungen zur Folge haben.
- Extrem kaltes Wetter führt zum Höhepunkt der Hungersnot in Finnland und Nordschweden, der letzten natürlich bedingten Hungersnot in Europa. Ungefähr 15 % der Bevölkerung Finnlands sterben.

### Sport
- 3. Februar: Der Wiener Eislauf-Verein wird gegründet. Die am 7. Februar eingereichten Statuten werden am 14. Juni genehmigt.
- 19. Juni: Das Pferderennen Belmont Stakes in der New Yorker Bronx wird erstmals abgehalten.
- 9. Juli: Der älteste Fußballverein Schottlands, der FC Queen’s Park in Glasgow, wird gegründet.
- 27. Juli: William McLaren, Großbritannien, läuft mit elf Sekunden die erste gemessene Zeit über die 100-Meter-Strecke (110 Yards) der Herren.
- 4. September: Der Sheffield Wednesday Football Club wird gegründet.
- 8. Dezember: Etwa 100 Männer nehmen am ersten Eintagesrennen im Radsport teil.
- Die von John Graham Chambers entworfenen und nach John Sholto Douglas, 9. Marquess of Queensberry benannten Queensberry-Regeln für das Boxen werden veröffentlicht.

## Geboren

### Januar/Februar
- 02. Januar: Wilhelm Schüffner, niederländischer Mikrobiologe und Immunologe († 1949)
- 03. Januar: Carl Arp, deutscher Landschaftsmaler († 1913)
- 03. Jänner: Elsa Asenijeff, österreichische Schriftstellerin († 1941)
- 03. Januar: Erland Koch, deutscher Sportschütze († 1945)
- 04. Januar: Fritz Irmiger, Schweizer Zollbeamter († 1926)
- 08. Januar: Emily Greene Balch, US-amerikanische Nationalökonomin, Friedensnobelpreisträgerin († 1961)
- 10. Januar: Gerhard Anschütz, deutscher Staatsrechtler († 1948)
- 10. Januar: Paul Rehme, deutscher Rechtswissenschaftler († 1941)
- 12. Januar: Alfred Forke, deutscher Sinologe († 1944)
- 14. Januar: James H. Hughes, US-amerikanischer Politiker († 1953)
- 15. Januar: Eustachius Kugler, deutscher katholischer Mönch der Barmherzigen Brüder († 1946)
- 15. Januar: Maria Theresia von Neapel-Sizilien, Gräfin von Trani und Prinzessin von Neapel-Sizilien († 1909)

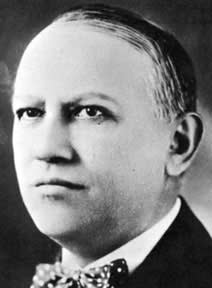
Carl Laemmle

- 17. Januar: Carl Laemmle, deutsch-US-amerikanischer Filmproduzent († 1939)
- 18. Januar: Rubén Darío, nicaraguanischer Schriftsteller und Diplomat († 1916)
- 20. Januar: Jules Amiguet, Schweizer evangelischer Geistlicher und Hochschullehrer († 1946)
- 21. Januar: Iwan Iwanowitsch Krischanowski, russischer Komponist († 1924)
- 21. Januar: Ludwig Thoma, deutscher Schriftsteller († 1921)
- 21. Januar: Maxime Weygand, französischer General und Politiker im Ersten und Zweiten Weltkrieg († 1965)
- 24. Januar: Ernst Zahn, Schweizer Schriftsteller († 1952)
- 25. Januar: Simon Fraser Tolmie, kanadischer Politiker († 1937)
- 27. Januar: Katherine Mayo, US-amerikanische Schriftstellerin und Journalistin († 1940)
- 27. Januar: Claude Terrasse, französischer Operettenkomponist († 1923)
- 28. Januar: Albert Ahn, deutscher Verleger und Industrieller († 1935)
- 29. Januar: Elisabeth Büchsel, deutsche Malerin († 1957)
- 31. Januar: Mariusz Zaruski, polnischer General, Segelsportler, Bergsteiger, Schriftsteller, Lyriker und Maler († 1941)
- 01. Februar: Conrad Ramstedt, deutscher Mediziner († 1963)
- 05. Februar: Elsbeth Krukenberg-Conze, deutsche Schriftstellerin und Frauenrechtlerin († 1954)
- 06. Februar: Richard Lipinski, deutscher Gewerkschafter, Politiker und Schriftsteller († 1936)
- 07. Februar: Laura Ingalls Wilder, US-amerikanische Schriftstellerin († 1957)
- 08. Februar: Michael Zeno Diemer, deutscher Maler († 1939)
- 08. Februar: Kirtland I. Perky, US-amerikanischer Politiker († 1939)
- 08. Februar: Robert Schmid, Schweizer Jurist und Politiker († 1934)
- 09. Februar: Edward W. Naylor, englischer Organist, Komponist und Musikpädagoge († 1937)
- 09. Februar: Natsume Sōseki, japanischer Schriftsteller († 1916)
- 10. Februar: Charles W. Bryan, US-amerikanischer Politiker († 1945)
- 10. Februar: Holm Olaf Bursum, US-amerikanischer Politiker († 1953)
- 18. Februar: Hedwig Courths-Mahler, deutsche Schriftstellerin († 1950)
- 20. Februar: Dionisio Anzilotti, italienischer Jurist († 1950)
- 21. Februar: Edvart Christensen, norwegischer Segler († 1921)
- 24. Februar: Karl Schönherr, österreichischer Dramatiker († 1943)
- 25. Februar: Rudolf Tarnow, niederdeutscher Schriftsteller († 1933)
- 26. Februar: James Fairman Fielder, US-amerikanischer Politiker († 1954)
- 27. Februar: Wilhelm Peterson-Berger, schwedischer Komponist und Musikkritiker († 1942)
- 28. Februar: Thomas Theodor Heine, deutscher Maler, Zeichner und Satiriker († 1948)

### März/April
- 01. März: Konrad Agahd, deutscher Schriftsteller, Pädagoge und Journalist († 1926)
- 01. März: Porter H. Dale, US-amerikanischer Politiker († 1933)
- 03. März: Gustav Strube, US-amerikanischer Komponist († 1953)
- 04. März: Johannes Warneck, deutscher evangelischer Theologe, Missionar und Autor († 1944)
- 05. März: Theodor Zöckler, evangelischer Pfarrer († 1949)
- 08. März: Charles Engelhard, US-amerikanischer Industrieller († 1950)
- 08. März: Orus Jones, US-amerikanischer Golfer († 1963)
- 08. März: Blanche Peyron, französische Heilsarmeeoffizierin und Gründerin des ersten Frauenhauses in Paris († 1933)
- 10. März: Hector Guimard, französischer Architekt († 1942)
- 19. März: Philipp Fauth, deutscher Volksschullehrer und Astronom († 1941)
- 21. März: Florenz Ziegfeld Jr., war ein US-amerikanischer Theater- und Filmproduzent († 1932)

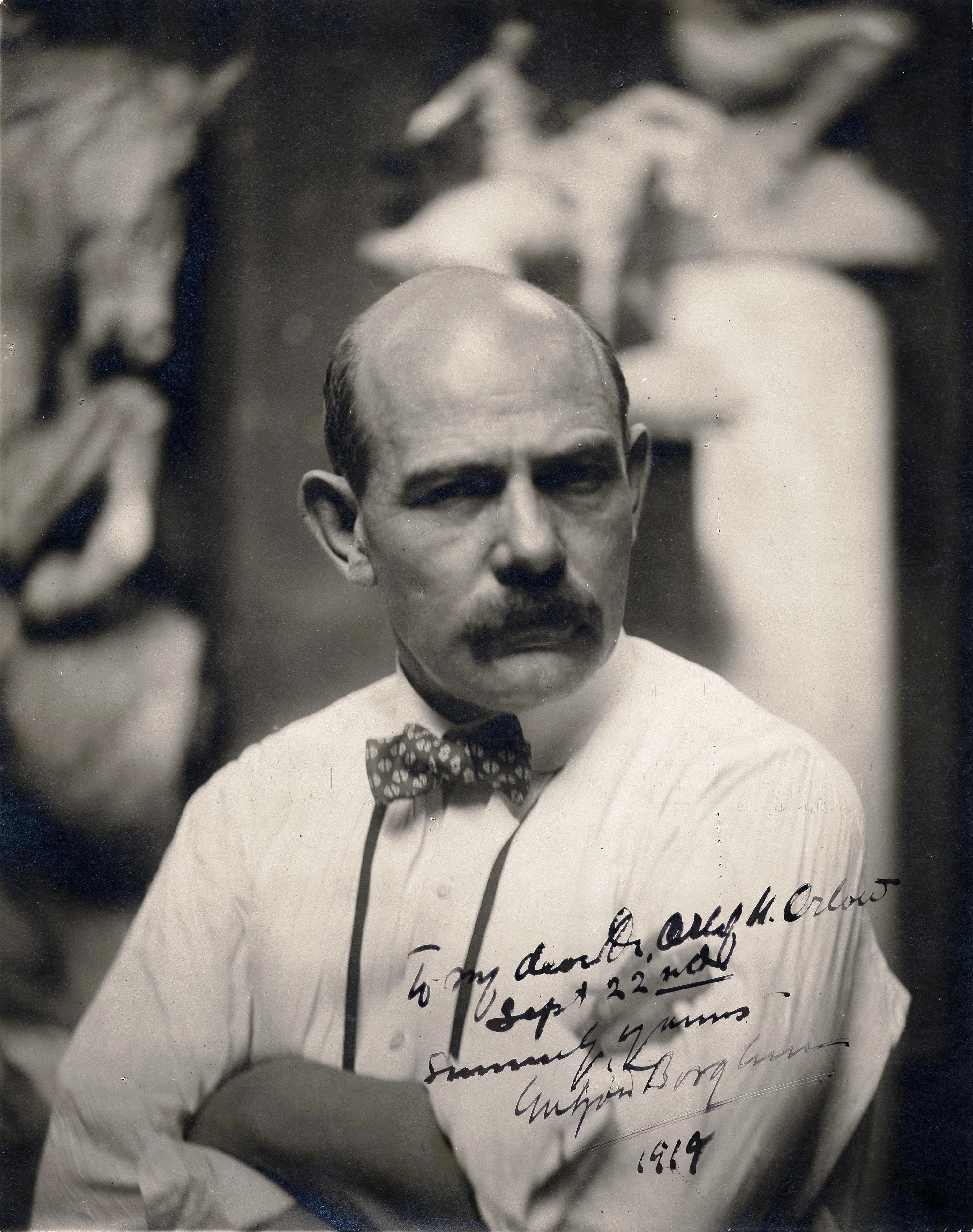
Gutzon Borglum, 1919

- 25. März: John Gutzon de la Mothe Borglum, US-amerikanischer Bildhauer († 1941)
- 25. März: Arturo Toscanini, italienischer Dirigent († 1957)
- 26. März: Johannes Rudolf Max Adler, deutscher Historiker, Literaturwissenschaftler und Pädagoge († 1937)
- 26. März: Pilar Fernández de la Mora, spanische Pianistin und Musikpädagogin († 1929)
- 26. März: Albert Herzog, deutscher Schriftsteller, Journalist, Dichter und Erzähler († 1955)
- 28. März: Paul Ikier, preußischer Jurist, Landrat und Rittergutsbesitzer († 1926)
- 28. März: Ferruccio Cattelani, italienischer Komponist († 1932)
- 29. März: Cy Young, US-amerikanischer Baseballspieler († 1955)

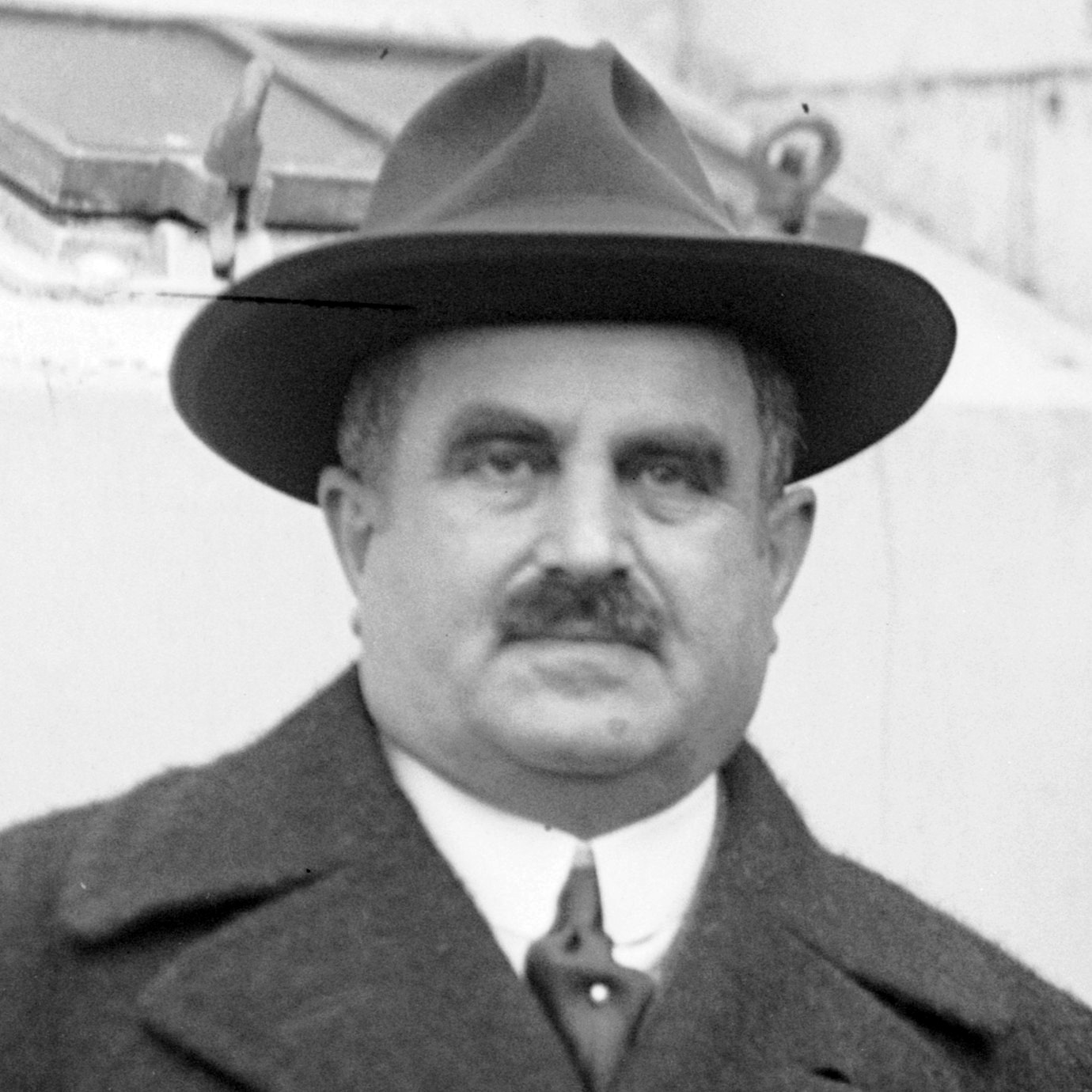
Paul Davidson

- 30. März: Paul Davidson, deutscher Filmproduzent († 1927)
- 31. März: Elmer Ivan Applegate, US-amerikanischer Botaniker († 1949)
- 01. April: Paul Langhans, deutscher Geograph und Kartograph († 1952)
- 01. April: Daniel Calhoun Roper, US-amerikanischer Politiker († 1943)
- 02. April: Eugen Sandow, deutscher Begründer des Bodybuildings († 1925)
- 04. April: Richard Adamík, tschechischer Arzt und Moralidealist († 1952)
- 04. April: Victoria Cartier, kanadische Organistin und Musikpädagogin († 1955)
- 04. April: Arnold Middendorf, Offizial und Dompropst in Köln († 1930)
- 05. April: Friedrich Schwendimann, Schweizer römisch-katholischer Geistlicher und Kirchenhistoriker († 1947)
- 06. April: Franz Odermatt, Schweizer Beamter, Politiker und Schriftsteller († 1952)
- 07. April: Hermann Adolf Wilhelm Aisch, deutscher Pfarrer und Schriftsteller († 1954)
- 09. April: Wilhelm Lütgert, deutscher protestantischer Theologe († 1938)
- 09. April: Chris Watson, australischer Politiker und Premierminister († 1941)
- 11. April: William Edwin Haesche, US-amerikanischer Komponist († 1929)
- 13. April: Christoph März, deutscher Geistlicher, Pfarrer in Eschfeld († 1931)
- 13. April: William Arundel Orchard, australischer Organist, Dirigent, Komponist und Musikpädagoge englischer Herkunft († 1961)
- 14. April: Fannie Thomas, US-amerikanische Altersrekordlerin († 1981)
- 15. April: Max Sannemann, deutscher Komponist und Musikpädagoge († 1924)
- 16. April: Heinrich Schwanold, deutscher Lehrer und Heimatforscher († 1932)

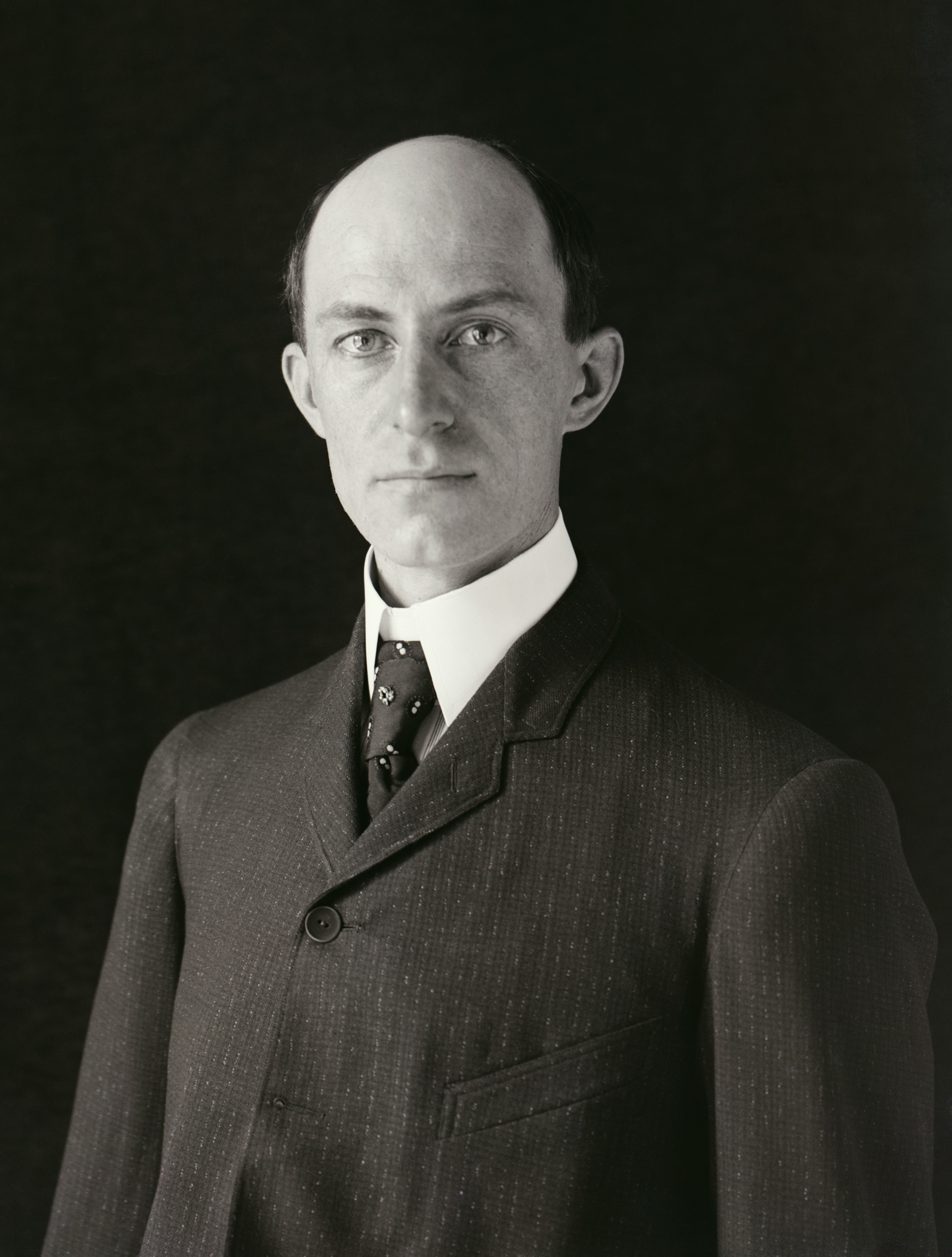
Wilbur Wright

- 16. April: Wilbur Wright, US-amerikanischer Flugpionier und Flugzeugbauer († 1912)
- 18. April: Lluís Millet i Pagès, katalanischer Musiker und Komponist († 1941)
- 19. April: James Cullen, irischer Mathematiker († 1933)
- 19. April: William Augustus Ayres, US-amerikanischer Politiker († 1952)
- 22. April: Sir Littleton Ernest Groom, australischer Politiker († 1936)
- 23. April: Johannes Fibiger, dänischer Pathologe († 1928)
- 24. April: Essek William Kenyon, US-amerikanischer evangelikaler Pastor und Autor († 1948)
- 24. April: Karel Navrátil, tschechischer Komponist († 1936)
- 29. April: Knud Christian Andersen, dänischer Zoologe († 1918)

### Mai/Juni
- 07. Mai: Władysław Reymont, polnischer Schriftsteller († 1925)
- 08. Mai: Margarete Böhme, deutsche Schriftstellerin († 1939)
- 08. Mai: Albert von Thurn und Taxis, deutscher Adliger († 1952)
- 10. Mai: Samuel Robison, US-amerikanischer Admiral; Oberbefehlshaber der US-Flotte († 1952)
- 10. Mai: Curtis D. Wilbur, US-amerikanischer Politiker und Jurist († 1954)
- 14. Mai: Kurt Eisner, deutscher Politiker und Schriftsteller († 1919)
- 15. Mai: Fredrik Hjalmar Johansen, norwegischer Polarforscher († 1913)
- 16. Mai: Jeanne Berta Semmig, deutsche Schriftstellerin und Dichterin († 1958)
- 17. Mai: Georgette Agutte, französische Malerin († 1922)
- 17. Mai: Theodor Leipart, deutscher Gewerkschafter († 1947)
- 17. Mai: James Richardson Spensley, englischer Arzt, Fußballspieler und -trainer († 1915)
- 19. Mai: Otto Appel, deutscher Phytomediziner († 1952)
- 22. Mai: Erich Lexer, deutscher Chirurg, Mitbegründer der Plastischen Chirurgie († 1937)
- 25. Mai: Wilhelm Langheld, deutscher Offizier († 1917)
- 25. Mai: John Stuchell Fisher, US-amerikanischer Politiker († 1940)
- 26. Mai: Friedrich Langewiesche, deutscher Pädagoge, Turner, Sammler, Forscher, Heimat- und Naturfreund († 1958)
- 26. Mai: Maria von Teck, deutsch-britische Hochadlige, Mutter von Georg VI. und Großmutter von Elisabeth II. († 1953)
- 27. Mai: Arnold Bennett, britischer Schriftsteller († 1931)
- 27. Mai: Hermanus Frederik Roll, niederländischer Arzt († 1935)
- 28. Mai: Sebastian Rieger, Tiroler Volksdichter und Priester († 1953)
- 29. Mai: Charles A. Rawson, US-amerikanischer Politiker († 1936)
- 30. Mai: Fritz Binde, deutscher Prediger, Evangelist († 1921)
- 31. Mai: Maria Josepha Luise von Sachsen, Mutter von Kaiser Karl I. von Österreich († 1944)
- 03. Juni: Franz Goldenberger, bayrischer Kultusminister († 1948)
- 04. Juni: Eugen Abresch, deutscher Unternehmer, Erfinder, Kunstsammler und Politiker († 1952)
- 04. Juni: Gustaf Mannerheim, finnischer Offizier und Staatsmann († 1951)
- 05. Juni: Max Warburg, deutscher Bankier († 1946)
- 08. Juni: Dagny Juel, norwegische Schriftstellerin und Dramatikerin († 1901)
- 08. Juni: Ernst Krieger, deutscher Schachproblemkomponist († 1943)

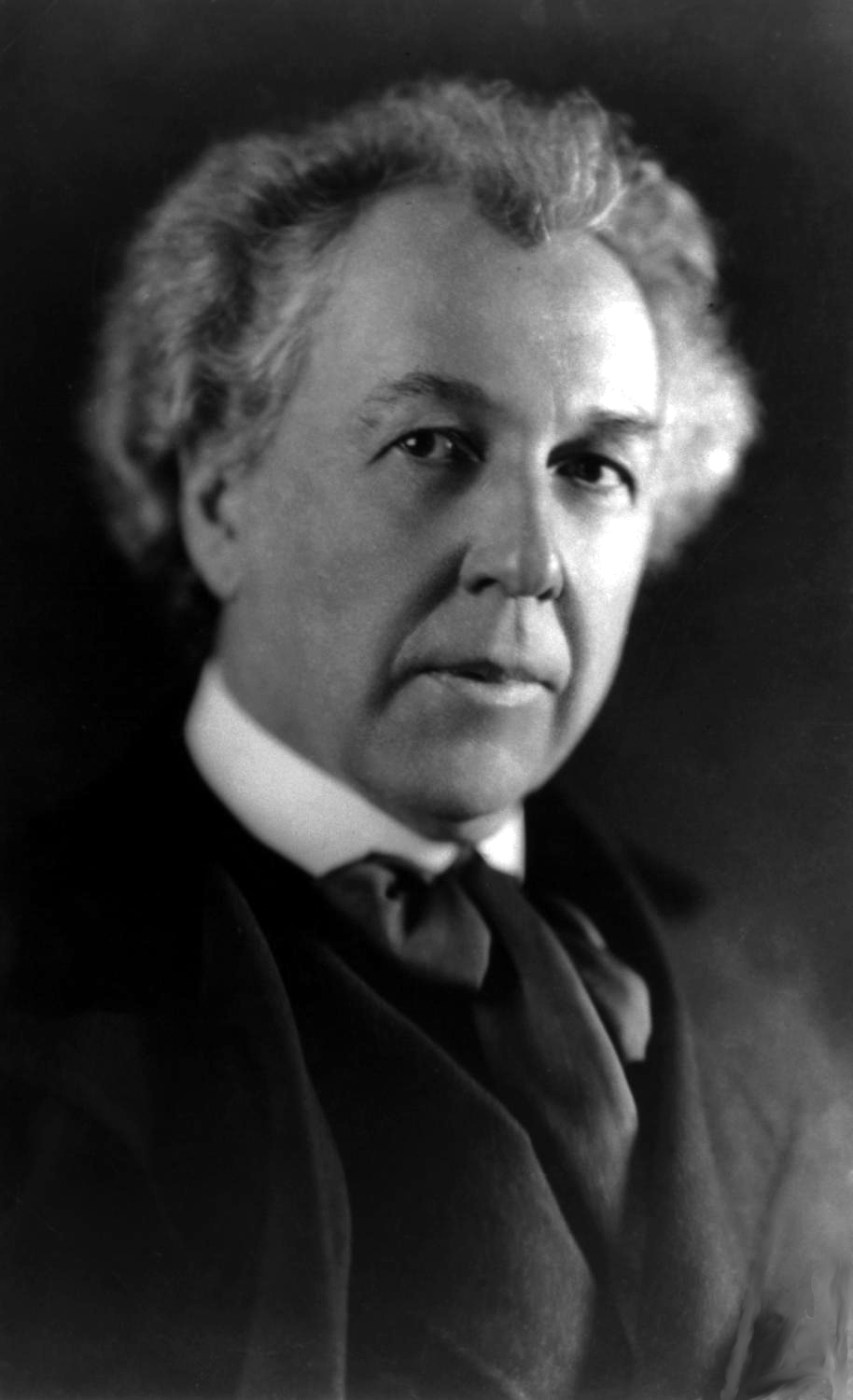
Frank Lloyd Wright, 1926

- 08. Juni: Frank Lloyd Wright, US-amerikanischer Architekt († 1959)
- 09. Juni: Jules Bouver, französischer Organist und Komponist († 1911)
- 10. Juni: Julius Meier-Graefe, deutscher Komponist († 1935)
- 11. Juni: Charles Fabry, französischer Physiker († 1945)
- 11. Juni: René Hanriot, französischer Automobilrennfahrer und Flugpionier († 1925)
- 11. Juni: Marie Krøyer, dänische Malerin († 1940)
- 12. Juni: Henry Pomeroy Davison, US-amerikanischer Bankier, Philanthrop († 1922)
- 12. Juni: Sylvester Stieber, deutscher Offizier und Kolonialbeamter († 1914)
- 15. Juni: Henri Vielle OFM, französischer Ordensgeistlicher und römisch-katholischer Apostolischer Vikar von Rabat († 1946)
- 17. Juni: Ignaz Wilhelm Auspitzer, österreichischer Redakteur und Drehbuchautor († 1931)
- 17. Juni: Henry Lawson, australischer Autor und Poet († 1922)
- 21. Juni: William Brede Kristensen, norwegischer Kirchenhistoriker († 1953)
- 22. Juni: Eugen Diederichs, deutscher Verlagsbuchhändler († 1930)
- 23. Juni: Robert Sterl, deutscher Maler († 1932)
- 28. Juni: Luigi Pirandello, italienischer Schriftsteller († 1936)

### Juli/August
- 01. Juli: William Albert Ashbrook, US-amerikanischer Politiker († 1940)
- 01. Juli: Franz Boll, deutscher Altphilologe († 1924)
- 01. Juli: Česlovas Sasnauskas, litauischer Komponist († 1916)
- 03. Juli: Johannes Hoffmann, bayerischer Ministerpräsident († 1930)
- 05. Juli: Andrew Ellicott Douglass, US-amerikanischer Astronom († 1962)
- 05. Juli: Bernhard Schnackenburg, Oberbürgermeister der preußischen Stadt Altona († 1924)
- 06. Juli: Joe Keaton, US-amerikanischer Vaudevilledarsteller, Filmschauspieler und Akrobat, Vater von Buster Keaton († 1946)

Käthe Kollwitz

- 08. Juli: Käthe Kollwitz, deutsche Künstlerin († 1945)

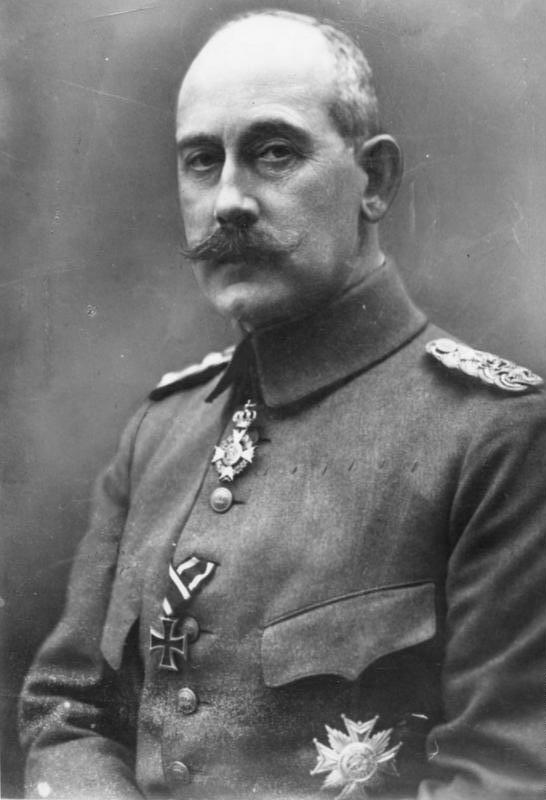
Maximilian von Baden, 1914

- 10. Juli: Maximilian von Baden, letzter Reichskanzler des Deutschen Kaiserreiches († 1929)
- 11. Juli: John J. Cornwell, US-amerikanischer Politiker († 1953)
- 11. Juli: Anton Griessen, Schweizer Anhänger der Antonianer, Fachhistoriker und Biograph († 1925)
- 12. Juli: Karl Aschoff, deutscher Apotheker († 1945)
- 12. Juli: Eugenie Breithut-Munk, österreichische Malerin († 1915)
- 12. Juli: Angelo Maria Dolci, italienischer römisch-katholischer Kardinal († 1939)
- 15. Juli: Jean-Baptiste Charcot, französischer Wissenschaftler und Polarforscher († 1936)
- 16. Juli: Richard Leutheußer, deutscher Politiker († 1945)
- 17. Juli: Leo Jogiches, polnisch-jüdischer Politiker († 1919)
- 18. Juli: Molly Brown, US-amerikanische Philanthropin, Überlebende der Titanic († 1932)
- 18. Juli: Karl Voll, deutscher Kunsthistoriker († 1917)
- 19. Juli: Guido von Pogatschnigg, rumäniendeutscher Komponist, Kirchenmusiker und Musikpädagoge († 1937)
- 23. Juli: Simeon S. Pennewill, US-amerikanischer Politiker († 1935)
- 25. Juli: Max Dauthendey, deutscher Dichter und Maler († 1918)
- 27. Juli: Enrique Granados, spanischer Komponist und Pianist († 1916)
- 28. Juli: Charles Dillon Perrine, US-amerikanischer Astronom († 1951)
- 01. August: William Speirs Bruce, schottischer Polarforscher und Ozeanograph († 1921)
- 01. August: Constantin Christomanos, griechischer Historiker, Dramenautor und Theaterleiter († 1911)
- 02. August: Johanne Dybwad, norwegische Schauspielerin († 1950)
- 02. August: Frank A. Perret, US-amerikanischer Erfinder, Unternehmer und Vulkanologe († 1943)

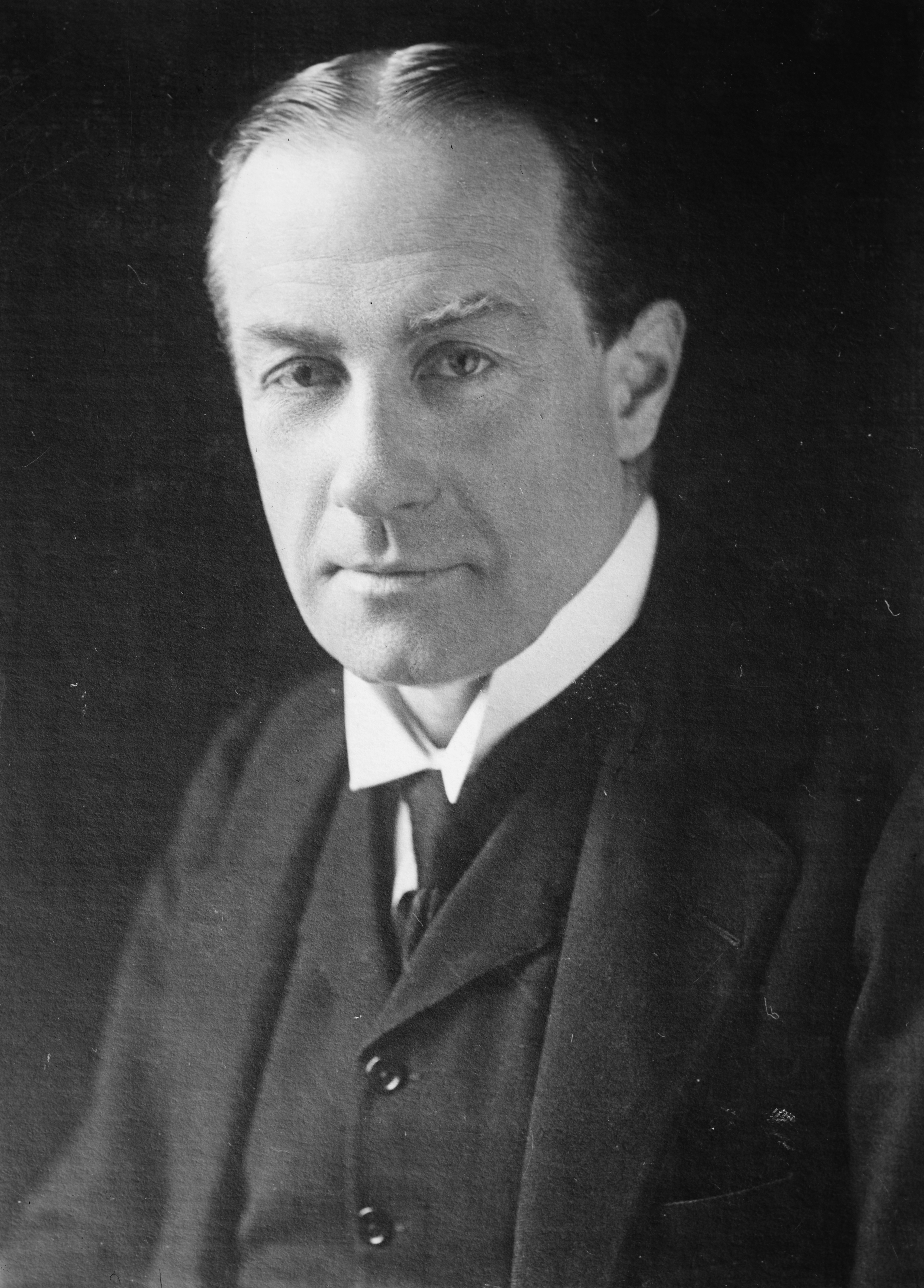
Stanley Baldwin

- 03. August: Stanley Baldwin, britischer Politiker und Premierminister († 1947)
- 06. August: James Loeb, jüdischer Bankier, Philanthrop und Mäzen († 1933)
- 07. August: Emil Nolde, deutscher Maler des Expressionismus († 1956)
- 10. August: Emil Oberhoffer, US-amerikanischer Dirigent, Komponist und Musikpädagoge († 1933)
- 12. August: Edith Hamilton, deutsch-US-amerikanische Schriftstellerin († 1963)
- 13. August: Rudolf G. Binding, deutscher Schriftsteller († 1938)
- 13. August: Arthur Eichengrün, deutscher Chemiker († 1949)
- 13. August: François-Xavier Mercier, kanadischer Sänger, Musikpädagoge und Komponist († 1932)
- 14. August: John Galsworthy, britischer Schriftsteller († 1933)
- 14. August: Artur Oppman, polnischer Schriftsteller († 1931)
- 15. August: Anathon Aall, norwegischer Philosoph († 1943)
- 15. August: Wilhelm von Bismarck, deutscher Politiker († 1935)
- 15. August: Walter Robinow, deutscher Schachfunktionär († 1938)
- 18. August: Hans Kloepfer, österreichischer Schriftsteller und Mundartdichter († 1944)
- 20. August: Rohan Koda, japanischer Schriftsteller († 1947)
- 22. August: Guido Adolf Georg Dietlof von Arnim-Boitzenburg, preußischer Politiker († 1933)
- 22. August: Maximilian Oskar Bircher-Benner, Schweizer Arzt und Ernährungswissenschaftler († 1939)
- 22. August: Herbert E. Hitchcock, US-amerikanischer Politiker († 1958)
- 22. August: Maud Powell, US-amerikanische Violinistin († 1920)
- 28. August: Umberto Giordano, italienischer Komponist († 1948)
- 29. August: René Renoult, französischer Politiker († 1946)

### September/Oktober
- 05. September: Amy Beach, US-amerikanische Komponistin († 1944)
- 06. September: Franciszek Brzeziński, polnischer Komponist († 1944)
- 07. September: Albert Bassermann, deutscher Schauspieler († 1952)
- 08. September: Alexander Parvus, russischer Revolutionär (Menschewiki) und deutscher Sozialdemokrat († 1924)
- 09. September: Ernst Oppler, deutscher Maler und Radierer († 1929)
- 09. September: Felix von Dobschütz, deutscher Geistlicher, Pastor und Superintendent in Schlesien († 1936)
- 09. September: Max L. Strack, deutscher Althistoriker († 1914)
- 12. September: Herbert L. Clarke, US-amerikanischer Kornettist und Komponist († 1945)
- 13. September: Ernst Platz, deutscher Bergmaler, Illustrator und Alpinist († 1940)
- 15. September: Petr Bezruč, tschechischer Schriftsteller und Dichter († 1958)
- 23. September: John Lomax, US-amerikanischer Folklore- und Musikforscher († 1948)
- 25. September: Augusto de Vasconcelos, portugiesischer Arzt, Diplomat, Politiker, Außenminister und Ministerpräsident († 1951)
- 27. September: Giovanni Bonzano, italienischer Geistlicher, römisch-katholischer Kardinal († 1927)

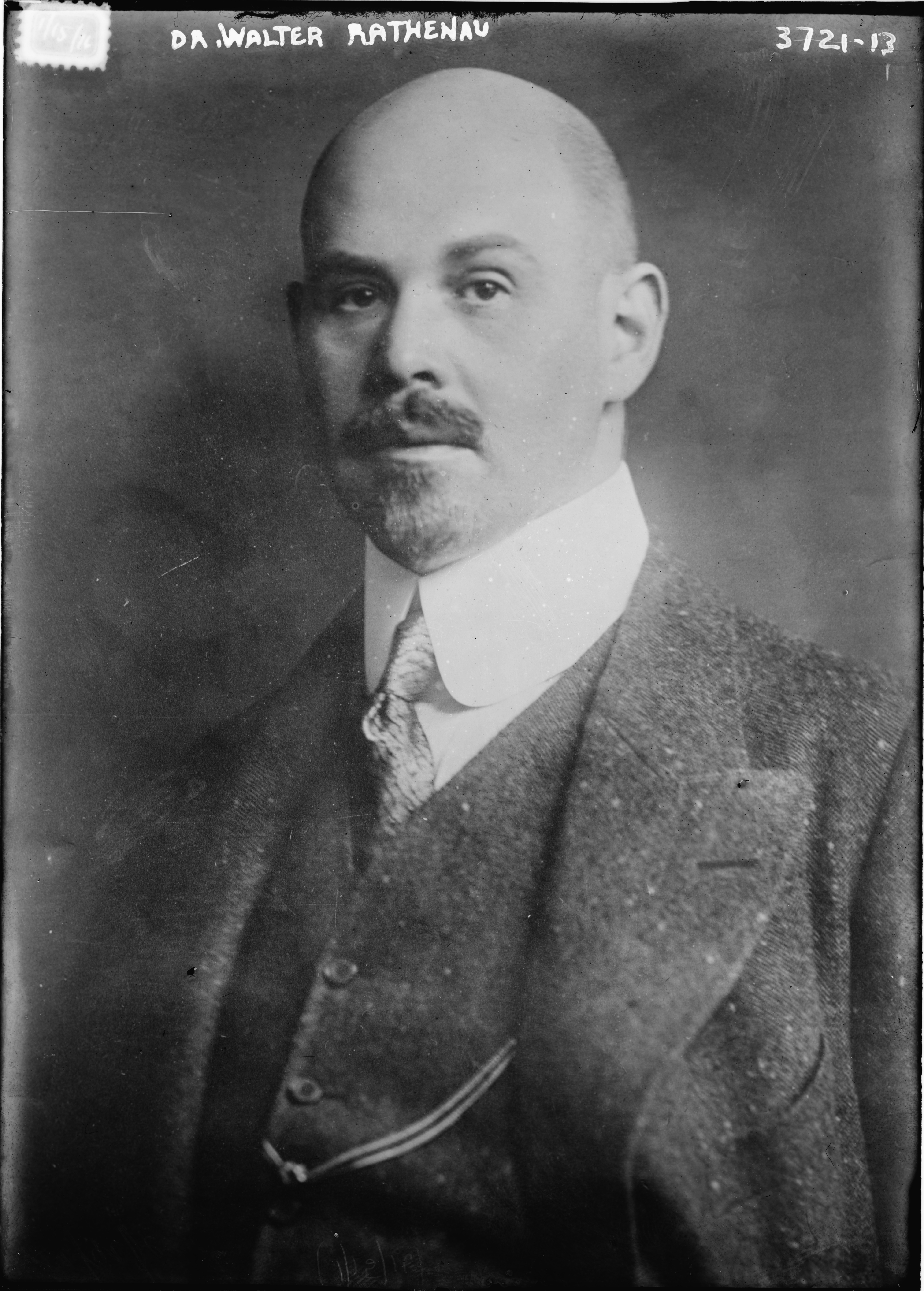
Walther Rathenau

- 29. September: Walther Rathenau, deutscher Industrieller und Politiker († 1922)
- 01. Oktober: Charles Edward Adams, US-amerikanischer Politiker, Vizegouverneur von Minnesota († 1936)
- 02. Oktober: Karl Armbrust, deutscher Maler († 1928)
- 02. Oktober: Theodore F. Green, US-amerikanischer Politiker († 1966)
- 02. Oktober: Fritz Held,  deutscher Unternehmer und Automobilrennfahrer († 1938)
- 03. Oktober: Pierre Bonnard, französischer Maler des Symbolismus († 1947)
- 05. Oktober: Frank H. Hitchcock, US-amerikanischer Politiker († 1935)
- 06. Oktober: Václav Radimský, böhmisch-tschechoslowakischer Landschaftsmaler († 1946)
- 07. Oktober: Jewgeni Karlowitsch Miller, General im russischen Bürgerkrieg († 1939)
- 07. Oktober: Otto Anthes, deutscher Pädagoge und Schriftsteller († 1954)
- 07. Oktober: Domenico Jorio, italienischer Geistlicher, römisch-katholischer Kardinal († 1954)
- 08. Oktober: Gottlieb Elster, deutscher Bildhauer († 1917)
- 12. Oktober: Giulio Serafini, italienischer Geistlicher, Bischof von Pescia und Kardinal der römisch-katholischen Kirche († 1938)
- 13. Oktober: Ramón Maximiliano Valdés, panamaischer Staatspräsident († 1918)
- 14. Oktober: Masaoka Shiki, japanischer Dichter († 1902)
- 15. Oktober: Ferdinand Bronner, deutscher Schriftsteller und Dramatiker († 1948)
- 17. Oktober: Josep Puig i Cadafalch, katalanischer Architekt († 1956)
- 19. Oktober: Paul Hey, deutscher Illustrator und Grafiker († 1952)
- 20. Oktober: Ludwig Fahrenkrog, deutscher Dichter und Maler († 1952)
- 25. Oktober: Józef Dowbor-Muśnicki, polnischer General († 1937)
- 27. Oktober: Thomas Walter Scott, kanadischer Politiker († 1938)
- 28. Oktober: Hans Driesch, deutscher Biologe und Naturphilosoph († 1941)
- 29. Oktober: Isidor Sadger, österreichisch-jüdischer Arzt und Psychoanalytiker († 1942)
- 30. Oktober: Ed Delahanty, US-amerikanischer Baseballspieler († 1903)
- 31. Oktober: Ludwig Radermacher, deutscher Altphilologe († 1952)

### November/Dezember
- 01. November: Felix Hollaender, deutscher Schriftsteller und Regisseur († 1931)
- 01. November: Otto Lemm, deutscher Unternehmer († 1920)
- 02. November: Richard Karutz, deutscher Arzt und Ethnologe († 1945)
- 03. November: Wilhelm Kutta, deutscher Mathematiker († 1944)
- 05. November: George Andrew Reisner, US-amerikanischer Ägyptologe († 1942)
- 06. November: Eduard Bernoulli, Schweizer Musikwissenschaftler († 1927)

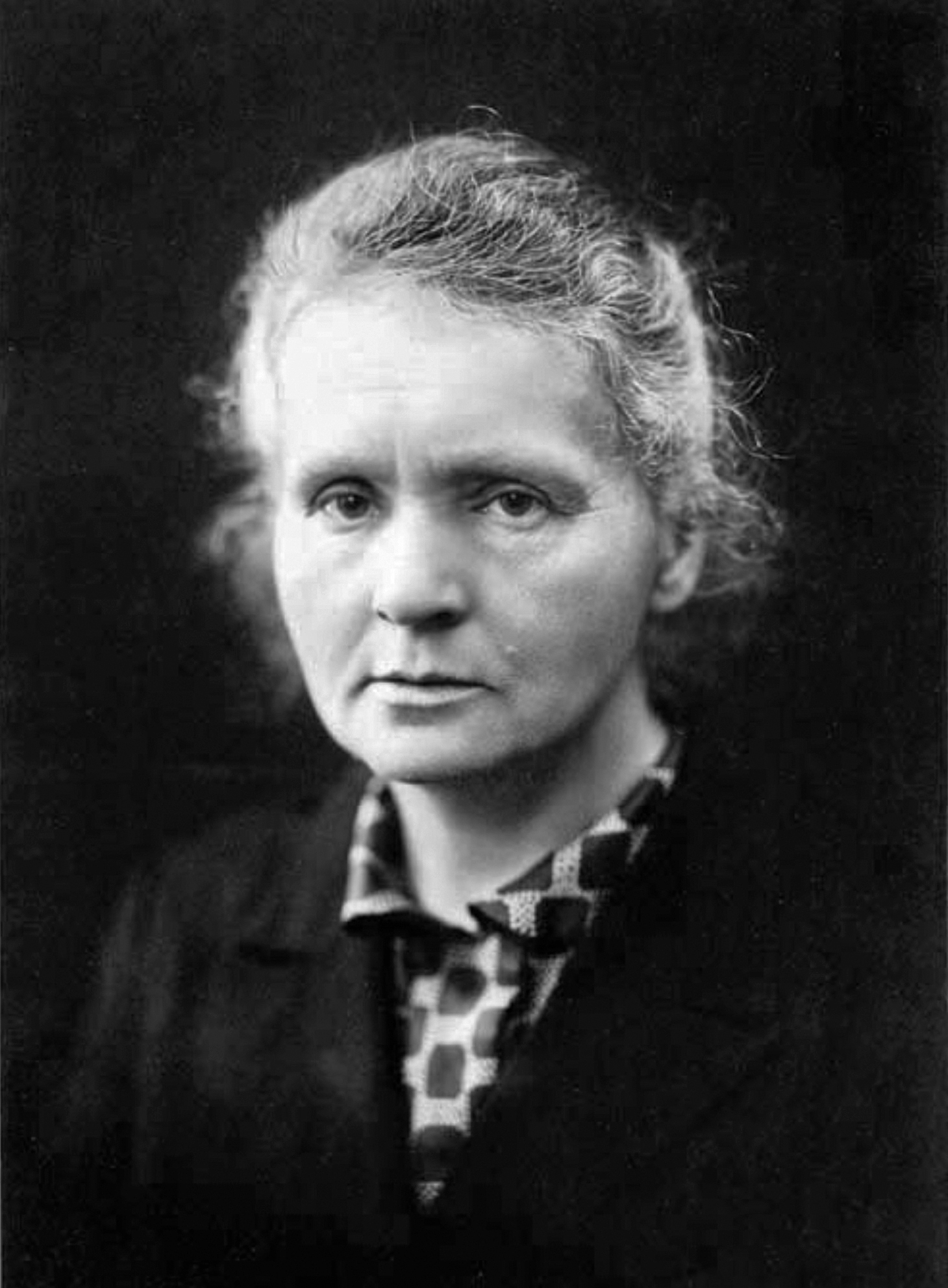
Marie Curie, 1920

- 07. November: Marie Curie, polnisch-französische Chemikerin und Physikerin († 1934)
- 08. November: Ilmari Krohn, finnischer Komponist und Musikwissenschaftler († 1960)
- 10. November: Gabriel Zelger, Schweizer Bischof († 1934)
- 13. November: Josefine Dora, österreichische Schauspielerin († 1944)
- 14. November: Ottilie Pohl, deutsche Politikerin († 1943)
- 14. November: Friedrich Vollmer, deutscher Klassischer Philologe († 1923)
- 15. November: Emil Krebs, deutsches Sprachgenie († 1930)
- 16. November: William F. Kirby, US-amerikanischer Politiker († 1934)
- 17. November: Anna Feldhusen, deutsche Malerin und Radiererin († 1951)
- 19. November: John Møller, grönländischer Fotograf, Buchdrucker, Dolmetscher, Ornithologe, Expeditionsteilnehmer und Landesrat († 1935)
- 22. November: Wilhelm Groener, deutscher Militär und Politiker († 1939)
- 22. November: Ernst Sachs, deutscher Erfinder und Industrieller († 1932)
- 26. November: Charles Albert Boynton, US-amerikanischer Jurist († 1954)
- 26. November: Emil von Dungern, deutscher Mediziner († 1961)
- 27. November: Charles Koechlin, französischer Komponist († 1950)
- 27. November: Margaret Ruthven Lang, US-amerikanische Komponistin († 1972)
- 27. November: Hélène de Mandrot, Schweizer Künstlerin, Kunstsammlerin und Förderin der architektonischen und künstlerischen Moderne († 1948)
- 28. November: James Richard Atkin, britischer Jurist († 1944)
- 28. November: Felix Mader, deutscher römisch-katholischer Priester, Kunsthistoriker und Denkmalpfleger († 1941)
- 30. November: Franz Ahlgrimm, deutscher Politiker († nach 1919)
- 30. November: Henri-Gabriel Ibels, französischer Maler, Graphiker und Autor († 1936)
- 01. Dezember: Ignacy Mościcki, polnischer Wissenschaftler und Politiker († 1946)
- 01. Dezember: Julian Michaux, russischer Fechter († 1925)
- 01. Dezember: Robert P. Lamont, US-amerikanischer Politiker († 1948)
- 02. Dezember: Carl Leid, deutscher Politiker († 1935)
- 03. Dezember: William John Bowser, kanadischer Politiker († 1933)
- 05. Dezember: Antti Aarne, finnischer Märchenforscher († 1925)
- 05. Dezember: Józef Piłsudski, polnischer Marschall und Staatsmann († 1935)
- 06. Dezember: August Leopold Philipp Maria Michael Gabriel Raphael Gonzaga, brasilianischer Thronprätendent († 1922)
- 07. Dezember: Wenceslaus Straussfeld, deutscher Seelsorger, Berater und Wahlkämpfer († 1933)
- 09. Dezember: Hans Käslin, Schweizer Germanist, Lehrer und Übersetzer († 1955)
- 10. Dezember: Ker-Xavier Roussel, französischer Maler († 1944)
- 11. Dezember: Heinrich Bulle, deutscher Archäologe († 1945)
- 11. Dezember: Antonio Conte, italienischer Fechter († 1953)
- 12. Dezember: Anna Schieber, deutsche Schriftstellerin († 1945)
- 13. Dezember: Kristian Birkeland, norwegischer Physiker († 1917)
- 15. Dezember: Edith Lucy Austin, britische Tennisspielerin († 1953)
- 15. Dezember: Anna Huber, württembergische Malerin († 1944)
- 16. Dezember: Arthur Schloßmann, deutscher Kinderarzt, Gründer der ersten Säuglingsklinik († 1932)
- 17. Dezember: Johannes Maria Gföllner, österreichischer Geistlicher, katholischer Bischof der Diözese Linz († 1941)
- 17. Dezember: Richard Kandt, deutscher Arzt und Afrikaforscher († 1918)
- 18. Dezember: Foxhall Keene, US-amerikanischer Pferdezüchter und Sportler († 1941)
- 20. Dezember: William Heffelfinger, US-amerikanischer American-Football-Spieler († 1954)
- 20. Dezember: Fini Henriques, dänischer Komponist und Geiger († 1940)
- 21. Dezember: Albert Trautmann, deutscher Apotheker, Heimatforscher und Schriftsteller († 1920)
- 22. Dezember: Joseph Maria Olbrich, österreichischer Architekt († 1908)
- 23. Dezember: Jacob Astor, deutscher Politiker († 1938)
- 24. Dezember: Tevfik Fikret, türkischer Dichter († 1915)
- 25. Dezember: Alfred Kerr, deutscher Schriftsteller, Theaterkritiker und Journalist († 1948)
- 26. Dezember: Julien Benda, französischer Philosoph und Schriftsteller († 1956)
- 27. Dezember: Fredrik Stang, norwegischer Politiker und Jurist († 1941)
- 27. Dezember: Léon Delacroix, belgischer Jurist und Politiker († 1929)
- 28. Dezember: Charlotte Basté, deutsche Schauspielerin († 1928)
- 30. Dezember: Henry S. Johnston, US-amerikanischer Politiker († 1965)
- 31. Dezember: Josef Feinhals, deutscher Unternehmer († 1947)
- 31. Dezember: Saitō Ryokuu, japanischer Schriftsteller († 1904)

### Genaues Geburtsdatum unbekannt
- Alessandro Abate, italienischer Maler († 1952)
- Josef Auer, deutscher Holzbildhauer († 1934)
- Eucarpio Espinosa, chilenischer Maler († 1934)
- Florence Fuller, australische Malerin († 1946)
- David Solomonowitsch Schor, russisch-jüdischer Pianist und Musikpädagoge († 1942)
- Paul Valadon, Zauberkünstler († 1913)
- William E. Zeuch, US-amerikanischer Organist († 1962)

## Gestorben

### Januar
- 02. Januar: Gottfried Heinrich Melzer, deutscher Bossierer (Porzellanmassenformer) an der Königlichen Porzellanmanufaktur Meißen (* 1820)
- 02. Januar: Adolphe Noël des Vergers, französischer Orientalist, Archäologe und Epigraphiker (* 1805)
- 02. Januar: Robert Miles Sloman, englisch-deutscher Reeder, Theaterbetreiber und Politiker (* 1783)
- 04. Januar: John Fine, US-amerikanischer Jurist und Politiker (* 1794)
- 05. Jänner: Carl Adam Kaltenbrunner, österreichischer Dichter, Schriftsteller und Dialektforscher (* 1804)
- 05. Januar: Pierre-Benjamin Lafaye, französischer Philosoph, Linguist, Romanist und Lexikograf (* 1809)
- 07. Januar: Dominik Gmür, Schweizer Politiker (* 1800)
- 07. Januar: Arthur P. Hayne, US-amerikanischer Politiker (* 1788)
- 07. Januar: Henri-Auguste-Georges de La Rochejaquelein, französischer Militär und Politiker (* 1805)
- 07. Januar: Johann Jakob Trog, Schweizer Politiker und Richter (* 1807)
- 08. Januar: Heinrich August Wilhelm Stolze, deutscher Stenograph (* 1798)
- 09. Januar: Ludwig Helfft, deutscher Kaufmann und Politiker in Braunschweig (* 1793)
- 09. Januar: Karl Friedrich Sommer, deutscher Maler (* 1830)
- 09. Januar: Karl Wermuth, Polizeidirektor im Königreich Hannover (* 1804)
- 10. Januar: Karl Moriz Diesing, polnisch-österreichischer Helminthologe und Botaniker (* 1800)
- 10. Januar: William Turner, britischer Diplomat (* 1792)
- 11. Januar: Marguerite-Joséphine Georges, französische Schauspielerin (* 1787)
- 11. Januar: Christoph von Kaufmann, deutscher Verwaltungsjurist (* 1788)
- 11. Januar: Karl Lange, deutscher Lehrer, Hof-Steinmetz, Maurermeister und Bauunternehmer (* 1811)
- 12. Januar: Georg Merz, deutscher Optiker (* 1793)
- 13. Januar: Antonio Maria Cagiano de Azevedo, italienischer Geistlicher und Kardinal der Römischen Kirche (* 1797)
- 13. Januar: Angelo Geniani, italienischer römisch-katholischer Geistlicher, Zisterzienser, Abt und Generalabt (* 1802)
- 13. Januar: Franz Kirchgeßner, badischer Jurist und Beamter (* 1803)
- 14. Januar: Samuel Chilton, US-amerikanischer Politiker (* 1804)
- 14. Januar: Victor Cousin, französischer Philosoph und Kulturtheoretiker (* 1792)

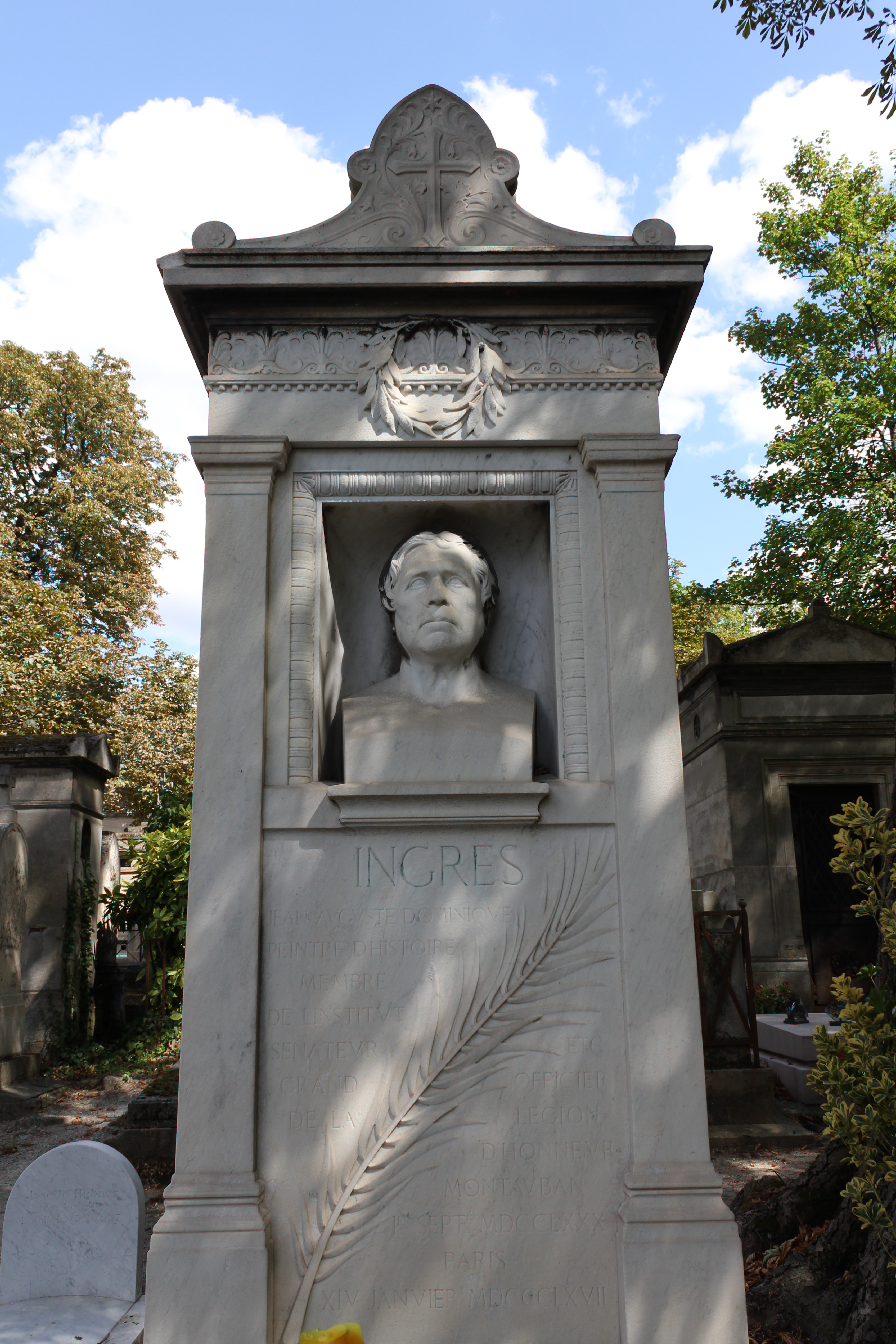
Das Grabmal von Ingres auf dem Friedhof Père-Lachaise in Paris

- 14. Januar: Jean-Auguste-Dominique Ingres, französischer Maler (* 1780)
- 15. Januar: Adolf Lohse, deutscher Architekt und preußischer Baubeamter (* 1807)
- 17. Januar: Jacques-Amand Eudes-Deslongchamps, französischer Mediziner, Zoologe und Paläontologe (* 1794)
- 17. Januar: Clément Villecourt, französischer Kardinal und von 1836 bis 1856 Bischof von La Rochelle (* 1787)
- 18. Januar: Hermann Askan Demme, deutsch-schweizerischer Arzt (* 1802)
- 18. Januar: Hubert Félix Soyer-Willemet, französischer Bibliothekar und Botaniker (* 1791)
- 19. Jänner: Johann Manschgo, österreichischer Maler (* 1800)
- 19. Januar: James Dixon Roman, US-amerikanischer Politiker (* 1809)
- 20. Januar: Julia Bulette, US-amerikanische Prostituierte und Pionierin (* 1832)
- 21. Januar: Joshua Alder, britischer Zoologe (* 1792)
- 21. Januar: Julius Oeltzen, deutscher evangelisch-lutherischer Geistlicher (* 1790)
- 21. Januar: Anders Oldberg, schwedischer Pädagoge und Buchautor (* 1804)
- 24. Januar: Nikolai Iwanowitsch Gretsch, russischer Staatsrat, Autor, Sprachwissenschaftler, Literaturkritiker und Übersetzer (* 1787)
- 24. Januar: Josef Laurent, deutscher Archivar und Bibliothekar (* 1808)
- 24. Januar: David Ritchie, US-amerikanischer Politiker (* 1812)
- 25. Januar: Alexander C. M. Pennington, US-amerikanischer Politiker (* 1810)
- 25. Januar: Josef Wintergerst, deutscher Maler (* 1783)
- 26. Januar: Johann Caspar Beeg, deutscher Technologe und Publizist (* 1809)
- 26. Januar: Sarah Villiers, Countess of Jersey, englische Adelige (* 1785)
- 28. Januar: John J. Pettus, US-amerikanischer Politiker, Gouverneur von Mississippi (* 1813)
- 28. Jänner: Franz Carl Weidmann, österreichischer Schriftsteller, Schauspieler und Journalist (* 1787/1788)
- 29. Januar: Philip Johnson, US-amerikanischer Politiker (* 1818)
- 30. Januar: Ezekiel F. Chambers, US-amerikanischer Jurist und Politiker (* 1788)
- 30. Januar: Jacob H. De Witt, US-amerikanischer Politiker (* 1784)
- 30. Januar: Friedrich Kohlrausch, deutscher Pädagoge und Königlich Hannoverscher Generalschuldirektor (* 1780)
- 30. Januar: Kōmei, 121. Kaiser von Japan (* 1831)

### Februar
- 02. Februar: Washington Hunt, US-amerikanischer Politiker, Gouverneur von New York (* 1811)
- 03. Februar: Bonaventura von Brederlow, preußischer Offizier und Reisemarschall von Herzog Franz von Anhalt-Dessau (* 1791)
- 03. Februar: Maximilian zu Wied-Neuwied, deutscher Forschungsreisender, Ethnologe und Naturforscher (* 1782)
- 04. Februar: Georg Friedrich Vorwerk, deutscher Kaufmann (* 1793)
- 05. Februar: Serafín Estébanez Calderón, spanischer Schriftsteller (* 1799)
- 05. Februar: John Johnson, US-amerikanischer Politiker (* 1805)
- 05. Februar: Philipp Hepp, deutscher Arzt, Botaniker und Flechtenforscher (* 1797)
- 06. Februar: Salomon Munk, deutscher Orientalist (* 1805)
- 08. Februar: Michael August Wegelin, Schweizer Jurist und Politiker (* 1797)
- 09. Februar: Filippo De Filippi, italienischer Zoologe, Museumsdirektor und Forschungsreisender (* 1814)
- 09. Februar: Jacob G. Lauman, US-amerikanischer Geschäftsmann und Offizier (* 1813)
- 10. Februar: Adolf von Morlot, Schweizer Geologe und Prähistoriker (* 1820)
- 10. Februar: Carl Wagner, deutscher Maler (* 1796)
- 11. Februar: Gustav Senfft von Pilsach, königlich-sächsischer Offizier (* 1790)
- 11. Februar: Auguste Viquesnel, französischer Reisender, Geograph, Meteorologe, Ethnograph und Geologe (* 1803)
- 12. Februar: Emilie Linder, Schweizer Malerin und Mäzenin (* 1797)
- 13. Februar: Étienne Eggis, Schweizer Journalist und Schriftsteller (* 1830)
- 13. Februar: Vincent Rumpff, hamburgischer und hanseatischer Diplomat (* 1789)
- 14. Februar: Bernardo Pfiffer-Gagliardi, Schweizer Ingenieur und Politiker (* 1810)
- 14. Februar: Eugen Wratislaw von Mitrowitz, österreichischer Offizier (* 1786)
- 15. Februar: Wojciech Cybulski, polnischer Literaturhistoriker und Sprachwissenschaftler (* 1808)
- 15. Februar: Franz Jahn, deutscher Sanitätsrat, Apotheker und Pomologe (* 1806)
- 16. Februar: Friedrich Wilhelm Christian Marburg, Hamburger Kaufmann und Abgeordneter (* 1803)

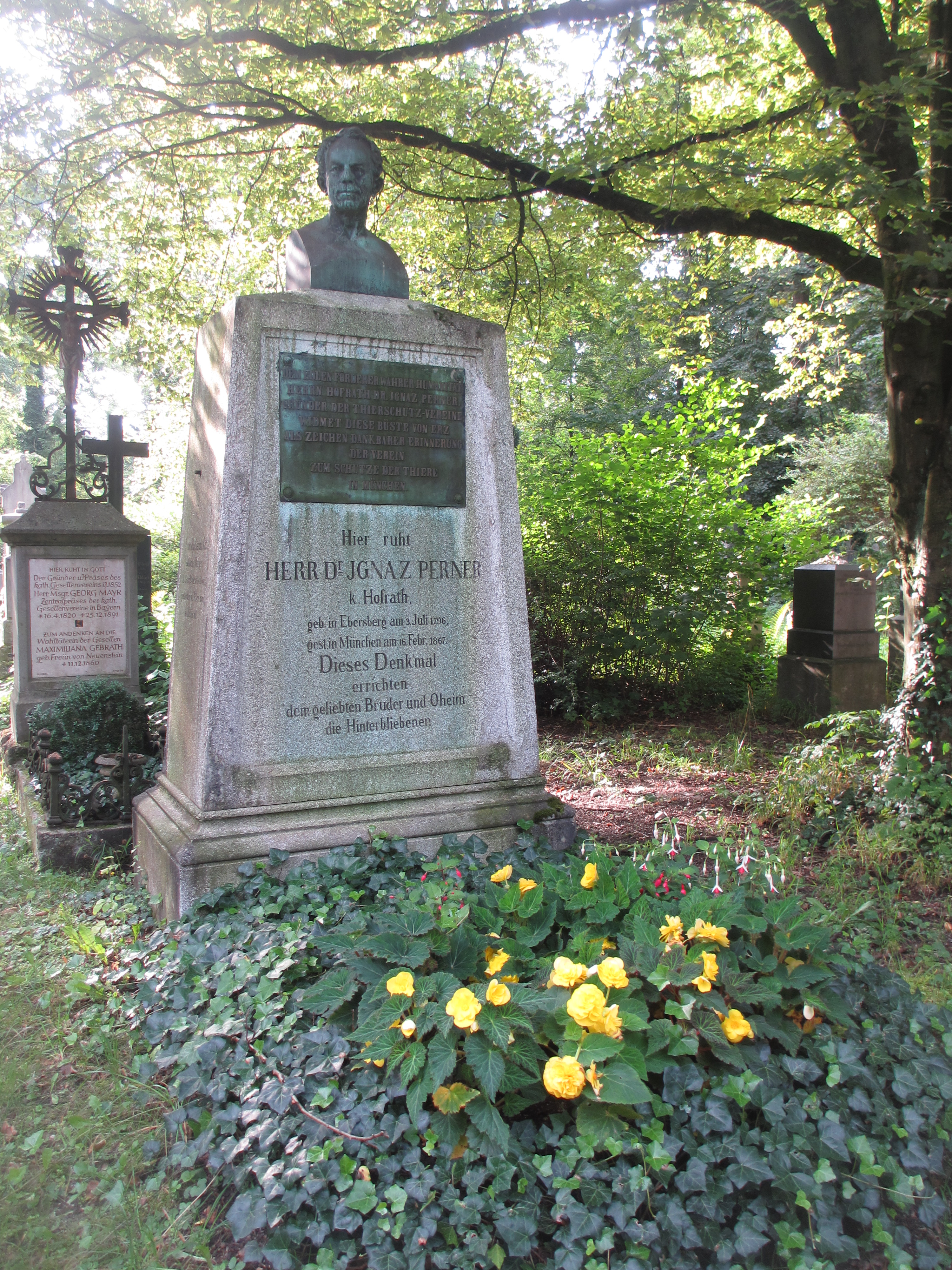
Grab von Ignaz Perner auf dem Alten Südlichen Friedhof in München

- 16. Februar: Ignaz Perner, bayerischer Rechtsanwalt und Pionier der Tierschutzbewegung (* 1796)
- 17. Februar: Alexander Dallas Bache, US-amerikanischer Physiker (* 1806)
- 19. Februar: Stephan Franz Viktor, Erzherzog von Österreich (* 1817)
- 22. Februar: Henry P. Alexander, US-amerikanischer Politiker (* 1801)
- 23. Februar: Werner-Constantin von Droste zu Hülshoff, Mitglied des westfälischen Provinziallandtags, Kreisdeputierter und Gutsbesitzer, Mitglied des Malteserordens (* 1798)
- 23. Februar: George Thomas Smart, englischer Dirigent, Organist, Geiger und Komponist (* 1776)
- 24. Februar: Henry Wetherby Benchley, US-amerikanischer Politiker, Vizegouverneur von Massachusetts (* 1822)
- 24. Februar: Ludwig Bischoff, deutscher Pädagoge, Musiker, Kritiker und Verleger (* 1794)
- 24. Februar: Isaac E. Holmes, US-amerikanischer Politiker (* 1796)
- 26. Februar: Christian Morgenstern, deutscher Maler (* 1805)

### März
- 01. März: Haubold von Einsiedel, deutscher Rittergutsbesitzer, Abgeordneter und Landrat (* 1792)
- 01. März: Frederick Henry Litchfield, australischer Viehhalter, Goldgräber und Entdecker (* 1832)
- 02. März: Frans-Andries Durlet, belgischer Architekt, Bildhauer und Grafiker (* 1816)
- 02. März: Franz Karl von Gemmingen, Mitglied der Badischen Ständeversammlung und Grundherr in Rappenau (* 1806)
- 02. März: Aaron Ward, US-amerikanischer Offizier, Jurist und Politiker (* 1790)
- 03. März: Otto Baring, deutscher Arzt und Geburtshelfer in Hannover (* 1806)
- 03. März: William Czar Bradley, US-amerikanischer Politiker (* 1782)
- 03. März: Johann Ludwig Lund, deutsch-dänischer Maler (* 1777)
- 05. März: Clark B. Cochrane, US-amerikanischer Jurist und Politiker (* 1815)
- 05. März: Carl Gustaf Qvarnström, schwedischer Bildhauer und Maler (* 1810)
- 05. März: Eduard Simon, Rechtsanwalt, Obergerichtsrat und Mitglied der Advokatenkammer des Königreichs Hannover (* 1805)

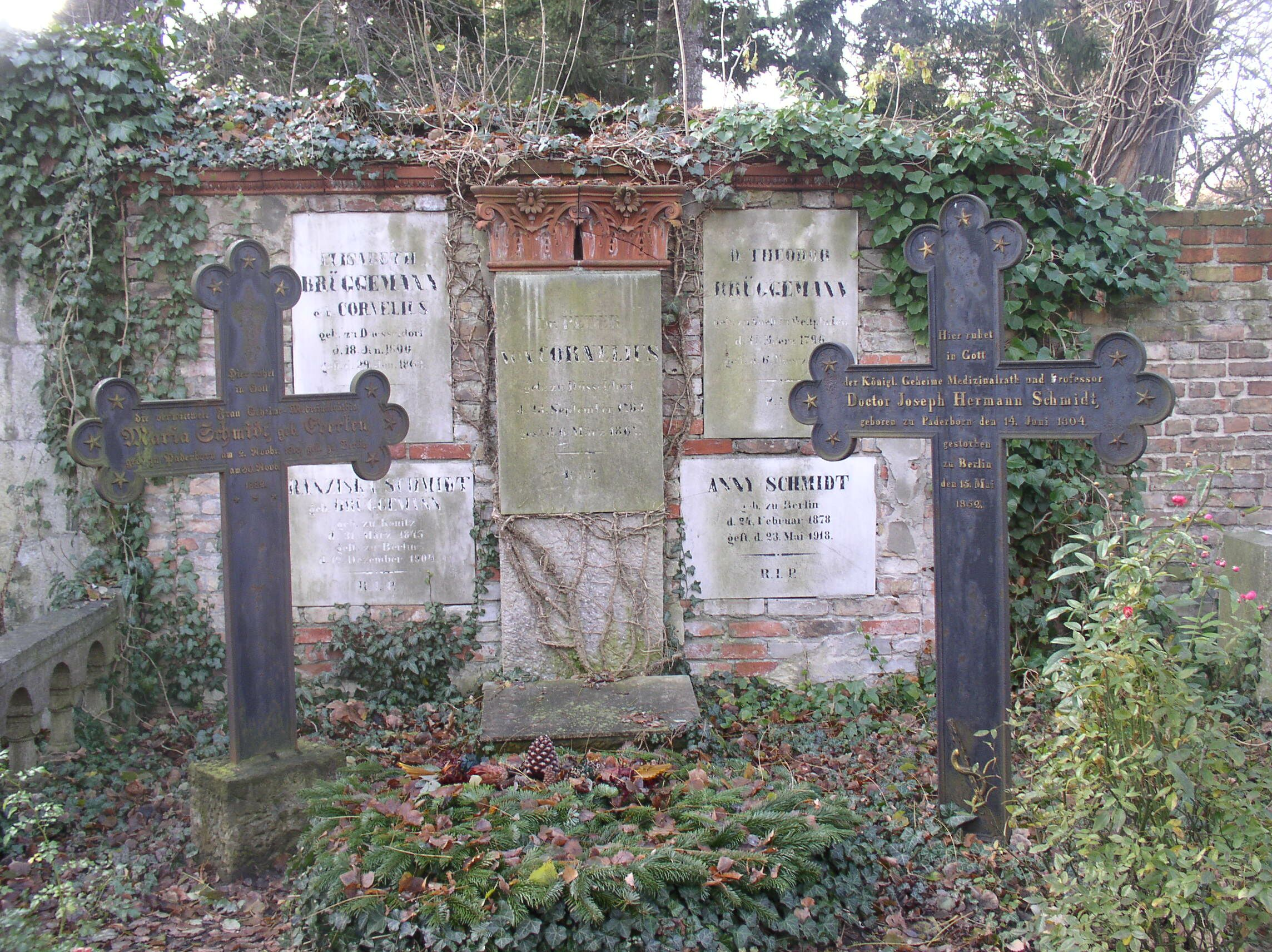
Grabstätte Peter von Cornelius auf dem Alten Domfriedhof der St.-Hedwigsgemeinde in Berlin

- 06. März: Peter von Cornelius, deutscher Maler (* 1783)
- 06. März: Charles Farrar Browne, US-amerikanischer Schriftsteller und Satiriker (* 1834)
- 06. März: John Goodsir, schottischer Anatom (* 1814)
- 06. März: József Hild, ungarischer Architekt und Baumeister (* 1789)
- 06. März: Wiktor Każyński, polnischer Komponist (* 1812)
- 07. März: Louis Boulanger, französischer Maler (* 1806)
- 07. März: Carl Ludwig Gesell, preußischer Orgelbauer (* 1809)
- 07. März: Therese aus dem Winckel, deutsche Malerin, Harfenspielerin und Schriftstellerin (* 1779)
- 08. März: Caspar Kaltenmoser, deutscher Maler (* 1806)
- 09. März: Georg Michel, Schweizer Politiker und Richter (* 1804)
- 09. März: Sophie von Sachsen, Herzogin in Bayern (* 1845)
- 10. März: Eduard Heinrich von Treitschke, sächsischer Generalleutnant (* 1796)
- 11. März: Moritz Rott, böhmischer Theaterschauspieler und -regisseur (* 1796)
- 12. März: Carl Friedrich Metzler, deutscher Jurist und Politiker, Mitglied der Frankfurter Nationalversammlung (* 1813)
- 12. März: Johann Heinrich Möller, deutscher Historiker, Orientalist, Archivar und Bibliothekar (* 1792)
- 12. März: Friedrich Gottlieb Schulz, deutscher Lehrer und Mitglied der Frankfurter Nationalversammlung (* 1813)
- 13. März: Josef Lonovics von Krivina, Bischof von Csanád und Erzbischof von Kalocsa und Erlau (* 1793)
- 13. März: Luise Karoline von Hessen-Kassel, Herzogin von Schleswig-Holstein-Sonderburg-Glücksburg (* 1789)
- 14. März: Albert Lester, US-amerikanischer Jurist und Politiker (* um 1803)
- 16. März: Friedrich von Hessen-Darmstadt, kaiserlich russischer Generalmajor und Großherzoglich Hessischer General (* 1788)
- 16. März: Emil Julius Carl Keßler, deutscher Unternehmer und Gründer der Maschinenfabrik Esslingen (* 1813)
- 16. März: Friedrich Rumpf, Frankfurter Architekt (* 1795)
- 17. März: Wilhelm Baumgartner, Schweizer Chordirigent, Pianist und Komponist (* 1820)
- 17. März: Friedrich Ludwig Effinger, Schweizer Politiker, Gemeindepräsident von Bern (* 1795)
- 17. März: Gabriel Güntner, deutschböhmischer Prämonstratenser-Chorherr und katholischer Theologe (* 1804)
- 17. März: Ludwig Häusser, deutscher Historiker und Politiker (* 1818)
- 18. März: Heinrich von Hadeln, nassauischer Generalleutnant (* 1796)
- 19. März: August Abendroth, hamburgischer Jurist, Unternehmer, Bodenspekulant und Mäzen (* 1796)
- 19. März: Johann Lebrecht Eggink, deutschbaltischer Maler (* 1784)
- 19. März: Friedrich Fahrbach, österreichischer Komponist und Musiker (* 1809)
- 21. März: Joseph Bailey, Brigadegeneral der US Army im Sezessionskrieg (* 1825 oder 1827)
- 22. März: David Bebutow, russischer General armenischer Herkunft (* 1793)
- 22. März: Carl Emanuel Brunner, Schweizer Chemiker (* 1796)

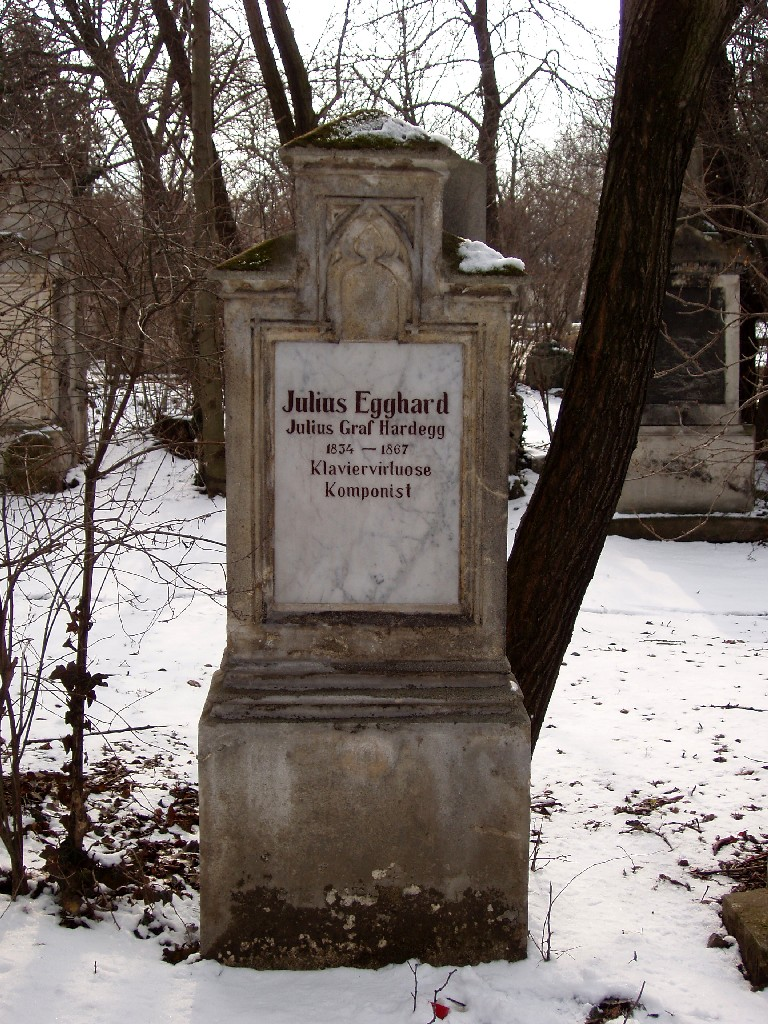
Egghards Grab auf dem Sankt Marxer Friedhof in Wien

- 22. März: Julius Egghard, österreichischer Pianist und Komponist (* 1834)
- 23. März: Charles Deas, US-amerikanischer Maler (* 1818)
- 23. März: Gottfried Eisenmann, deutscher Arzt, Politiker, politischer Publizist und medizinischer Schriftsteller (* 1795)
- 24. März: John Decatur Barry, Brigadegeneral der Konföderierten im Sezessionskrieg (* 1839)
- 25. März: Jakob Ignaz Hittorff, französischer Architekt deutscher Herkunft (* 1792)

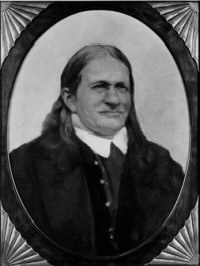
Friedlieb Ferdinand Runge

- 25. März: Friedlieb Ferdinand Runge, deutscher Chemiker (* 1794)
- 27. März: Carl Emil Gedike, deutscher Mediziner und ärztlicher Leiter der Königlich Preußischen Krankenwartschule an der Charité in Berlin (* 1797)
- 27. März: Prideaux John Selby, englischer Ornithologe, Botaniker und Künstler (* 1788)
- 28. März: Ludwig Friedrich Hesse, deutscher Historiker (* 1783)
- 29. März: George R. Riddle, US-amerikanischer Politiker (* 1817)
- 31. März: Philipp Allmang, deutscher evangelischer Geistlicher und Politiker (* 1799)
- 31. März: Jean-Baptiste Fresez, luxemburgischer Maler (* 1800)

### April
- 01. April: Louis du Couret, französischer Abenteurer und Reiseschriftsteller (* 1812)
- 01. April: Hermann Schiff, deutscher Schriftsteller (* 1801)
- 02. April: Emilie zur Lippe, deutsche Adelige, durch Heirat Fürstin zur Lippe (* 1800)
- 02. April: Christian Friedrich Stempel, niedersorbischer Pfarrer und Dichter (* 1787)
- 03. April: George Wythe Randolph, Anwalt, Brigadegeneral im konföderierten Heer und Kriegsminister der Konföderierten Staaten von Amerika (* 1818)
- 06. April: George Evans, US-amerikanischer Politiker (* 1797)
- 07. April: Joseph A. Gilmore, US-amerikanischer Politiker, Gouverneur von New Hampshire (* 1811)
- 08. April: Johann Rudolf Raschle, Schweizer Politiker und Industrieller (* 1798)
- 08. April: John Selden Roane, US-amerikanischer Politiker, Gouverneur von Arkansas (* 1817)
- 08. April: Emil Adolf Roßmäßler, deutscher Naturforscher, Politiker und Volksschriftsteller (* 1806)
- 09. April: Auguste Rougemont, Schweizer Jurist und Politiker (* 1798)
- 12. April: Ottokar Maria von Attems, Fürstbischof von Seckau und Apostolischer Administrator der Diözese Leoben (* 1815)
- 12. April: William Bullock, US-amerikanischer Erfinder (* 1813)
- 12. April: Johann Christian Friedrich Tuch, deutscher Orientalist und Theologe (* 1806)
- 13. April: Karl von Franck, österreichischer General und Kriegsminister (* 1806)
- 13. April: Johann Joseph Rosenbaum, deutscher katholischer Geistlicher und Theologe (* 1798)
- 14. April: Ernst Ferdinand Yxem, deutscher klassischer Philologe und Gymnasiallehrer (* 1799)
- 17. April: George W. Chase, US-amerikanischer Politiker (* 1802)
- 17. April: Theodor Mögling, deutscher Seidenbaufachmann, Politiker und Revolutionär (* 1814)
- 18. April: Robert Smirke, britischer Architekt (* 1780)
- 19. April: Antoine-Joseph Jobert de Lamballe, französischer Chirurg (* 1799)
- 21. April: Xenophon Alexejewitsch Polewoi, russischer Journalist, Schriftsteller, Übersetzer und Literaturkritiker (* 1801)
- 21. April: Romulus Mitchell Saunders, US-amerikanischer Politiker (* 1791)
- 22. April: Alexander Dmitrijewitsch Petrow, russischer Schachspieler (* 1794)
- 22. April: Jean Elias Benjamin Valz, französischer Astronom (* 1787)
- 24. April: Dimitrios Kallergis, griechischer General und Staatsmann (* um 1803)
- 27. April: Kwaku Dua I. Panyin, Asantehene (Herrscher) des Königreichs Aschanti (* um 1797)
- 29. April: Achilles Bischoff, Schweizer Politiker (* 1795)
- 30. April: Georg Christoph Gack, bayerischer Abgeordneter, Geistlicher und Autor (* 1793)

### Mai
- 01. Mai: Johann Martin Morat, deutscher Kunstmaler und Lithograf (* 1805)
- 01. Mai: Karl Sintenis, deutscher klassischer Philologe und Lehrer (* 1806)
- 02. Mai: Samuel G. Hathaway, US-amerikanischer Jurist und Politiker (* 1780)
- 03. Mai: Leopold Pelldram, Bischof von Trier (* 1811)
- 03. Mai: Fanny Tacchinardi-Persiani, italienische Opernsängerin (* 1807)
- 05. Mai: Walter Crum, schottischer Chemiker und Unternehmer (* 1796)
- 05. Mai: Mace Moulton, US-amerikanischer Politiker (* 1796)
- 05. Mai: Philippe Parmentier, belgischer Bildhauer (* 1787)
- 06. Mai: Johann Kaspar Aiblinger, deutscher Komponist und Kapellmeister (* 1779)
- 06. Mai: Hermann Schievelbein, deutscher Bildhauer (* 1817)
- 08. Mai: Elijah Hise, US-amerikanischer Politiker (* 1802)
- 09. Mai: Jacques-Joseph Champollion, französischer Archäologe und Bibliothekar (* 1778)
- 10. Mai: Heinrich Beitzke, deutscher Militärschriftsteller (* 1798)
- 11. Mai: Johann Friedrich Hermann Albers, deutscher Mediziner und Pathologe (* 1805)
- 11. Mai: Joseph A. Wright, US-amerikanischer Politiker, Gouverneur von Indiana (* 1810)
- 12. Mai: Eduard Gerhard, deutscher Klassischer Archäologe (* 1795)
- 17. Mai: Julius Léopold Eduard Avé-Lallemant, deutscher Botaniker (* 1803)
- 17. Mai: Johann Anton Steinegger, Schweizer Politiker und Bankier (* 1811)
- 18. Mai: Clarkson Stanfield, englischer Bühnen- und Kunstmaler (* 1793)
- 20. Mai: Franz Oliver von Jenison-Walworth, bayerischer Politiker und Diplomat (* 1787)
- 21. Mai: Johann Heinrich Meidinger, deutscher Kaufmann, Geograph und Reiseschriftsteller (* 1792)
- 22. Mai: Edward Hodges Baily, britischer Bildhauer (* 1788)
- 25. Mai: Aloise Kettel, österreichische Schauspielerin (* 1803)
- 25. Mai: Wilhelm von Kügelgen, deutscher Maler, Schriftsteller und Kammerherr am herzoglichen Hof von Anhalt-Bernburg (* 1802)
- 27. Mai: Thomas Bulfinch, US-amerikanischer Bankier und Schriftsteller (* 1796)
- 29. Mai: Carlos de Morais Camisão, brasilianischer Militär (* 1821)
- 30. Mai: Ramón Castilla, peruanischer Militär und Politiker, Präsident von Peru (* 1797)
- 31. Mai: Théophile-Jules Pelouze, französischer Chemiker (* 1807)
- 000Mai: Kunta Haddschi Kischijew, kumykischer Scheich und Begründer einer neuen sufischen Bewegung (* um 1830)

### Juni
- 01. Juni: Karl von Staudt, deutscher Mathematiker (* 1798)
- 03. Juni: Richard Spaight Donnell, US-amerikanischer Politiker (* 1820)
- 06. Juni: Mathilde Marie Adelgunde Alexandra, Erzherzogin von Österreich (* 1849)
- 07. Juni: Athanasios Miaoulis, griechischer Politiker, Ministerpräsident von Griechenland (* 1815)
- 09. Juni: Louis Bötticher, deutscher Opernsänger (* 1813)
- 09. Juni: Bruno von Natzmer, preußischer Söldnerführer und Generalinspekteur der nicaraguanischen Armee (* 1831)
- 09. Juni: Christian Pløyen, dänischer Jurist und Regierungsbeamter (* 1803)
- 10. Juni: Ludwig Vieli, Schweizer Jurist und Politiker (* 1808)
- 11. Juni: Karl Otto Weber, deutscher Chirurg und Pathologe (* 1827)
- 12. Juni: Louis-Hippolyte Lebas, französischer Architekt (* 1782)
- 14. Juni: Jean Vidal, französischer Violinist und Dirigent (* 1789)
- 15. Juni: Johann Hermann Carmiencke, deutscher Landschaftsmaler (* 1810)
- 16. Juni: Paulus Modestus Schücking, deutscher Richter, Amtmann, Philosoph und Literat (* 1787)
- 17. Juni: José Miguel Arroyo, mexikanischer Botschafter und Außenminister (* 1810)
- 17. Juni: John Moore, US-amerikanischer Politiker (* 1788)
- 19. Juni: Henry Dodge, US-amerikanischer Politiker, Gouverneur des Wisconsin-Territoriums (* 1782)
- 19. Juni: Maximilian I., österreichischer Erzherzog und Kaiser von Mexiko (* 1832)
- 19. Juni: Tomás Mejía, kaiserlich-mexikanischer General (* 1820)
- 19. Juni: Miguel Miramón, kaiserlich-mexikanischer General (* 1832)
- 20. Juni: Ferdinand Gottlieb Flechtner, deutscher Textilfabrikant (* 1811)
- 23. Juni: Christian Georg Theodor Ruete, deutscher Ophthalmologe (* 1810)
- 23. Juni: Armand Trousseau, französischer Internist (* 1801)
- 25. Juni: Wilhelmine von Sydow, deutsche Schriftstellerin (* 1789)
- 25. Juni: Christian Wilbrandt, mecklenburgischer Germanist und Politiker (* 1801)
- 26. Juni: Maximilian Anton, Erbprinz von Thurn und Taxis (* 1831)
- 28. Juni: Friedrich Günther, Fürst von Schwarzburg-Rudolstadt, Graf von Hohnstein, Herr von Blankenburg, Leutenberg etc. (* 1793)
- 29. Juni: John Rutter Chorley, britischer Autor, Bibliophiler, Romanist und Hispanist (* 1807)
- 30. Juni: Peter Geist, unterfränkischer Maler (* 1816)
- 000Juni: Diego José Benavente y García de Bustamante, chilenischer Politiker und Mitglied der Regierungsjunta (* 1790)

### Juli
- 01. Juli: Thomas Francis Meagher, irischer Freiheitskämpfer, US-amerikanischer Politiker, Gouverneur des Montana-Territoriums (* 1823)
- 02. Juli: Friedrich Gustav Habel, deutscher Privatgelehrter, Archivar, Burgenforscher und Provinzialrömischer Archäologe (* 1792)
- 03. Juli: Lazarus W. Powell, US-amerikanischer Politiker, Gouverneur von Kentucky (* 1812)
- 05. Juli: Karl Johan Andersson, schwedischer Abenteurer, Forschungsreisender, Händler und Reiseschriftsteller in Südwestafrika (* 1827)
- 05. Juli: Caleb Claiborne Herbert, US-amerikanischer Plantagenbesitzer, Offizier und Politiker (* um 1814)
- 05. Juli: Philipp Furtwängler, deutscher Orgelbauer (* 1800)
- 05. Juli: James Moore Wayne, US-amerikanischer Jurist, Politiker und Richter am Supreme Court (* 1790)
- 06. Juli: Karl von Enhuber, bayerischer Maler (* 1811)
- 07. Juli: John Alsop King, US-amerikanischer Politiker, Gouverneur von New York (* 1788)
- 07. Juli: François Ponsard, französischer Dramatiker (* 1814)
- 11. Juli: Heinrich LXVII., Fürst Reuß jüngere Linie (* 1789)
- 12. Juli: Horatio McCulloch, schottischer Landschaftsmaler (* 1806)
- 12. Juli: Patricio Rivas, nicaraguanischer Anwalt und Supremo Director (Staatschef) von Nicaragua (* um 1810)
- 15. Juli: Karl Friedrich von Below, baltischer Adeliger und Vizegouverneur im Gouvernement Estland (* 1794)
- 15. Juli: Rudolph Melchior, deutsch-US-amerikanischer Kunsthandwerker, Maler und Flötist (* 1836)
- 18. Juli: Alfred Wells, US-amerikanischer Jurist und Politiker (* 1814)
- 20. Juli: Jacob Erdman, US-amerikanischer Politiker (* 1801)
- 21. Juli: Antonio Barezzi, italienischer Kaufmann und Mäzen (* 1787)
- 23. Juli: Carlos Salazar Castro, Jefe Supremo der Provinz El Salvador und der Provinz Guatemala in der Zentralamerikanischen Konföderation (* 1800)
- 26. Juli: Stephan Kellner, deutscher Glasmaler (* 1812)

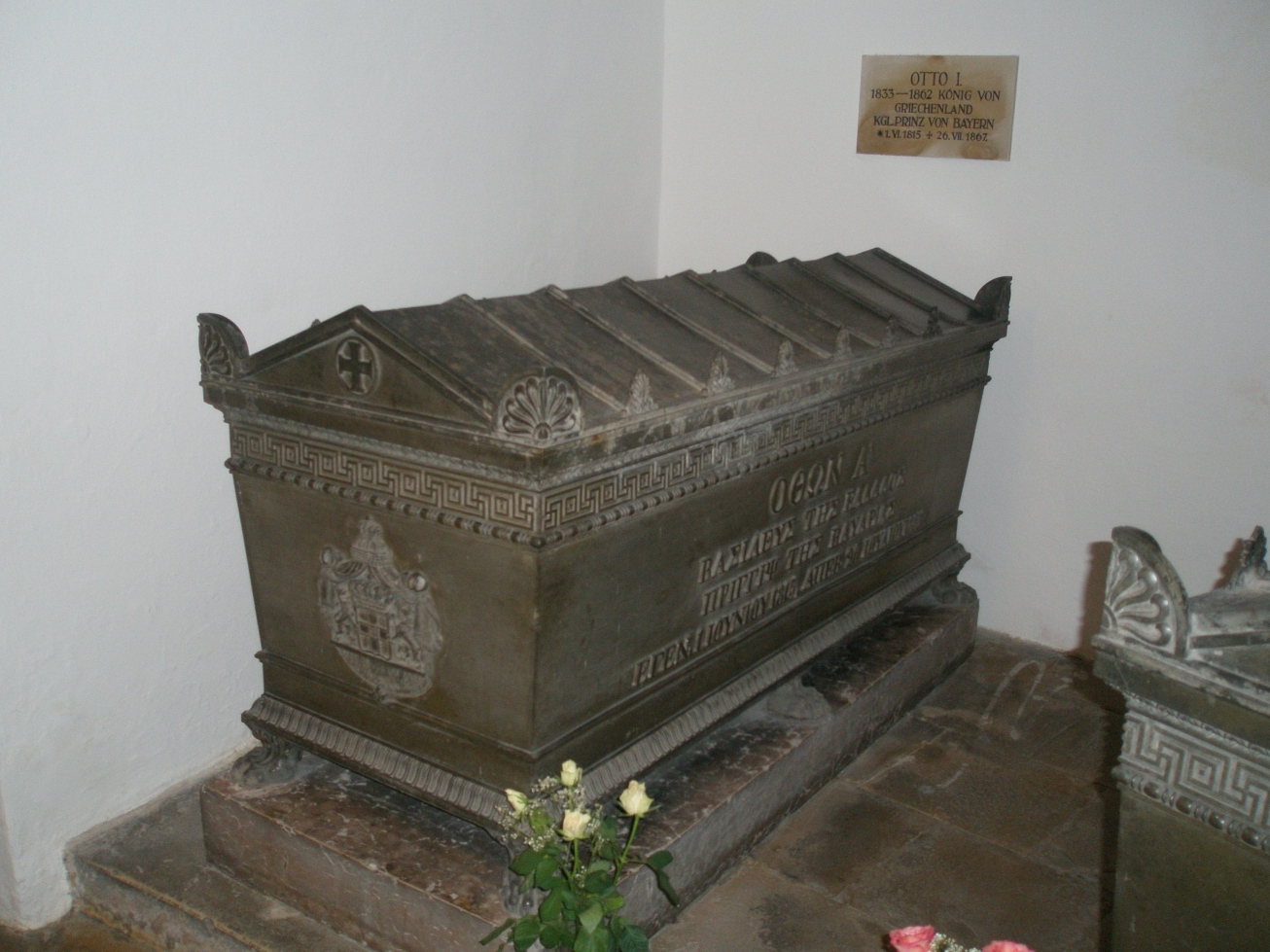
Sarkophag Ottos I. in der Gruft der Theatinerkirche zu München

- 26. Juli: Otto I., König von Griechenland (* 1815)
- 30. Juli: Richard Clauselle Puryear, US-amerikanischer Politiker (* 1801)
- 31. Juli: Elisabeth Alphonsa Maria Eppinger, deutsche katholische Ordensgründerin (* 1814)
- 31. Juli: Benoît Fourneyron, französischer Ingenieur und Erfinder (* 1802)
- 31. Juli: Adolf Martin Pleischl, böhmisch-österreichischer Chemiker und Mediziner (* 1787)
- 31. Juli: Rudolf Wäffler, Schweizer Politiker (* 1804)

### August
- 01. August: Christian Wilhelm Lindemann, deutscher Jurist und Politiker (* 1798)
- 03. August: August Boeckh, deutscher Philologe und Altertumsforscher (* 1785)
- 04. August: Emil Cauer der Ältere, deutscher Bildhauer (* 1800)
- 04. August: Phan Thanh Gian, vietnamesischer Politiker, Historiker, Philosoph des Neokonfuzianismus und Diplomat (* 1796)
- 04. August: Faustin Soulouque, Präsident sowie als Faustin I. Kaiser von Haiti (* 1782)
- 06. August: David Rittenhouse Porter, US-amerikanischer Politiker, Gouverneur von Pennsylvania (* 1788)
- 07. August: Ernst Glüer, deutscher Architekt (* 1831)
- 07. August: Ernst Otto Lindner, deutscher musikwissenschaftlicher Schriftsteller und Journalist (* 1820)
- 08. August: Sarah Austin, britische Schriftstellerin und Übersetzerin (* 1793)
- 08. August: Maria Theresia von Österreich, Königin beider Sizilien (* 1816)
- 08. August: James Wilson, US-amerikanischer Politiker (* 1825)
- 10. August: André Durand, französischer Maler, Zeichner und Lithograf (* 1807)
- 16. August: Joseph Ambrosius Geritz, deutscher Geistlicher, Bischof von Ermland (* 1783)
- 16. August: Friedrich Haase, deutscher Altphilologe (* 1808)
- 16. August: Johann Heinrich Deinhardt, deutscher Pädagoge (* 1805)
- 17. August: Johann Heinrich Ammann, Schweizer Jurist und Politiker (* 1820)
- 18. August: Alexis Paccard, französischer Architekt (* 1813)
- 19. August: William B. Campbell, US-amerikanischer Politiker, Gouverneur von Tennessee (* 1807)
- 21. August: Juan Álvarez Benítez, Präsident von Mexiko (* 1790)
- 22. August: Manuel José Errazquin y Larrañaga, uruguayischer Politiker (* 1801)
- 23. August: Auguste-Marseille Barthélemy, französischer Dichter (* 1796)
- 24. August: Thomas Brown, US-amerikanischer Politiker, Gouverneur von Florida (* 1785)

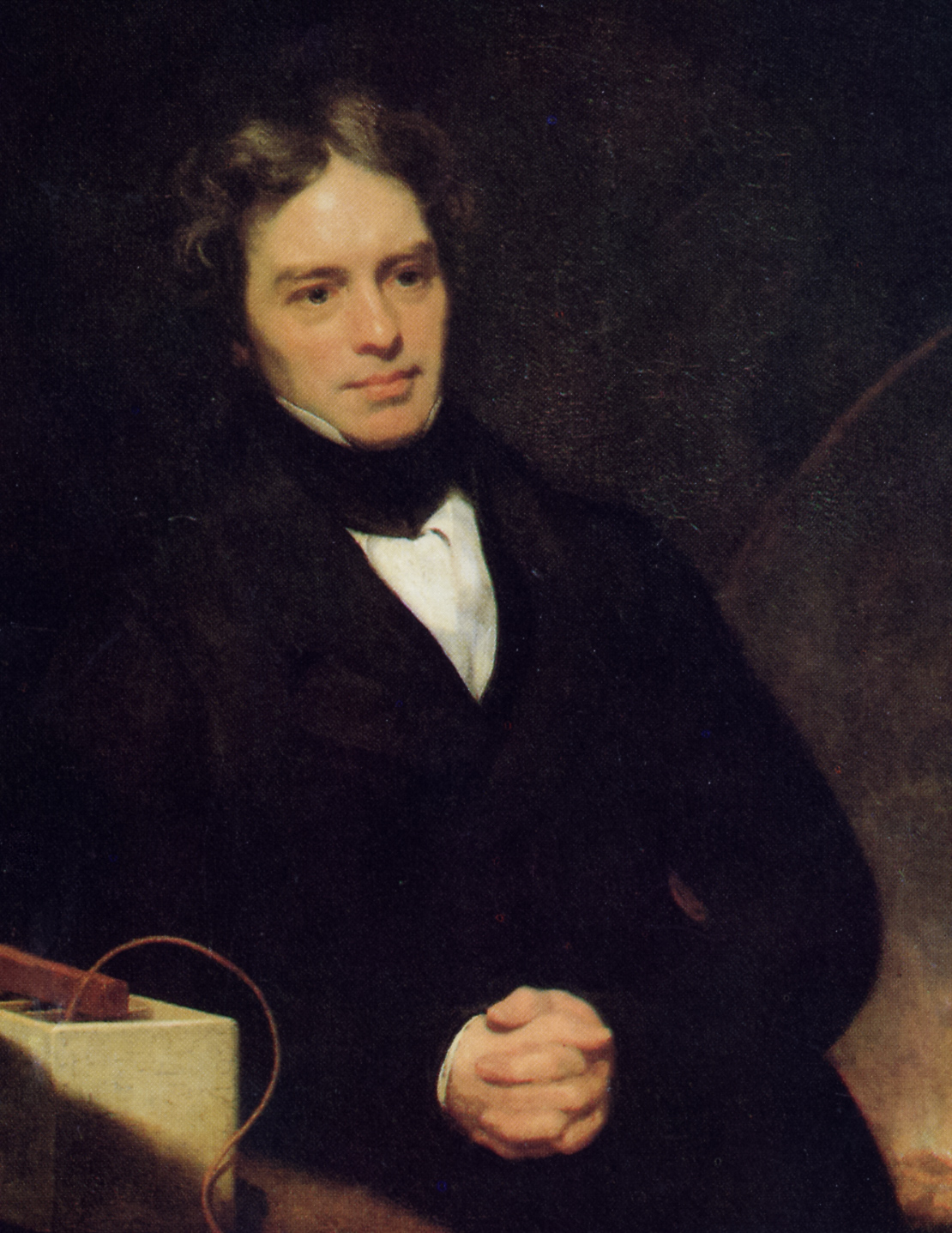
Michael Faraday, etwa 1841/42

- 25. August: Michael Faraday, englischer Physiker und Chemiker (* 1791)
- 26. August: Pedro Martínez López, spanischer Romanist, Hispanist, Grammatiker und Lexikograf (* 1797)
- 28. August: William A. Bradley, US-amerikanischer Politiker, Bürgermeister von Washington D.C. (* 1794)
- 28. August: Carl Mittermaier, deutscher Jurist, Publizist und Politiker (* 1787)
- 30. August: John McQueen, US-amerikanischer Politiker (* 1804)
- 31. August: Charles Baudelaire, französischer Dichter (* 1821)

### September
- 01. September: Edward Hodges, US-amerikanischer Organist und Komponist (* 1796)

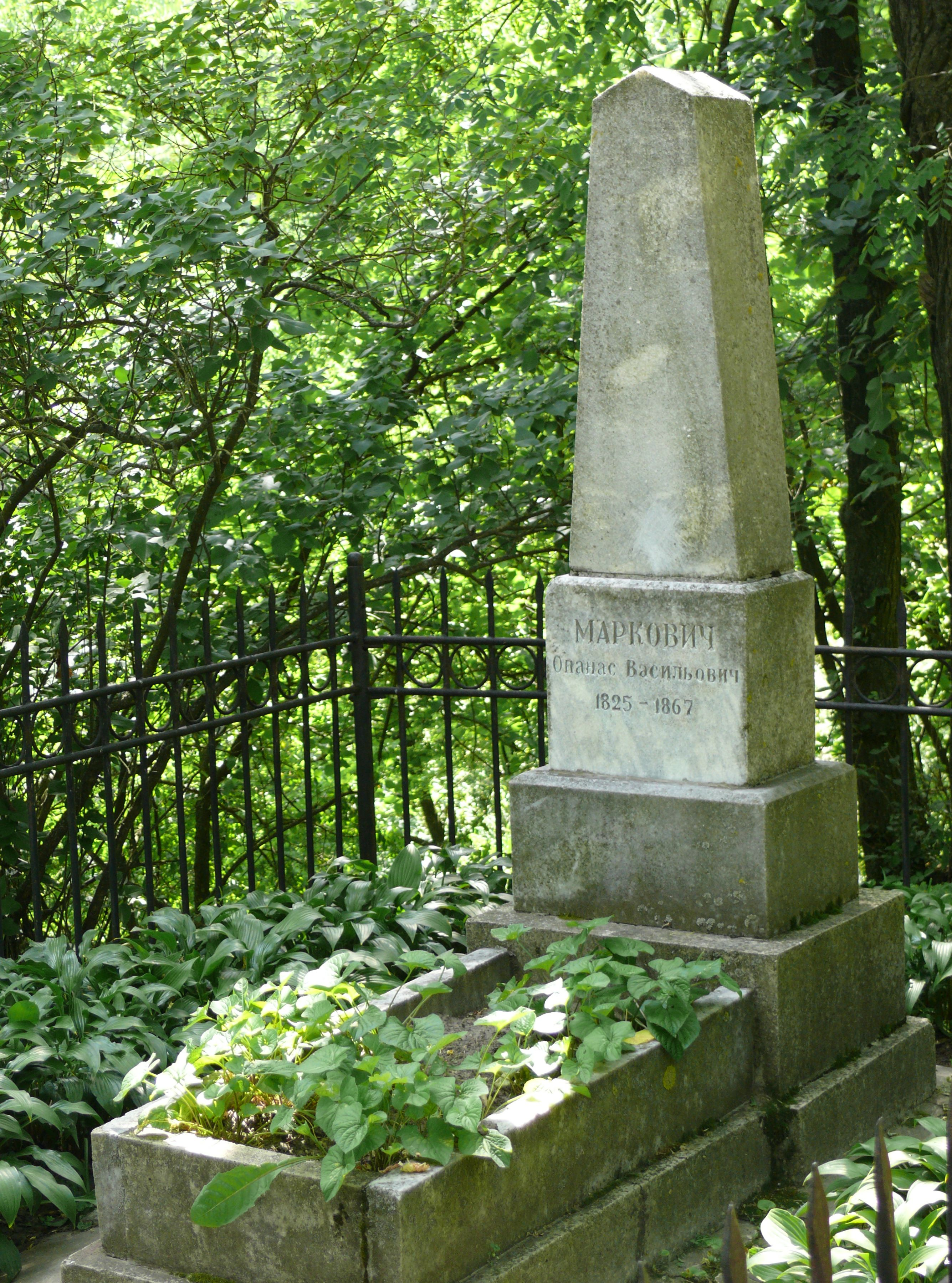
Grab Markewytschs in Tschernihiw

- 01. September: Opanas Markewytsch, russisch-ukrainischer Volkskundler, Ethnologe, Sozialaktivist und Mitglied der Kyrill-und-Method-Bruderschaft (* 1822)
- 03. September: James A. McDougall, US-amerikanischer Jurist und Politiker, Attorney General der Bundesstaaten Illinois und Kalifornien (* 1817)
- 03. September: Heinrich Smidt, deutscher Schriftsteller (* 1798)
- 04. September: Henriette Méric-Lalande, französische Opernsängerin (* 1798)
- 05. September: Santiago Derqui, Präsident von Argentinien (* 1809)
- 05. September: Wilhelm von Hessen, Titular-Landgraf von Hessen-Kassel und Gouverneur von Kopenhagen (* 1787)
- 07. September: Franz von Stengel, deutscher Verwaltungsbeamter (* 1811)
- 07. September: Alexandru Sterca Șuluțiu, rumänisch-griechisch-katholischer Erzbischof von Făgăraș und Alba Iulia (* 1794)
- 08. September: John L. Helm, US-amerikanischer Jurist und Politiker, Gouverneur von Kentucky (* 1802)
- 09. September: Julius Kröhl, deutsch-US-amerikanischer Ingenieur und U-Boot-Konstrukteur (* 1820)
- 10. September: Simon Sechter, österreichischer Musiktheoretiker, Musikpädagoge, Organist, Dirigent und Komponist (* 1788)
- 13. September: Friedrich Gerst, deutscher Priester der römisch-katholischen Kirche, Gefängnisseelsorger und Düsseldorfer Original (* 1805)
- 15. September: Wilhelm Heinrich Friedrich von Kleist, preußischer Offizier (* 1785)
- 20. September: Johann Adam Hartung, deutscher Altphilologe (* 1801)
- 23. September: Pedro Nolasco Vergara Albano chilenischer Deputierter, Gouverneur und Grundbesitzer (* 1800)
- 25. September: Giuseppe Natoli, italienischer Staatsmann und Patriot, führende Figur im Risorgimento (* 1815)
- 26. September: James Ferguson, schottischer Ingenieur und Astronom (* 1797)
- 27. September: Albert Auguste Perdonnet, französischer Ingenieur und Eisenbahnpionier (* 1801)
- 29. September: Sterling Price, US-amerikanischer Politiker (* 1809)
- 30. September: Johann Evangelist Engesser, badischer römisch-katholischer Geistlicher und Politiker (* 1778)
- 30. September: Jeremiah Russell, US-amerikanischer Politiker (* 1786)
- 000September: Philoxène Boyer, französischer Schriftsteller (* 1829)

### Oktober
- 03. Oktober: Anthony Martin Branch, US-amerikanischer Jurist und Politiker, Offizier in der Konföderiertenarmee (* 1823)
- 03. Oktober: Elias Howe, US-amerikanischer Fabrikant und Erfinder (* 1819)
- 03. Oktober: Thomas Estes Noell, US-amerikanischer Politiker (* 1839)
- 04. Oktober: Johann Christian Gentz, deutscher Tuchmacher, Kaufmann und Torfstichbesitzer (* 1794)
- 04. Oktober: Eduard Kley, deutscher Prediger und Pädagoge, Pionier des Reformjudentums (* 1789)
- 05. Oktober: Louis Henri Fontane, deutscher Apotheker und Vater des Schriftstellers Heinrich Theodor Fontane (* 1796)
- 05. Oktober: Achille Fould, französischer Finanz- und Staatsmann (* 1800)
- 05. Oktober: Thomas Täglichsbeck, deutscher Violinist, Kapellmeister und Komponist (* 1799)
- 07. Oktober: Mohammed Afzal Khan, Emir von Afghanistan (* 1811)
- 07. Oktober: Henry Timrod, amerikanischer Dichter und Journalist in der Konföderation (* 1828)
- 08. Oktober: Johann Baptist Rousseau, deutscher Dichter, Journalist und Herausgeber (* 1802)
- 09. Oktober: Ignacy Feliks Dobrzyński, polnischer Pianist und Komponist (* 1807)
- 09. Oktober: Abraham Mapu, baltisch-russischer hebräischer Schriftsteller (* 1808)
- 10. Oktober: Julius Mosen, deutscher Dichter und Schriftsteller (* 1803)
- 11. Oktober: Christian Carl von Glück, deutscher Richter, Politiker, Dichter und Kunstsammler (* 1791)
- 11. Oktober: David L. Seymour, US-amerikanischer Jurist und Politiker (* 1803)
- 12. Oktober: Johann Ernst Dubois, deutscher Zinngießer-Meister und Unternehmer (* 1805)
- 12. Oktober: Franz Xaver Haimerl, österreichischer Jurist und Hochschullehrer (* 1806)
- 14. Oktober: Carlo Filangieri, italienischer General (* 1784)
- 14. Oktober: W. O. von Horn, deutscher evangelischer Pfarrer und Schriftsteller (* 1798)
- 16. Oktober: Michael Hutchinson Jenks, US-amerikanischer Politiker (* 1795)
- 20. Oktober: Sarah Glover, englische Pfarrerstochter und Direktorin einer Sonntagsschule (* 1785)
- 21. Oktober: Georgi Rakowski, bulgarischer Revolutionär, Ideologe, Politiker, Schriftsteller, Aufklärer und Aktivist der Bulgarischen Nationalen Wiedergeburt (* 1821)
- 22. Oktober: Eugène Millon, französischer Chemiker und Arzt (* 1812)
- 23. Oktober: Franz Bopp, deutscher Sprachwissenschaftler und Sanskritforscher (* 1791)
- 25. Oktober: Georg Kestner, deutscher Archivar, Bankier und Sammler von Kunstwerken und Autographen (* 1774)
- 25. Oktober: Salama III., Metropolit der Äthiopisch-Orthodoxen Kirche
- 28. Oktober: Jakob Ferdinand Schreiber, deutscher Verleger (* 1809)
- 29. Oktober: Matthias Franz Borgnis, deutscher Bankier, Juwelier und Tabakfabrikant (* 1798)
- 30. Oktober: John Albion Andrew, US-amerikanischer Politiker, Gouverneur von Massachusetts (* 1818)
- 31. Oktober: William Parsons, 3. Earl of Rosse, irischer Astronom (* 1800)

### November
- 03. November: Segundo Ruiz Belvis, puerto-ricanischer Unabhängigkeitskämpfer und Abolitionist (* 1829)
- 03. November: Domitília de Castro Canto e Melo, brasilianische Gräfin und Geliebte Kaiser Pedros I. (* 1797)
- 05. November: Leopoldo O’Donnell, spanischer General und Politiker, spanischer Regierungspräsident, Graf von Lucena und Herzog von Tetuán (* 1809)
- 07. November: Oronzo Gabriele Costa, italienischer Zoologe und Entomologe (* 1787)
- 10. November: Ludwig Foltz, deutscher Architekt, Bildhauer und Illustrator (* 1809)
- 11. November: Friedrich August Bouterwek, deutscher Historienmaler (* 1806)
- 12. November: Charles Frédéric Dubois, belgischer Naturforscher (* 1804)
- 13. November: Nathaniel Bullock, US-amerikanischer Politiker, Vizegouverneur von Rhode Island (* 1779)
- 13. November: Adolphe-Napoléon Didron, französischer Archäologe (* 1806)
- 14. November: Jacques Charles Brunet, französischer Bibliograph und Buchhändler (* 1780)
- 14. November: Julius Campe, deutscher Verleger (* 1792)
- 14. November: Friedrich Theodor Fischer, deutscher Architekt und badischer Baubeamter (* 1803)
- 18. November: August Zierfuß, deutscher Nadler und Unternehmer (* 1803)
- 19. November: Fitz-Greene Halleck, US-amerikanischer Dichter (* 1790)
- 20. November: Theodor Apel, deutscher Schriftsteller und Stifter (* 1811)
- 20. November: Peter Clodt von Jürgensburg, russischer Bildhauer (* 1805)
- 21. November: José Longinos Ellauri, uruguayischer Jurist und Politiker (* 1789)
- 22. November: Ludwig von Stainlein, bayerischer Graf, Komponist und Violoncellist (* 1819)
- 25. November: Karl Ferdinand Sohn, deutscher Maler (* 1805)
- 26. November: Hermann Adam von Kamp, deutscher Lehrer, Heimatkundler und Schriftsteller (* 1796)
- 26. November: August Müller, deutscher Kontrabassist (* 1808)
- 27. November: Reuben H. Walworth, US-amerikanischer Jurist und Politiker (* 1788)
- 28. November: Caroline Klauhold, deutsche Bildnis-, Genre- und Landschaftsmalerin (* 1812)
- 28. November: John Drake Sloat, US-amerikanischer Marineoffizier und Politiker, Militärgouverneur von Kalifornien (* 1781)

### Dezember
- 01. Dezember: Philaret Drosdow, Metropolit von Moskau (* 1783)
- 06. Dezember: Julius Ludwig Klee, deutscher Pädagoge und Sprachwissenschaftler (* 1807)
- 06. Dezember: Giovanni Pacini, italienischer Opernkomponist (* 1796)
- 07. Dezember: Franz Josef Dobiaschofsky, österreichischer Maler (* 1818)
- 08. Dezember: Alphonse Boilly, französischer Kupferstecher und Lithograph (* 1801)
- 09. Dezember: Rudolf von Arthaber, österreichischer Textilfabrikant, Kunstsammler und Mäzen (* 1795)

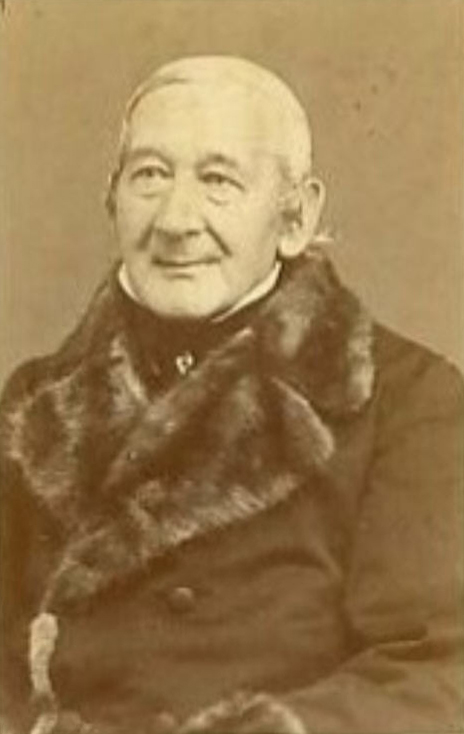
Johann Nikolaus von Dreyse

- 09. Dezember: Johann Nikolaus von Dreyse, deutscher Erfinder, Konstrukteur und Unternehmer (* 1787)
- 09. Dezember: Sigismund Stern, deutsch-jüdischer Pädagoge und Schriftsteller (* 1812)
- 10. Dezember: Sakamoto Ryōma, japanischer Samurai und Reformer (* 1836)
- 10. Dezember: Edward Whelan, kanadischer Politiker und Journalist (* 1824)
- 11. Dezember: William Brooks, britischer Architekt (* 1786)
- 11. Dezember: Wilhelm Felsche, deutscher Konditor, Schokoladenfabrikant und Kaffeehausgründer in Leipzig (* 1798)
- 13. Dezember: Artur Grottger, polnischer Maler und Zeichner (* 1837)
- 18. Dezember: Ferdinand Deycks, deutscher Altphilologe (* 1802)
- 19. Dezember: Johann Georg Kastner, deutsch-französischer Komponist und Musikschriftsteller (* 1810)
- 21. Dezember: Karl Friedrich Schimper, deutscher Naturwissenschaftler, Botaniker und Geologe (* 1803)
- 21. Dezember: Robert Smith, US-amerikanischer Politiker (* 1802)
- 22. Dezember: Jacob Jacobsen Dampe, dänischer Politiker (* 1790)
- 22. Dezember: John W. Dana, US-amerikanischer Politiker, Gouverneur von Maine (* 1808)
- 22. Dezember: Cornelius S. Hamilton, US-amerikanischer Politiker (* 1821)
- 22. Dezember: Jean-Victor Poncelet, französischer Mathematiker, Ingenieur und Physiker (* 1788)
- 22. Dezember: Théodore Rousseau, französischer Maler und Gründer der Schule von Barbizon (* 1812)
- 24. Dezember: Amasa Dana, US-amerikanischer Politiker (* 1792)
- 25. Dezember: Toni Adamberger, österreichische Schauspielerin (* 1790)
- 25. Dezember: Jonah Sanford, US-amerikanischer Jurist und Politiker (* 1790)

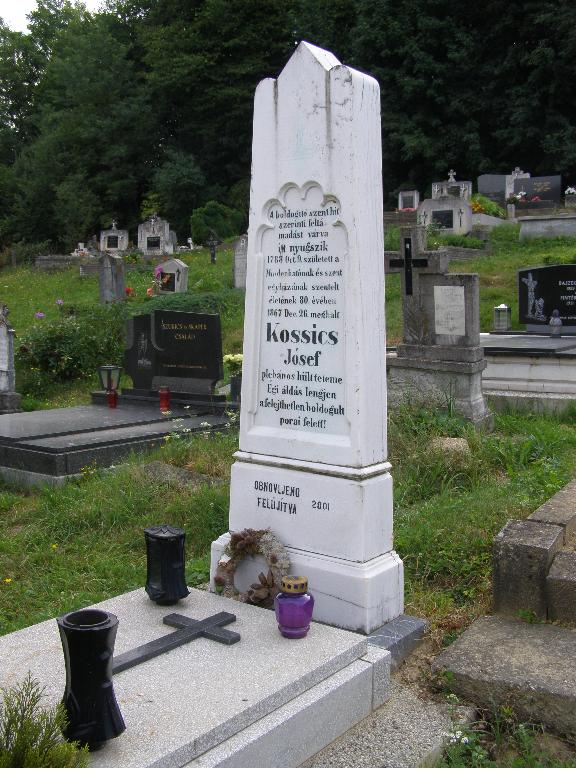
Kossics Grab in Felsőszölnök

- 26. Dezember: József Kossics, ungarisch-slowenischer Schriftsteller, Dichter, Historiker, Volkskundler und katholischer Priester (* 1788)
- 30. Dezember: Franz von Unterrichter, Tiroler Dichter, Jurist und Politiker sowie Mitglied der Frankfurter Nationalversammlung (* 1775)

### Genaues Todesdatum unbekannt
- Albert Carl Koch, deutscher Fossilienforscher (* 1804)
- Francesc Daniel Molina i Casamajó, katalanischer Architekt (* 1812)